# 2013年のラジオ (日本)
2013年のラジオ (日本)では、2013年の日本のラジオ番組、その他ラジオ界の動向について記す。

## 主な番組関連の出来事

### 1月
- 2日 - 元フジテレビアナウンサーで、フリーアナウンサーの千野志麻が、帰省先の静岡県沼津市で乗用車を運転中に通行人を死亡させる事故を起こした。翌3日、千野本人が自らの公式HPで陳謝。また、パーソナリティを担当していた文化放送『就職戦士ブンナビ!』やTOKYO FM『TOKYO WONDERFUL tribune』の2本について、前者は4日の放送を中止し別番組に差し替え、後者は5日はパーソナリティ交代で対応していた[1][2]。千野はこの事故の影響により両番組とも降板することとなり、レギュラー番組が全て消滅。なお『ブンナビ!』は石川真紀（文化放送アナウンサー）[3]、『TOKYO-』は柴田幸子（TOKYO FMアナウンサー）がそれぞれ後任を務める[4]。
- 7日 - 毎日放送は、タレントで野球解説者の板東英二の個人事務所「オフィスメイワーク」が名古屋国税局から約7500万円の所得隠しを指摘された問題を受け、板東がレギュラー出演している『板東英二のおばあちゃんと話そう』の放送を当面の間見合わせる事を発表した。後番組として6日より『嘉門達夫と上ちゃんのどんなんやねん!』が放送開始[5]。

### 2月
- 2日 - AIR-G'『友章のDream Farm』のDJを務めていたミュージシャンの友章が死去[6]。1月16日にクモ膜下出血で倒れ、闘病中の放送回からは音楽仲間である手島正弘が代役を務め、現在も番組は続いている。
- 22日 - 24日 - ニッポン放送系老舗深夜番組『オールナイトニッポン』の放送開始45周年を記念して、45時間の大型特別番組『たけし みゆき 千春も登場! 伝説のパーソナリティが今を語る オールナイトニッポン45時間スペシャル』（22日22:00-24日22:00）[7]を放送。ビートたけし、中島みゆき、松山千春、松任谷由実などかつて同番組で人気を博したパーソナリティが出演した[8]。
- 25日 - 2012年から休養中だった放送作家の高田文夫が、パーソナリティを務めるニッポン放送『高田文夫のラジオビバリー昼ズ』に生出演し、ラジオ復帰した[9]。

### 3月
- ニッポン放送で1994年から放送されていたTOKIOのレギュラーラジオ番組『TOKIOナイトCLUB』が終了。前身の『TOKIO カラオケ HIT CLUB』（1993年 - 1994年）と合わせて20年の歴史に幕。
- 21日 - NHKラジオ第1で放送されていた『歌の散歩道』が終了。これにより、1975年4月から放送した『ひるの散歩道』時代から続いた「散歩道」シリーズが38年の歴史に幕。
- 28日 - FM802で14年半続いた『HIRO T'S MORNING JAM』（DJ：ヒロ寺平）がこの日の放送を以て終了、同時にヒロ寺平本人も開局以来約24年務めたFM802のDJからも卒業[10]。
- 30日
  - TOKYO FMで1992年4月から放送されていた「サントリー」一社提供の番組『サントリー・サタデー・ウェイティング・バー』が終了。21年の歴史に幕。
  - FM802で開局以来続いた『Saturday Amusic Islands Morning Edition』のDJ・シャーリー富岡がこの日をもって卒業。

### 4月
- 1日
  - NHKラジオ第1にて、平日13時枠に『午後のまりやーじゅ』（パーソナリティ：山田まりや）放送開始。
  - 関西テレビを退社したアナウンサー山本浩之がフリー転向初日となるこの日、在版ラジオ2局（ABCラジオ、MBSラジオ）に出演。5:00MBS『子守康範 朝からてんコモリ!』→9:00ABC『ドッキリ!ハッキリ!三代澤康司です』→10:30MBS『上泉雄一のええなぁ!』の各番組に出演した[11]。
  - FM COCOLOにて、ヒロ寺平がDJを務める新番組『HIRO T'S AMUSIC MORNING』が放送開始[10]。
- 7日 - フジテレビを退社し、フリーとなった平井理央がJ-WAVEで初のラジオ番組『WONDER VISION』を開始。
- 8日 - NHKラジオ『ラジオ深夜便』新アンカー（DJ）に、この日より森田美由紀（NHKアナウンサー）が登場。なお、森田は月2回（偶数週の月曜日）担当する[12]。
- 14、21、28日 - J-WAVEで開局25周年記念特番『25歳の肖像』（22:00、出演:堀北真希、内田篤人、福原愛、松坂桃李）を放送[13]。
- 28日 - NHK-FM放送（近畿地区）にて、NMB48初のラジオ冠番組『ラジオNMB48』（月1回、日曜日14:00）が放送開始[14][15]。

### 5月
- 13日 - ラジオ関西で『橘和海也のなんでもカウンセリングR』のメインパーソナリティを担当していた橘和海也が、児童買春容疑で逮捕。事件を受けてラジオ関西は同番組を打ち切った。

### 9月
- 10日 - fm yokohama、NACK5、bayfmの首都圏FMラジオ局が企画ネット番組『WE LOVE OKINAWA』（協力:沖縄観光コンベンションビューロー）を放送。
- 27日 - TBSラジオの長寿ラジオ番組『永六輔の誰かとどこかで』がこの日をもって放送終了。1967年1月から放送が開始された『どこか遠くへ』時代を含めて46年の歴史に幕。

### 10月
- 31日 - FM NACK5で開局25周年記念特番『We love SAITAMA We love NACK5』を14時間にわたって放送。

## 主なその他ラジオ関連の出来事

### 1月
- 6日 - NHKアナウンサーで、スポーツ実況などで活躍した石川洋（東京アナウンス室所属）が死去（53歳没）[16]。
- 8日 - ニッポン放送はこの日、2012年12月24日 - 25日にかけて開催した『第38回ラジオ・チャリティー・ミュージックソン』で行われたチャリティーオークションの落札額を発表、1位はエアバンドゴールデンボンバーの鬼龍院翔のサイン入り脱ぎたてTシャツで、落札額は最高値となる16万7000円[17]。

### 2月
- 11日 - TOKYO FMの東京タワーにある送信アンテナを同タワー頂上部に移設し供用を開始[18]。
- 19日 - 首都圏の日本民間放送連盟（民放連）加盟10局と日本フランチャイズチェーン協会が「災害時帰宅困難者ラジオ情報提供に関する協定」の締結を発表[19]（「ラジオ災害情報交差点」参照）。

### 3月
- 7日 - 松本正之NHK会長（当時）がこの日の記者会見にて、首都直下地震発生時に、ラジオ第1放送で広域向けの被害情報、FM放送で地域密着のライフライン情報と、それぞれ役割を分担して情報を伝えることを検討していることを明らかにした[20]。
- 12日 - ニッポン放送の村山創太郎社長（当時）がこの日の記者会見で、都市化に伴う受信障害の解消のためFM放送への参入を検討していることを明らかにした[21]。
- 21日 - 民放連はこの日の理事会で、ラジオ放送の全局一斉デジタル化の断念を決定[22]。

### 4月
- 1日
  - 中部日本放送が免許を含むラジオ事業部門を子会社のCBCラジオへ分割委譲[23]。
  - NHKアナウンサーの堀潤が同日付で退職[24]。
- 4日 - NHKの松本正之会長（当時）はこの日の会見で、NHKもラジオデジタル化に参入しないことを発表[25]。

### 6月
- 24日 - FMヨコハマの基幹送信所が神奈川県横浜市磯子区の円海山から同県秦野市の大山に移転。なお円海山の旧基幹送信所は予備送信所として使用される。

### 8月
- 1日 - NHK、東京都千代田区内幸町の旧放送会館から渋谷区神南の現放送センターへ移転（センター運用開始）から40周年。
- 10日 - ニッポン放送『オールナイトニッポン』の番組開始（1967年）当初のパーソナリティの一人であった高崎一郎（元ニッポン放送アナウンサー）が死去（82歳没）。

### 9月
- 4日 - 毎日放送の大阪市北区茶屋町の本社敷地内に新館「B館」が竣工。以後放送機器やスタジオを整備し、2014年4月4日にグランドオープンした[26]。
- 21日 - 日本民間放送連盟はこの日から、全国民放ラジオ100社の番組表を掲載するサイト『ラジオウェブ』の運用を開始[27]。

### 10月
- 1日 - JAPAN FM LEAGUE結成20周年。
- 31日 - 現行放送免許満了日。なお過去の放送法改正により、5年に1度の免許更改時には新たに放送事業に参入しようとする者の申請も認められるようになり、これに伴い既存事業者も免許更新の申請を行わなければならなくなっている。

### 11月
- 1日 - 既存放送局に対し放送免許の再免許及び基幹放送の業務の認定更新が行われる。同時に総務省に申請のあったエフエムインターウェーブによる名古屋地区の外国語超短波放送の免許申請が認められ、同社に予備免許が交付された[28]。

## 商号変更
- 4月1日 - 中部日本放送→CBCラジオ

## 節目

### 記念回
- 7000回 - 大沢悠里のゆうゆうワイド（2月28日、TBSラジオ）
- 4000回 - 生島ヒロシのおはよう一直線（8月5日、TBSラジオ）
- 1000回 - 上泉雄一のええなぁ!（2月20日、MBSラジオ）

### 開局周年
この年は、1953年に開局した民放局のほとんどが60周年の節目を迎える。
3月
- 1日 - 長崎放送（長崎局、JOUR）開局60周年

4月
- 1日
  - 開局50周年 - 栃木放送（宇都宮局、JOXF）、茨城放送（水戸局、JOYF）
  - 静岡エフエム放送開局30周年[29]
  - エフエム香川開局25周年

6月
- 16日 - NHK仙台放送局、NHK熊本放送局開局85周年
- 26日 - NHK名古屋放送局、NHK大阪放送局開局80周年
- 29日 - NHK高松ラジオ第2放送 (JOHD) 開始55周年。

7月
- 1日 - ラジオ大阪開局55周年
- 6日 - NHK広島放送局開局85周年
- 23日 - NHK徳島放送局開局80周年

8月
- 1日
  - NBCラジオ佐賀 (JOUO) 開局55周年
  - エフエム・ノースウェーブ開局20周年
- 8日 - エフエム富士開局25周年

9月
- 1日
  - 高知放送開局60周年
  - CROSS FM開局20周年

10月
- 1日
  - 開局60周年 - 山陽放送、西日本放送、南海放送、熊本放送、大分放送
  - 開局25周年 - J-WAVE、長野エフエム放送
  - 開局20周年 - ZIP-FM
- 10日 - 南日本放送開局60周年
- 12日 - 青森放送開局60周年
- 15日 - 山形放送開局60周年
- 31日 - エフエムナックファイブ開局25周年

11月
- 1日
  - 開局60周年 - 秋田放送
- 11日 - NHK長野ラジオ第2放送 (JONB) 開局65周年

12月
- 1日
  - 開局65周年 - NHK山形ラジオ第2放送 (JOJC)、NHK高知ラジオ第2放送 (JORB)
  - 開局60周年 - ラジオ福島（福島、郡山、会津若松、いわき局）
- 24日 - アール・エフ・ラジオ日本開局55周年
- 25日 - IBC岩手放送開局60周年

## 特別番組

### 1月放送
- 1月1日
  - 今だから新春うたくらべ（bayfm、0:05。DJ:田家秀樹／小島麻子）
  - NEW YEAR'S PARTY 2013（レディオキューブ三重、1:00。DJ:瀧裕司、多田えりか他）
  - FMヨコハマ 2013新春特別企画 藤田優一の街角レポート「隣のおせち料理」[30]（FMYokohama、9:18）
  - 師匠!内海桂子〜卒寿です。百歳までたったの十年です〜（ニッポン放送、12:00、出演:ナイツ）[31]
  - 俊治とMAYUのすごろく大作戦!（HBCラジオ、12:00）
  - 作品番号「1」の集い（NHK-FM、14:00。DJ:野本由紀夫、森山春香）[32]
  - エフエム山陰 新春特番 ハッピー・レディオ ドレミドシ!（13:00。DJ:角秀一、松島彩）[33]
  - ニホンのミカタ未来を考えるために（NHKラジオ第1、21:05。出演:尾木直樹、金子勝他）
- 1月2日
  - 真知子と小松政夫ニューイヤーはおめでたい（HBCラジオ、8:15。FBCラジオ、12:10）
  - A HAPPY NEW CINEMA!〜今年はもっと映画を観よう〜（JFN、13:00。出演：伊藤さとり、ダイノジ大谷ノブ彦）[33]
  - 文化放送 新春ビッグ対談「宮本慎也・稲葉篤紀 僕らのベースボール」（14:30）[34]
  - My KIMONO Style(μFM、17:00)[35]
  - 酒と肴（さかな）を楽しもう（NHKラジオ第1、21:30。出演:山本志保、池波志乃、野崎洋光、吉田類）[36]
- 1月3日 - 大胆予測!100年後（NHKラジオ第1、21:05。出演:春香クリスティーン、嶋本達嗣、泉大地、宮寺理子、金子哲也）[37]
- 1月4日 - ニッポン放送新春スポーツスペシャル山本浩二×江本孟紀WBC3連覇への道（11:30。出演：山本浩二、江本孟紀）[31]

- 1月14日
  - フロムアクアpresents 落ちない!応援ラジオ（TOKYO FM、14:00、DJ:茂木淳一、三浦茉莉。出演:大西ライオン）[38]
  - 青春のアイドル復活祭2013（NHKラジオ第1、18:05。出演:榊原郁恵、早見優）
  - おまけの人生（NHKラジオ第1、22:00。出演:岸本葉子、樋口強、内多勝康）

### 2月放送
- 2月10日 - ウーマンラッシュアワーが5UPを卒業するんだってさ!!（ABCラジオ、20:00）
- 2月11日
  - TOKYO FM東京タワー最上部新アンテナ放送開始記念特別番組（仮、TOKYO FM、4:55）[18]
  - ショッピングバラエティ「あなたの生活守ります!!」（文化放送・ラジオ日本、15:30。出演:〔文化放送〕梶原しげる、〔ラジオ日本〕夏木ゆたか）[39]
  - 好きやねん!関西ほんまめん 関西の小麦・三都物語（ABCラジオ、20:00）
- 2月15日 - 文化放送スポーツスペシャル 中島裕之 メジャーへの軌跡（文化放送、20:30。出演:中島裕之(オークランド・アスレチックス)、鈴木光裕、飯塚治）
- 2月17日
  - 伊藤史隆のラジオdeキャスト!!（ABCラジオ、20:00。P:伊藤史隆）
  - スムルースのおかげさまで結成15周年になりましてんっ!（MBSラジオ、20:00。出演:スムルース）[40]
  - イチハヤ ムーブメント Lucyを探れ!（ニッポン放送、27:30。出演:吉田尚記）
  - フォークシンガー小象の夜明けのフォークソング（文化放送、28:00）

### 3月放送
- 3月9日
  - イイね!東北の食 ご当地弁当バトル（NHKラジオ第1、13:05）[41]
  - 震災から2年 あの日力をくれた歌（NHKラジオ第1、19:20。出演:マギー審司、熊谷育美 / 司会:石山智恵）[42]
  - ティーバイティーガレージプレゼンツ 希望の道〜ティーナ・カリーナが見つめる東日本大震災（東北放送、20:00）[43]
- 3月10日
  - 津波からの避難 東日本大震災を教訓に（NHKラジオ第1、13:35。牛山素行〔静岡大学〕、城之内早苗。司会:坂本朋彦）[44]
  - 吉田尚記と古屋みなみのシンデレラ・ストーリー（ニッポン放送、17:30）
  - 震災川柳 17文字にこめた被災者の思い（NHKラジオ第1、18:05。ナレーター:林隆三）[45]
  - 希望の種をまきたい（NHKラジオ第1、19:20。出演:菅野正寿）
  - 新しい物語を始めよう（NHKラジオ第1、22:10。出演:千葉拓、藤田浩志）
- 3月11日 - 東日本大震災特別番組 絆みやぎ 明日へ（東北放送、12:00。出演:藤沢智子、結城登美雄）[46]

- 3月20日
  - 今日はとことんラジオ祭り!春だから、出会いラジオ 上を向いて歩こうキャンペーン（NHKラジオ第1、8:05 / 18:05。NHK-FM、16:05。総合司会〔前半パート〕:藤井彩子 / 出演：ももいろクローバーZ、松村邦洋、〔19:20 - 22:40〕唐橋ユミ / 中田有紀、エルシャラカーニ、かもめんたる、タイムボム / 〔NHK-FMパート〕鈴木万由香）NHK-FMパートはミュージックプラザ[47]
  - FM AICHI VIVA!SPRING 平井堅スペシャル presented by ミサワホーム東海（FM AICHI、12:00）[48]
  - ニッポン放送ホリデースペシャル みんなの老後〜がんばらない介護〜（ニッポン放送、13:00。出演:綾戸智恵、石井正則〔アリ to キリギリス〕）
  - THE TARGET 2013（AIR-G'、11:30。DJ:林唯衣、箕輪直人、鈴木彩可）
  - ホロホロトーキョー（TOKYO FM、12:30。DJ:齋藤美絵 / 出演:山口昌彦〔散歩の達人〕）
  - ガイド・フォー・ラ・フォル・ジュルネ・オ・ジャポン2013（TOKYO FM、16:00。DJ:小山ジャネット愛子）[49]
  - TOKYO FM特別番組「永遠の記憶装置」〜伊勢神宮がつなぐ、和のこころ(TOKYO FM、25:00。出演:伊勢谷友介、倉木麻衣、河合真如)
- 3月24日 - 恵比寿マスカッツの生でABAYO（文化放送、21:00）
- 3月28日 - 開幕前夜2013プロ野球ラジスコープ（NHKラジオ第1、20:05。解説：大島康徳、大野豊、小久保裕紀。司会：宮田貴行、松中みなみ）[50]
- 3月29日 - 忍たま乱太郎SP 忍たまがラジオにやって来た!の段（NHKラジオ第1、20:05）[51]
- 3月31日 - 文化放送開局記念スペシャル「音が音を超えるとき」（文化放送、20:00。出演:玉井和雄）

### 5月放送
- 5月3日
  1. 母の詩2013〜母の日によせて〜（文化放送、9:00。出演:井上あずみ、ジェロ、竹内靖夫、水谷加奈）[52]
  2. ニッポン放送 宮崎宣子 ホリデー箱根なう（ニッポン放送、11:30。出演：浦野一美）[53]
  3. SENSE OF JOURNEY（ニッポン放送、14:00。DJ:ラフルアー宮澤エマ）[53][54]
  4. 博多芸人 BLUE RIVERなんでもよかぁ（ニッポン放送、15:00。出演:恵俊彰）
  5. ようこそ!コミックバンドの世界へ!（NHKラジオ第1、19:20。出演:ポカスカジャン、萩原健太、犬塚弘。司会：マリリン山田）[55]
  6. E-girls Radio Lesson 1（文化放送、21:00）[52]
- 5月4日
  1. 菊池桃子、南野陽子のキラキラウーマン白書（NHKラジオ第1、19:20）
  2. 駒田徳広 満塁ナイトゴールデンウィークで喋り倒せ!（文化放送、17:57。出演:斉藤一美）[52]
- 5月5日 - 大人のための 子どもソングRadio（NHKラジオ第1、16:05。DJ:浅香唯、大西結花）[56]
- 5月6日 - 親子で一緒に考えよう（文化放送、11:00。出演:はなわ、鈴木純子、鈴木寛、香坂みゆき、池谷直樹）[52]
- 5月7日 - 山崎裕之の「僕のあの頃」オレのレオ（文化放送、18:00）
- 5月24日
  1. ココロゴハン〜いただきますとごちそうさまの間〜（文化放送、20:00。出演:李闘士男、優香、ハリセンボン）[57]
  2. 萬田久子・あなたと夜と音楽と（NHKラジオ第1、5月3日21:0520:05。出演:神田伸一郎、石田純一）振り替え放送
- 5月25日 - 途切れた119 番〜祐映さんと救急の6分20秒〜（山形放送、19:00。出演:大久保祐映、松下香織）
- 5月27日 - In My Life〜介護の仕事とビートルズと〜（北日本放送、18:15。出演:川手照子 / 佐伯和歌子、陸田陽子）[58]

### 7月放送
- 7月15日
  - YOKOHAMA TIRE presents Driving with Ecology feeling（FMyokohama 12:00 - 16:00、NACK5 13:00 - 16:55、bayfm 13:00 - 16:50。出演:秦基博 ほか）[59][60]
  - 雨谷麻世 木漏れ日の音（ニッポン放送、15:00。出演:的川泰宣〔JAXA〕）
- 7月19日 - ラジオ ハートストーリーズ（NHKラジオ第1、20:05。出演:黒部幸英、川嵜美佳）[61][62][63][64]
- 7月28日 - スポーツスペシャル 松井秀喜 引退セレモニーインニューヨーク（ニッポン放送、25:30。出演:松本秀夫）

### 8月放送
- 8月3日 - 「子育てミュージアム」 わが家の秘策 教えます（NHKラジオ第1、17:05。出演:くわばたりえ〔クワバタオハラ〕、汐見稔幸 他）[65]
- 8月4日 - 夏だ!あまちゃん!じぇじぇじぇ旅（’jjj’）!（NHKラジオ第1、15:05。出演:柴原紅、大友良英）
- 8月9日 - “耳で楽しむ”藤子・F・不二雄の世界 SF短編・朗読ライブ（NHKラジオ第1、20:05。朗読:石田太郎、松田洋治、中條誠子。ピアノ演奏:西村由紀江）
- 8月10日 - 夏!民謡トーク&ライブ（NHK FM、16:00。出演:錦織健、矢野顕子、加藤夏希、寺内タケシ / 内藤大助、渡辺徹。司会：剣持雄介、礒野佑子、近藤泰郎）[66]
- 8月11日
  - 森の音に還（かえ）る 音響監督・若林和弘会社をたたむ（NHKラジオ第1、20:05）
  - 板尾シネマ（NHKラジオ第1、22:10。出演：板尾創路 / 森直人、谷垣健治、本多俊之、中川和博、浅野忠信）[67]
- 8月15日 - しりすぎてるうた「ダンシング・クイーン」のすべて[68](ラジオ第1、20:05。DJ:細馬宏通、安田謙一)
- 8月15日 - 日系人たちの沖縄戦 ハワイ 孫世代がみつめた戦争体験（21:05）
- 8月18日
  1. 真夏の投稿サウンドシアター（NHKラジオ第1、20:05。出演:いち・もく・さんくぼた、一人っ子カモシダ、3ガガヘッズ、バカトケムリ、タッツィー、ZEN、かきくけこ、梅小鉢、ちかみどり、春田和幸、末吉くん、田中ピーポ君〔インコ〕、東京ガンバルマンズ、おさむちゃん、あっくん、小出真保、雷鳥、イ・ウンジ、先輩×後輩、ダブルウィッシュ、手賀沼ジュン。司会:八嶋智人、渡邉佐和子）[69]
  2. いきものがかりの水野良樹ラジオ（NHK FM、21:00。出演:若林正恭）
- 8月19日
  1. 国際放送ラジオジャパン連動 アフリカ音楽に魅せられて（NHK FM、14:00。DJ:ピーター・バラカン、サラーム海上、北中正和。出演:渡辺香津美、村治佳織、葉加瀬太郎、Salyu、アニャンゴ）
  2. 有名人がセレクト I LOVE サザン 私の1曲（ニッポン放送、18:00。DJ:小林克也 他）[70]
  3. ベルばらジオ（NHKラジオ第1、20:05。出演:池田理代子、大谷能生、湯山玲子）
- 8月20日 - カウントダウン・アニメロボット（NHKラジオ第1、20:05。進行：茅原実里。解説：藤津亮太）[71]
- 8月24日 - MISIA アフリカの風（NHK FM、23:00）[72]
- 8月25日 - やしろと又吉 ひとりの夜に（NHK FM、23:00）
- 8月30日 - クラシックリクエスト（NHK FM、14:00。DJ:岩槻里子、飯守泰次郎）[73]
- 8月31日 - 「核のゴミ」のゆくえは（NHKラジオ第1、9:05。出演・水野倫之、鎌倉千秋）

### 9月放送
- 9月1日 - NACK5 SUMMER TRAIN SPECIAL 2013（NACK5、16:00。出演:久野知美、小笠原聖）[74]
- 8日 - 5:00 (JST)に2020年夏季オリンピックの開催地が決定することに伴い、NHK・民放各局で特別番組を放送。
  1. 決定!2020年五輪開催都市（NHK ラジオ第1、NHK FM、3:30。出演:増田明美、刈屋富士男、早瀬雄一）
  2. オリンピック開催都市決定! 文化放送・報道スペシャル（文化放送、5:00。出演:松島茂、永野景子、荻島弘一〔日刊スポーツ〕ほか）[75]
- 9月8日 - 振り込め詐欺を根絶せよ〜警視庁10年目の闘い〜（ニッポン放送、19:00）
- 9月11日 - ラジオ特集「震災30か月 父と母へのメッセージ 親を亡くした若者たちの軌跡」（NHKラジオ第1、13:05。司会:高橋ジョージ、高橋篤史、合原明子）
- 9月15日 - 敬老の日特別番組「今まで ありがとうございました〜101歳の詩人・柴田トヨさんからのメッセージ」（TBSラジオ、15:00。AIR-G'、RADIOBERRY、FM NIIGATA、HELLO FIVE、fm osaka、kiss FM KOBE、FM香川、HFM、V-Air、19:00。出演:佐々木秀実）[76]
- 9月16日
  1. 三井住友銀行 presents NEVER STOP CHANGING〜サザンオールスターズ・スペシャル（TOKYO FM、11:30。DJ:齊藤美絵、内田正樹[77]）
  2. FM AICHI AUTUMN SPECIAL 〜おいない伊勢!!〜（FM AICHI、11:30。出演:山口千景。DJ:川本えこ、内藤聡）
  3. 私をキャンプに連れてって!in 成田ゆめ牧場（ニッポン放送、12:30。出演:磯山さやか、渡辺正行、ノッチ / 箱崎みどり）
  4. 三菱電機presents 星に願いを-Journey To The Universe-（TOKYO FM、FM AICHI、fmfukuoka / 16:00。出演:黒田有彩、山崎直子、大木伸夫 / ストーリーテラー：森本レオ）[78]
  5. 愚痴聞き毒蝮（NHKラジオ第1、20:05。司会:森山愛子 / 渡辺貞勇、荒木由美子）[79]
  6. フクシマ3年目の挑戦〜農業の未来をかける夏〜（NHKラジオ第1、FP制作、22:05。出演:斎藤壽行、斎藤賢、北瀬幹哉 / 高山真樹）[80][81]
- 9月23日 - 富嶽三十六曲特番（TOKYO FM、17:00。DJ:今井広海 / 出演:野口健）[82]
- 9月29日
  1. NACK5〜富士山スペシャル（NACK5、13:00。DJ:小笠原聖、大西蘭 / 出演:だいすけ、松下幸司、きっくん、夏江紘実、三遊亭鬼丸）
  2. デーモン閣下の日本のエネルギーを学ぼう、考えよう（ニッポン放送、19:00。出演:市川眞一、上村貢聖 / 田添菜穂子）[83][84]

### 10月放送
- 10月6日 - 日本FP協会 presents Dream Navigation（ニッポン放送、20:00[84]。出演:山本剛士 他）[要出典]
- 10月13日 - 和歌山・熊野路を歩こう!秋の女子旅 熊野古道編!（MBSラジオ、20:00。出演: 松井愛）
- 10月14日
  1. ラップゴーヤング（NHKラジオ第1、10:05。出演:BIKKE〔TOKYO NO.1 SOUL SET〕、小島あやめ、ダースレイダー）
  2. meiji presents きの山さんの大人ラジオ（TOKYO FM、12:30。出演:吉田“ジャスティス”カツヲ〔鷹の爪団〕、きの山さん。DJ:LOVE）[85]
  3. ビビる大木のsmartステーション!（ニッポン放送、13:00。出演:吉田尚記）[86]
  4. クイズ“鉄”の時間（NHKラジオ第1、17:05。出演:野月貴弘〔SUPERBELL"Z〕、南田裕介。司会進行:久野知美）[87]
  5. Paul McCartney 2013“NEW”（TOKYO FM、17:30。DJ:丸山京子）[88]
- 10月20日 - たなしょこ E-Motion!!!（NACK5、25:00。DJ:菊井彰子、たなしん / 柏田眞志）[89]
- 10月23日 - 看取りのカタチ〜在宅医療の現場から（CBCラジオ、20:00）[90]
- 10月26日 - 五木寛之 〜My songs〜（アール・エフ・ラジオ日本、18:00。出演:五木ひろし / 井田由美）[91]

### 11月放送
- 11月2日 - アテラジ!（NACK5、25:00。DJ:石田紗英子）[92]
- 11月4日
  1. 目指せイクメン!パパ・トーク（NHKラジオ第1、10:05。出演:つるの剛士、堀ちえみ）
  2. LOVE SNOW 北海道（AIR-G' 、12:00。DJ:DAIGO、松尾亜希子 / 鈴木彩可）[93]
  3. 人生を選びとれ!（NHKラジオ第1、17:05。出演:長瀬勝彦、吉田豪、森口博子 / 鹿沼健介）[94]
- 11月16日 - 作詞家岩谷時子さん昭和の名曲をありがとう（TBSラジオ、19:00[95]。出演:加山雄三、今陽子、池畑慎之介。DJ:長峰由紀）[96]
- 11月17日
  1. 鎌田實と石井光太の未来への挑戦!（ニッポン放送、20:00[84]）
  2. 「すべては君に逢えたから」公開記念 Letter For X'mas（TOKYO FM、19:00[97]。出演:玉木宏、東出昌大。DJ:LOVE）
- 11月21日 - The Boys SPECIAL 〜永遠の洋楽アイドル〜（bayfm、21:00。DJ:今泉圭姫子）[98]
- 11月22日 - パルコ presents クリアム・コメディムービー 「フィルス」（TOKYO FM、19:00。出演:アーヴィン・ウェルッシュ、ジョン・S・ベアード、BiS。DJ:有村昆）[99]

### 12月放送
- 8日
  1. AIR-G×DAIGOスペシャル!BUTTERFLY（AIR-G'、19:00[100]）
  2. 報道特別番組「A級戦犯の声〜開戦の日に問う」（MBSラジオ、20:00。出演:保阪正康、水野晶子 他）[101]
- 9日 - 押尾コータローの押しても弾いてもスペシャルin阪急西宮ガーデンズ（MBSラジオ、20:00。出演:沖仁。司会:南かおり）MBSマンデースペシャル
- 17日 - ハッピードリーム 歌の贈りもの（ラジオ関西、20:00）[102]
- 23日
  1. ジョンソンヴィル Heartful Xmas（TOKYO FM、11:30。DJ:望月理恵）
  2. SEIKO ASTRON presents World Christmas Cruise（TOKYO FM、15:00。出演:干場義雅、保木久美子、齊藤美絵）[103]
  3. こだわりソング・パーティー（NHKラジオ第1、17:05。出演:岡田ロビン翔子〔THE ポッシボー〕、江川達也、サヘル・ローズ、ハライチ、森口博子。DJ:伊藤友里）
- 24日 - スマイレージクリスマス特番 やっても「ええか!?」（ラジオ関西、20:00）[104]
- 27日 - 林美雄 空白の3分16秒（TBSラジオ、19:00。出演：宮沢章夫）
- 28日 - できそうで出来ない あんたはエライ大賞2013（NHKラジオ第1、13:05。出演:森永卓郎、秦万里子。司会：中倉隆道）
- 29日
  1. ラジオ日本開局55周年特別プログラム「よこはまコスモワールドプレゼンツ ヨコハマ・ファンタジー2013」（アール・エフ・ラジオ日本、13:30。出演:松本梨香、さんみゅ〜、杜野まこ）
  2. ミュージック・イン・海外ドラマ（NHK FM、21:00。DJ:天野ひろゆき、関根麻里）[105]
  3. フラップザμ-シャッフルバインドSpecial edition（μFM、19:00）[106]
- 30日
  1. THE BEATLES Words of Love 2013〜脳科学で見るビートルズ〜（TOKYO FM、15:00。出演:茂木健一郎、寺岡呼人、湯川れい子）[107]
  2. 脱!!独身さみしぃ-族 -結婚するの?しないの?ドッチなの-（μFM、17:00）[106]
- 31日
  1. NACK5 J-POP COUNTDOWN QUARTER 2013-1988（NACK5、13:00。出演:小笠原聖、棚橋麻衣。DJ:バカボン鬼塚、横田かおり / 〔17:00〕山本昇、松浦千佳）[108]
  2. カムバック!昭和歌謡 8(エイト)だよ、全員集合（新潟放送、9:00、15:00。DJ:チャーリー高坂）[109]
  3. 泣いて笑って 怒って笑って!鈴木おさむと大島美幸 2013夫婦で一緒に年忘れ!（ニッポン放送、13:00）[110]
  4. じぇじぇじぇ!じぇいえふえぬ年末特番!地元に帰ろう!（JFN、13:00。出演:Negicco。DJ:斉藤リョーツ、藤井悠）[111]
  5. さつまおごじょ的2013年「シュワシュワ忘年会」（μFM、17:00）[106]
  6. J-WAVE YEAR END&NEW YEAR SPECIAL NEW FENERATION MUSIC PARTY（J-WAVE、22:00。DJ:ハマ・オカモト〔OKAMOTO'S〕、中田クルミ。出演:家入レオ、秦基博、ピエール瀧、tofubeats、山口一郎〔サカナクション〕、小出祐介〔Base Ball Bear〕、DJみそしるとMCごはん）[112]
  7. JFN年末年始特別番組 空を見上げて〜明日へのチャレンジ（TOKYO FM、23:00。DJ:松任谷正隆、中井美穂）[113]
  8. InterFM Countdown Special Dave&Joeの陰謀年越しROCK SHOW（InterFM、23:00。DJ:Dave Fromm、Joe横溝）[114]
  9. BSNラジオでおめでとう 〜2014一緒にCount Down Live〜（新潟放送、23:00。出演:近藤丈靖、磯部恵美、麦島侑）[115]

### 2回放送以上のシリーズ番組

#### 1月
- 2012年12月31日 / 1月1日 - ミュージック・イン・ブック 〜音楽と文学の交差点〜（NHK-FM、11:00）[32]

- 1月1日
  - 2013年東京スカイツリーからおめでとう!ニッポン放送初日の出放送局（5:00。出演:飯田浩司、竹田恒泰、佐々木俊尚）[31]
  - 初春の調べ（NHK-FM、7:15）
  - ストーブリーグも満塁弾（北陸放送、7:30）
  - 新春雅楽（NHK-FM、7:55）[32]
  - おめでとう日本列島2013（NHKラジオ第1、8:05。出演:村治佳織）[119]
  - 新春スペシャル生だよ!!6時間ぶっとおしラジオ（北陸放送、9:00。DJ:大平まさひこ、福島彩乃）
  - たっきー・よーこの最上稲荷巳年初詣中継（山陽放送ラジオ、10:00。出演:滝沢忠孝、畠山洋子）
  - 新春謡曲狂言(NHK-FM、10:10)[32]
  - 2013新春たびぐみ初夢スペシャル!（MBSラジオ、10:30。出演:古川圭子、金山泉、馬野雅行、山中真、大吉洋平、大月勇、南田祐介、久野知美、木村三恵ほか）[120]
  - 新春スポーツスペシャル原監督新春対談〜超絶伝説No.1への道〜（出演:原辰徳、鈴木聡美。アール・エフ・ラジオ日本、12:00）
  - 新春民謡列島2013（NHK-FM、12:15）[32]
  - 二宮清純2013年日本のスポーツ大予測（ニッポン放送、13:00）[31]
  - 神奈川県知事新春対談・神奈川元気ビジョン（アール・エフ・ラジオ日本、13:45。出演:黒岩祐治）
  - 新春特別番組「林文子横浜市長が語る今年の横浜」（アール・エフ・ラジオ日本、13:00）
  - お正月民謡スペシャル〜花ちゃん一座の新年会（秋田放送、13:00）
  - 新春特番山本あきふるさとから（北陸放送、15:00）
  - 新春邦楽特選（NHK-FM、17:45）[32]
  - 元日の夜はぷちぷちケータイ俳句（NHKラジオ第1、19:20。出演:青山茂根、高勢祥子、田島健一、立村霜衣。司会:だいたひかる、中倉隆道）
  - 私立恵比寿中学 放送部 新春大エビ祭り〜ざんぎり頭を叩いてみれば文化放送の音がする〜（文化放送、20:00）[34][121]
  - 松山千春スーパーショット（STVラジオ、20:00）[122]
  - 佐々木則夫×生島ヒロシ世界一の創り方!!!（TBSラジオ、21:00）
  - 坂本龍一ニューイヤー・スペシャル（NHK-FM、22:00）[32]
- 1月2日
  - 宮澤ミシェルサッカー倶楽部（北陸放送、7:30）
  - 福本・楠の正月から一杯やりましょ!（ABCラジオ、17:25）
  - ラジオウォーク2013 今年は愛と歌と青春だ!スペシャル（MBSラジオ、11:30。出演:上野誠、桜井一枝、豊島美雪、鳥居睦子、南かおり、大内真紀、加藤ヒロユキ、押尾コータロー、上田悦子）[120]
- 1月3日
  - 山田パンダのお正月フォーク大全集（北陸放送、7:30）
  - 「日本人メジャーリーガー」〜団野村が語る、サムライたちの素顔〜（ニッポン放送、12:00）[31]
  - きみまろ笑タイム（NHKラジオ第1、14:20）[123]
  - 文化放送新春報道スペシャル「後藤謙次 Point of View〜2013年、この国の行方」（14:30）[34]
  - 吉田山田新春かくし芸大会（HBCラジオ、15:00）
  - 宮下純一の攻めるなら、2013年!日本経済大予想（ニッポン放送、16:00）[31]
  - THINK ABOUT AIDS 2013『日本はこの病気と、どう向き合うべきなのか?』（JFN、FM山口、16:00。出演:井門宗之、岩室紳也、安田菜津紀
- 1月4日 - 文化放送報道スペシャル「東日本大震災〜南三陸、立ち止まった復興」(20：00)[34]
- 1月6日
  - 小山田圭吾の新町ラジオ(NHK-FM、24:00)[32]
  - heidi. SPECIAL(NACK5、25:00。DJ:義彦〔heidi.〕)
- 1月14日
  - クラレ“ランドセルは海を越えて”Presents ハートギフト（TOKYO FM、11:30。出演:平原綾香、中西哲生、高橋万里恵）[124][125]
  - コトブキツカサと有村昆のムービー・ウィズ・ユー（ニッポン放送、13:00）
  - 青春のアイドル復活祭2013（NHKラジオ第1、18:05。DJ:榊原郁恵、早見優）[126]
- 1月17日 - 進化するコミュニティFM（NHKラジオ第1、エフエムわいわい / 13:05。出演:宇田川真之〔人と防災未来センター〕、金山勉、住田功一）
- 1月20日 - グラミー2013!10倍楽しむ為の大予想スペシャル（AIR-G'、19:00[100]。出演:寺田英夫）

#### 2月
- 2月11日
  - ニッポン放送ホリデースペシャル ミュージックボックス(14:00。DJ:新保友映)
  - 音の魔術師 冨田勲の世界・再構成版（NHK-FM、13:00）初回放送・2012年11月18日
- 2月11日、16日 - DREAMS COME TRUE裏ベストを語る!（NHKラジオ第1〔11日〕19:20、NHK-FM〔16日〕23:00）[127]

#### 4月
- 4月1日 - K-mix 30th Anniversary ONE DAY SPAECIAL（K-mix、7:28。DJ:高橋正純、南真世、日下純、DJ Roni、加藤ジュン ）[29]
- 4月13日 - 文化放送ホームランナイターセットアップ アリス“It's a Time”スペシャル[128]（文化放送、18:00。DJ:吉田涙子）
- 4月14、21、28日 - J-WAVE開局25周年記念特番 25歳の肖像（J-WAVE、22:00。出演:堀北真希、内田篤人、福原愛、松坂桃李）[13]
- 4月15日
  1. おめでとう国民栄誉賞 長嶋茂雄・松井秀喜伝説（ニッポン放送、18:00。出演:松本秀夫 / 関根潤三、深沢弘、アキ猪瀬、松井昌雄、他）
- 4月20日 - The Soul Session (InterFM、17:00。DJ:福原美穂。出演:AI) [129]
- 4月29日
  1. 川口技研 presents Home Sweet Time（TOKYO FM、11:30。DJ:LOVE）
  2. 長野美郷サウンドキッチン（ニッポン放送、12:30）[53]
- 4月29日 - 5月2日、ハンサムJAZZ LIVE（NHK-FM、24:00。DJ:クリス・ペプラー）[130]
- 4月30日 - 西田ひかる 25YEARS SPECIAL RADIO IN THE SUN（文化放送、19:00。出演:太田英明）[52]

#### 5月
- 5月3日 - ミチコ靖子窈の女子会〜夢に唄えば〜II（NHK-FM、23:00）[131]
- 5月4日、5日 - ALL TOGETHER NOW 2013 by LION（民放100局）[132]
- 5月6日
  1. ZIP-FM 20th ANNIVERSARY HOLIDAY SPECIAL「THANKS FOR YOUR SMILE」(ZIP-FM、9:00。Music Navigator:空木マイカ)[133]
  2. 美馬怜子サウンドキッチン（ニッポン放送、11:30）[53]
- 5月6日 - Run Beat!!（NHK-FM、7:20。DJ:藤原新、道端カレン、中倉隆道）[134]
- 5月12日 - STORM SPECIAL (FM AICHI、19:00。出演:フルサワヒロカズ〔mudy on the 昨晩〕他)
- 5月19日 - FM AICHI SUNDAY SPECIAL〜ナオト・インティライミ「Nice catch the moment!」〜（FM AICHI、19:00）

#### 6月
- 6月9日 - We Love 1D（FM AICHI、日曜19:00）ワンダイレクション[135]
- 6月11日 - 全員集合!ザ・トップ5〜リターンズ・リターンズ（TBSラジオ、17:50。DJ:神田愛花、ジェーン・スー、山本匠晃 ×コンバットREC、水野真裕美、高野政所、高橋芳朗 / 小林麻耶）
- 6月14日 - 電リクカウントダウン2013!4時間まるごと洋楽三昧From70's to 90's!（TBSラジオ、17:50。DJ:駒田健吾）[136]
- 6月15日 - ポール・モーリア〜魅惑のラヴ・サウンズ〜（TBSラジオ、28:00。DJ:吉川美代子、北川隆一）[137]
- 6月21日 - 宮下純一 攻めるなら、2013年!これからの日本経済大予想（ニッポン放送、21:10）
- 6月30日 - PASSPO☆深夜便(NACK5、25:00)[138]

#### 7月
- 7月22日 - TBSラジオ第23期環境キャンペーン特別番組 環境ニュースNEO（TBSラジオ、17:50。出演:川瀬良子、森田正光）[139]

#### 8月
- 8月6日 - マニアさんの部屋（NHKラジオ第1、20:05。出演:根本敬、カーツさとう、天野ミチヒロ / 中島さなえ、安齋肇）[140]
- 8月8日 - サラリーマンの掟Ⅲ（NHKラジオ第1、20:05。出演:ふかわりょう、眞鍋かをり、塚越友子、伊藤海彦）[141]
- 8月10日
  1. 第45回思い出のメロディー（NHKラジオ第1、19:30）
  2. 朝まで生サザン!〜ピースとハイライト〜（AIR-G'、26:30。DJ:KARASU、ビクトル奥野、石川千鶴子）
- 8月11日 - DAIGO デビュー10周年記念 Special Program〜DAIGO☆STARDUST”The space toy”リターンズ!〜（AIR-G'、19:00）[100]
- 8月12日 - 8月14日
  1. オルガンのある街 〜ヨーロッパの名器を聴く〜（NHK FM、7:25。DJ:田中奈緒子、廣野嗣雄）
  2. クラブ進化論 〜DJ宇治田みのるが見たクラブシーン30年〜（NHK FM、23:00）
- 8月12日 - 8月16日、RADIO 1980（NHK FM、21:10。DJ:〔8月12日〕大友康平、〔8月13日〕中村あゆみ、〔8月14日〕渡辺美里、〔8月15日〕甲斐よしひろ、〔8月16日〕八神純子）[142]
- 8月16日
  1. ティーンズラジオ2013（NHK FM、9:00。語り:昌子洋子[143]）
  2. 渋谷アニメランド 今、ガンダムから送るメッセージ（NHKラジオ第1、20:05。出演:富野由悠季 / 大平貴之、倉田光吾郎、吉崎航、宇野常寛）
- 8月19日 - 8月22日 - 真夏の夜の偉人たち(NHK FM、21:10。DJ:〔8月19日〕阿川佐和子、中井美穂 / 〔8月20日〕藤あや子 / 〔8月21日〕柴門ふみ / 〔8月22日〕島袋寛子)
- 8月19日 - 8月23日
  1. こころにしみるユーロソング2013夏バカンスしているか〜い?スペシャル（NHK FM、9:30）
  2. ヨーロッパ夏の音楽祭 2013（NHK FM、19:30。DJ:室田尚子）
  3. クロスオーバーイレブン2013夏（NHK FM、23:00。DJ:津嘉山正種）
- 8月20日 - 8月24日、ポップ・リワインド90's(NHK FM、24:00。DJ:鈴木桃子)[144]
- 8月26日 - 8月29日
  1. 変奏曲〜名盤を通して知る大芸術家〜(NHK FM、14:00。出演:伊藤恵、満津岡信育、東涼子)
  2. セッション2013プレゼンツ 未放送音源セレクション(NHK FM、16:00。DJ:濱中博久)
  3. ハンサムJAZZ LIVE MASTERS(NHK FM、24:00。演奏:小曽根真&ゲイリー・バートン、AQUAPIT、大野雄二withルパンティック。DJ:クリス・ペプラー)[145]
- 8月26日 - 8月30日、吉田秀和が語った“世界のピアニスト”（NHK FM、10:00）

#### 9月
- 9月1日
  1. 2013防災の日スペシャル 本当に必要なモノはなに?〜あなたの備えを総点検!(文化放送、9:00。出演:三船美佳、羽田道信〔藤田保健衛生大学教授〕、太田英明)
  2. 防災の日特別番組 その時、被災者は何を求めていたのか（NHKラジオ第1、10:05。出演：中森広道〔日本大学〕、熊谷育美）
  3. 関西発いのちのラジオ 大災害 つながる力があなたを救う(NHKラジオ第1、13:05。出演:くわばたりえ〔クワバタオハラ〕、奥村与志弘〔京都大学大学院〕、住田功一、千葉猛、川井淳史、林真一郎、水野清文、遠藤奈美、古川昌希)[146]
- 9月15日 - Metis『Girls to Women』 (FM AICHI、19:30。DJ:原さやか)[147]
- 9月16日
  1. 秋を食べるAIR-G' 〜「秋食べ」って何？(AIR-G'、8:30。DJ:中田美知子、高山秀毅)[148]
  2. FM AICHI AUTUMN SPECIAL 〜おいない伊勢!!〜 (FM AICHI、11:30。出演:山口千景。DJ:川本えこ、内藤聡）[149]
- 9月23日 - ザ・ベストラジオ2013(NHKラジオ第1、11:05。NHKラジオ第1、13:05。出演:亀淵昭信、山田敦子 他)[150]

#### 10月
- 10月1日 - ZIP-FM 20th ANNIVERSARY SPECIAL PROGRAM NEXT CHAPTER（ZIP-FM、9:00。MUSIC NAVIGATOR:小林克也、ZIP-FM ALL MUSIC NAVIGATOR）[151]
- 10月10日 - 南日本放送 MBC開局60周年記念SP つながるラジオ!ひろがれラジオ!（南日本放送、6:30 / 22:00。DJ:〔6:30 第1部〕古山かおり、岩﨑弘志 / 〔10:00 第2部〕宮原恵津子、アレキサンダー・ジョエル・ブラッドショー / 〔17:00 第4部〕 / 〔18:00 感謝の夕べ[152]〕出演:河口洋一郎、島津義秀、白鳥五十鈴 / 吉俣良、朝崎郁恵 / 冨永裕輔、HUE / 〔第6部 22:00〕亀渕昭信、植田美千代 / 野口たくお）[153]
- 10月12日 - 夏休み子ども科学電話相談30周年記念番組「科学する心」 (NHKラジオ第1、9:05。解説員:矢島稔、小菅正夫、永田美絵、小林快次、伊藤和明。司会:坪郷佳英子)
- 10月14日
  1. アグリカルチャーアイランド農業王国北海道 vol.6〜農的暮らしのすすめ〜(AIR-G'、8:30。出演:大塚裕樹、石川尚美、萩原英樹、阿部眞久。DJ:千葉ひろみ)[154]
  2. ZIP-FM 20th ANNIVERSARY HOLIDAY SPECIAL ZIPPIE'S 20YEARS FAVORITES （ZIP-FM、9:00。MUSIC NAVIGATOR:デイル ）[151]
  3. 三菱電機 DIATONE SOUND AVENUE (TOKYO FM、16:00。DJ:齊藤美絵 )[155]
  4. フォークは素敵な贈り物 2013秋編(NHKラジオ第1、19:20。出演:Ko-ta〔99RadioService〕、Ko-hey〔99RadioService〕、アリス。司会:武内陶子)[156]
- 10月23日 - 10月25日、ニッポン放送開局60周年記念番組「われらラジオ世代」（ニッポン放送、21:00。出演:〔10月23日〕久保ミツロウ、能町みね子 / 〔10月24日〕笑福亭鶴瓶 / 〔10月25日〕ももいろクローバーZ。DJ:タモリ）[157]
- 10月31日 - A Happy Thanks Year 25th Anniversary「We Love SAITAMA, We Love NACK5」（NACK5、9:00。DJ:〔9:00〕三遊亭鬼丸、池辺愛 / 〔13:00〕黒田治、椿姫彩菜 /  〔15:00〕島田秀平、山口五和 / 〔16:00〕小林アナ、きっくん / 〔19:00〕バカボン鬼塚、横田かおり）[158]

#### 11月
- 11月3日 - ABS秋田放送開局60周年記念のラジオ特番『ABSラジオ復刻版!!〜あのリクエスト番組が帰ってくる〜』（秋田放送、10:00）[159]
  1. 依さんのサンデー電話リクエスト（秋田放送、10:00。DJ:依本悟）
  2. 音楽情報局・土曜はキャベツクラブ（秋田放送、16:00。DJ:賀内隆弘、北島よりこ）
- 11月8日 - NACK5 special 藤あや子 THE SHOW TIME(NACK5、19:00。DJ:長谷川雄啓)
- 11月9日 - 衣笠祥雄 鉄人ミュージック（TBSラジオ、19:00。出演:宮崎瑠依）[160][95]

- 11月29日 - ダイワハウススペシャル 地球ゴージャス『クザリアーナの翼』〜岸谷五朗と寺脇康文と夢（TBSラジオ、19:00）[163]

#### 12月
- 7日 - またまた突然ですがKinKi Kids生放送(NHK-FM、23:00)[164]
- 8日
  1. ヒット!ヒット!2013（RKBラジオ、山口放送、琉球放送、ラジオ沖縄 / 12:00）[165]
  2. MUSIC RISE〜JALホノルルマラソン(NACK5、25:00。出演:小笠原聖／山本昇、ALvino)[166]
- 14日 - 特別番組 2013年 あの人にありがとう。（ニッポン放送、18:00。案内役:高嶋ひでたけ）[167]
- 21日 - 日本有線大賞スペシャル(TBSラジオ、19:00[95]。DJ:駒田健吾)
- 22日 - JRA SUPER MUSIC TURF 有馬記念 Special（bay fm、16:00。出演:CLIFF EDGE。DJ:井森美幸、竹山まゆみ、桜井せな）[168]
- 23日 - カウントダウン ミュージックソン(西日本放送ラジオ、16:00。出演:本多春奈?)[169]
- 24日 - 25日、第39回ラジオ・チャリティー・ミュージックソン（ニッポン放送、12:00。DJ:高橋みなみ〔AKB48〕）
- 26日 - 第6回年忘れ!夢の紅白歌合戦（NHKラジオ第1、20:05。DJ:岩崎博、水前寺清子）
- 27日
  1. ニュースハイライト2013(NHKラジオ第1、17:05。NHKラジオ第1、20:00。出演：御厨貴、柳田邦男、堺屋太一 / 末田正雄、柴原紅)
  2. 真冬のお笑いサウンドシアター(NHKラジオ第1、21:05。出演:かきくけこ、エンジェリック乱世、前島、デイエノボル、ハブ、一人っ子カモシダ、たいがー・りー、ウエスP、ベン山形、バネッサ、末吉くん、カートヤング、タブレット純、盗涙王、ZEN、手賀沼ジュン。司会:八嶋智人、渡邉佐和子)[170]
- 28日 -  ラジオアナパソ紅白歌合戦（山陰放送、15:00。司会:大田祐樹、中岡みずえ）[171]
- 29日 - 2013大分スポーツこの1年（大分放送、12:00）
- 30日
  1. 柳家花緑 笑ってサヨナラ2013年!プレイバック落語（ニッポン放送、11:00。案内役:箱崎みどり）
  2. 第55回日本レコード大賞（TBSラジオ、18:30。司会:安住紳一郎、上戸彩。DJ:駒田健吾）
  3. MBSラジオ×J:COMプレゼンツ うたぐみジャングル（MBSラジオ、20:00[172]。出演:有山じゅんじ。DJ:コザック前田〔ガガガSP〕、角田信朗、前田阿希子、納富有沙）
  4. スポーツニュースで英会話（NHKラジオ第2、22:20。出演:ジャック・ギャラガー〔ジャパンタイムズ〕、増田明美、川﨑宗則、川島永嗣、石井麻貴 / Owen真樹。講師:鳥飼玖美子、伊藤サム）
- 31日
  1. LOCK ON RADIO（AIR-G'、8:30。DJ:高山秀毅）[173]
  2. ニュース総決算2013〜ことしをホンネで振り返る90分〜（ニッポン放送、16:00。出演:小倉淳）
  3. 音楽熱中倶楽部〜オヤジ的歌合戦〜（NHKラジオ第1、17:05。DJ:北原照久、弘兼憲史、近藤サト）[174]
  4. 生姜でぽかぽか正月レシピ(TBSラジオ、17:50。出演:森島土記子、橋浦多美)
  5. 第64回NHK紅白歌合戦（NHKラジオ第1、19:15。司会:有働由美子、綾瀬はるか、嵐 / ラジオ進行：吉田一貴、久保田祐佳）
  6. ニュース年録2013 あなたは何を支持しますか?（TBSラジオ、18:00。出演：橋本努〔北海道大学〕、麻木久仁子）
  7. 2013スポーツ年録〜未来の扉〜（TBSラジオ、19:00。出演：青島健太、緒方耕一）
  8. 文化放送報道スペシャル マイクの1年2013（文化放送、20:00。出演:石川真紀）
  9. 2013-2014 Year End＆New Year SPECIAL!bayfm MUSIC Showdown 決定版!昭和歌謡 夢のソングマッチ（bay fm、20:00。DJ:伊津野亮、西田あい）
  10. 文化放送スポーツスペシャル マイクの1年2013（文化放送、20:30。出演:飯塚治）
  11. おっさんニュース年録 2013(TBSラジオ、21:00。出演:ピエール瀧、ビビる大木、中村尚登)[175]
  12. 第3回MROアニソン紅白歌合戦 今年もやります3時間年越し生放送!（北陸放送、22:00。DJ:西尾千亜紀、鼻毛の森）[176]
  13. 年越しラジオゆく年くる年(NHKラジオ第1、23:45。出演:宮本信子 / 小見誠広)[177]

#### 1年間で複数回放送された、または放送予定の特番
- 2012年12月31日 / 1月1日 - 1月3日、12月30日 - 2014年1月3日、Pレコ(ABSラジオ / 〔1月1日、12月30日、12月31日〕11:35、〔1月2日、1月3日〕7:38、〔1月3日〕15:45。出演:秋田放送#アナウンサー)
- 1月1日、5月3日 - DD54(ラジオNIKKEI、〔1月1日〕16:00、〔5月3日〕14:00。DJ:渡辺和昭、かななん)[191]
- 1月1日 - 矢野燿大の元日からどーんと来い!(ABCラジオ、17:25)
  - 12月31日 - 矢野燿大のどーんと来い!(ABCラジオ、17:25。出演:岩本計介、角野友紀)
- 1月1日 - 1月3日
  - ようこそ"巳"重へ!にょろっと…大放送!!(レディオキューブ三重、〔1月1日、1月2日〕11:30 / 〔1月3日のみ〕13:00。出演:林景子、富田哲也、井上麻衣)
  - 吉川のりおミュージックアワーSP2013年イチオシアーティスト(STVラジオ、17:25)
- 1月2日、1月3日
  - 新春吟詠(NHK-FM、7:55)[32]
  - 大沢悠里の鶴亀ワイド（TBSラジオ、8:30）
  - もっとずっとRSKラジオ新春スペシャル〜今年もよろしく(14:50。出演:守口香織、大寺かおり、小尾渚沙)
  - 新春!じゃ〜んずΩスペシャル(HBCラジオ、14:45。DJ:JARNZΩ)
  - 新春おめでた文芸(NHKラジオ第1、16:30。出演：冨士眞奈美 / 太田治子 / 林家きく姫。司会：鎌田正幸、坪郷佳英子)
- 1月2日 - 1月4日、春風亭一之輔の新春寄席入門(TBSラジオ、21:55)※ラジオ寄席特別版
- 1月2日 - 1月5日、真冬の夜の偉人たち(NHK-FM、21:00。出演:阿川佐和子 / ルー大柴 / 村松友視 / 熊倉一雄)[32]
- 1月2日 - 1月6日、伝説のロック・ライブ〜未発表音源でつづるROCK OF AGES〜(NHK-FM、24:00)
- 1月3日
  - アニメロティック（HBCラジオ、15:30。DJ:MAYU）※パイロット版
  - 赤星と次郎の新春もオーライオーライ(ABCラジオ、17:25)
- 1月6日 - アンニョン？（AIR-G'、19:00[100]。出演：前田幸）
- 1月6日、3月31日 - おやすみ日本 眠いいね!(NHK-FM、25:00。出演:宮藤官九郎、ピース又吉直樹、小池徹平 他)[32]
- 1月7日 - 1月10日、ラフマニノフ変奏曲 〜名盤を通して知る大芸術家〜(NHK-FM、14:00)[32]
- 1月14日、4月30日、5月28日… - みうらじゅんのサントラくん（NHKラジオ第1、2012年4月30日より月1回放送、毎月最終火曜日21:05）
  - 1月14日 - みうらじゅんのサントラくん 成人の日スペシャル（NHKラジオ第1、20:05。DJ:みうらじゅん、大槻ケンヂ / 出演:壇蜜）
- 1月27日、2月24日、3月24日、5月12日 - NACK5 SPECIAL 「WHAT'S VOCALOID?」（NACK5、原則毎月最終週25:00。DJ:加藤有加利 / 〔3月24日〕赤髪、春日嘉一、川原洋二 / 〔5月12日[192]〕赤髪、岡田鉄平）
- 1月30日、5月25日、7月15日、9月16日、11月23日 - つぶや句575（NHKラジオ第1、〔1月30日〕21:05、〔5月25日 / 7月15日 / 9月16日 / 11月23日〕18:05。出演:つぶやきシロー、佐藤文香、司会:中倉隆道）
- 2月11日、3月20日、4月29日、7月15日、8月14日、9月16日、10月14日、11月4日 - LiLi&GoのReady go♪（NHKラジオ第1、9:05。DJ:LiLiCo、西寺郷太）[193]
- 2月11日、4月29日、5月26日 - みんなで科学ラボラジオ（NHKラジオ第1、10:05。出演：山田敦子）[194]
- 2月13日、3月13日、11月1日 - ORANGE CARAMELのオレキャラ☆ナイト（文化放送、21:00[195]。出演:Orange Caramel、コトブキツカサ）[196]
- 3月13日、5月3日、6月7日 - 我が家のアイドルのオキテ〜Cheeky Parade編（文化放送、3月13日21:00 / 5月3日20:00[52]、6月7日20:00）
- 3月18日、5月19日 - KAMEN RIDER GIRLSのMUSIC RIDE!!!!!!(TOKYO FM、20:00[97]。出演:井出大介、〔3月18日〕野村義男、〔5月19日〕マーティ・フリードマン、宇野常寛)
- 3月20日、5月3日 - DUNLOP ハートフルドライブプロジェクト presents 「LOVE for CHILD」(TOKYO FM、11:30。DJ:〔3月20日、5月3日〕中嶋朋子 / 〔10月14日〕上田万由子、今井美樹) [197]
- 3月20日、5月6日、9月23日、11月4日 - アニソンポッド（ラジオNIKKEI第1、3月20日8:00、5月6日10:00、9月23日9:00、11月4日13:00。DJ:檜川彰人）[198]
- 3月31日 - 明日から春改編!何かがはじまるニッポン放送(ニッポン放送、20:30[84]。出演：くり万太郎、箱崎みどり)
  - 9月29日 - いよいよ10月!NEXT STAGE with U ニッポン放送(ニッポン放送、20:50。出演:増田みのり)
  - 10月20日 - 明日から大感謝ウィーク!NEXT STAGE with U(ニッポン放送、19:00[84]。出演:上柳昌彦[199])
- 4月15日 - MISIA VINYL NIGHT 〜MISIAと日本のトップDJが選ぶアナログ盤コレクション〜(ニッポン放送、20:00。DJ:VINYL MASTER)[200]
  - 5月4日 - MISIA with CAPTAIN VINYL〜MISIAと日本のトップDJが選ぶアナログ盤コレクション(ニッポン放送、19:00)[53][201]
- 4月15日、6月10日 - 福田萌の幸せラジオ 早朝なのにロケット団(文化放送、4:00)[202]
- 4月29日、5月6日、7月15日 - 徳間ジャパン創立50周年にむけて 篠木雅博と佐藤剛の徳間ナイトニッポン(ニッポン放送、〔4月29日〕15:00、〔5月6日、7月15日〕13:00。出演:上柳昌彦)[203]
- 4月29日、8月21日 - ライブハウス・R-1（NHKラジオ第1、19:10。出演:〔4月29日〕藍井エイル、さんみゅ〜、Daichi / AeLL.、小桃音まい、THE ポッシボー / ポカスカジャン / 西恵利香〔AeLL.〕）
- 4月29日、9月23日 - ハガキ職人のウタゲ!（NHKラジオ第1、〔4月29日〕17:05、〔9月23日〕18:05。司会:川島明）[204]
- 5月3日、6月14日 - 文化放送ライオンズナイターSET UPスペシャル壇蜜の耳蜜（文化放送、19:00。出演:太田英明、尾木直樹）[52][205]※パイロット版
- 5月6日、8月23日、12月30日 - Live!エレうた!（NHKラジオ第1、〔5月6日・12月30日〕19:20、〔8月23日〕20:05。DJ:喜屋武ちあき、三澤紗千香）[206][207]
- 6月1日 - 6月22日、au PERFECT SYNC．JUSTA RADIO（TOKYO FM、土曜日22:30。DJ:茂木欣一）全4回
- 6月9日、8月25日、9月1日、12月29日 - 辺境ラジオ(MBSラジオ、〔12月29日〕22:00。MBSラジオ、〔6月9日、8月25日、9月1日〕26:00)[208]
- 7月1日、8月3日、9月2日、10月5日、11月11日、12月2日 - 魁!!なすなか塾(MBSラジオ、毎月第1月曜20:00[172]、〔8月3日〕16:38。出演:吉竹史)[209]
- 7月7日、9月8日、11月24日、12月29日 - 黄昏のオヤジ(ニッポン放送、20:00[84]。DJ:弘兼憲史、石川みゆき、竹内義和)
- 8月4日 - 女子とオヤジのはしご酒2013・夏（NHKラジオ第1、17:05。出演:久本雅美、水沢アリー、石田明〔NON STYLE〕、憂歌団）
  - 12月30日 - 年忘れ!女子とオヤジのはしご酒 2013（NHKラジオ第1、17:05。出演:久本雅美、眞鍋かをり、キンタロー。、奥田瑛二、パパイヤ鈴木、岸博幸）
- 8月15日 - 松尾スズキの“うっとりラジオショー Vol.3”〜ミュージカルに恋してる〜（NHK FM、23:00。出演:友近）[210]
  - 12月29日 - 松尾スズキの“うっとりラジオショー vol.4”〜アニソンに恋してる〜（NHK FM、23:00。出演:中川翔子）
- 8月17日 - 歌ってくだけろ! 所トータス奥田の男子会（NHK-FM、23:00。出演:所ジョージ、トータス松本、奥田民生）[211]
- 8月26日、10月21日 - 水野真里子の幸せラジオ（文化放送、4:00。出演:古賀シュウ、 テル）[212]
- 9月23日 - スタジオ・テクノポリス27(InterFM、27:00。DJ:矢野顕子、ピーター・バラカン / 鷲巣功)[213]
  - 12月6日 - スタジオ・テクノポリス27/21(InterFM、27:00。DJ:矢野顕子、ピーター・バラカン / 鷲巣功)[214]
- 10月14日、11月4日 - ニッポンの女子力(NHKラジオ第1、22:05。出演:たかのてるこ、よしもとばなな、余貴美子)[215]
- 10月20日、12月8日 - いざ!カウントダウンスペシャルウィーク(MBSラジオ、〔10月20日〕20:00、〔12月8日26:00〕。DJ:〔10月20日20:00〕上田崇順、徳田博丸 / 〔12月8日〕U.K.)
- 10月21日 - MBSみんなのフォーク（MBSラジオ、20:00[172]。DJ:鳥居睦子）
- 11月17日、11月24日 - NACK de MOVIE show(NACK5、16:00。出演:藤井ペイジ〔飛石連休〕、ドーキンズ英里奈)[216]
- 11月30日、12月7日、12月14日、12月21日 - A Tiffany New York Christmas(InterFM、土曜日19:00。DJ: 南美布、Peter Barakan)[217]
- 12月22日 - G1最前線!ジョッキー★ナイト有馬記念直前SP（MBSラジオ、20:00。DJ:ビタミンSお兄ちゃん、金城真央）[218]
- 12月29日、12月30日 - Live Music from NewYork 2013（NHK-FM、24:00。出演:アリシア・オラトゥージャ、ゲイリー・クラーク・ジュニア）

### レギュラー番組のスペシャル版
- 1月1日
  - BIG SPECIAL-BEATLES BIG YEAR-〜1963ビートルズ☆そして、ビートルズ・リクエスト〜（1:00。出演：Lucy Kent）
  - おめでとう あさいちばん（NHKラジオ第1、5:00。出演:内橋克人 / 山下信、大久保彰絵）
  - 朝まるステーションSP新春ご利益ワイド「巳年でクネクネ」（山陽放送ラジオ、7:00。出演:濱家輝雄、遠藤寛子、石原正裕）
  - SMILE MARCHE NEW YEAR SPECIAL（FM NORTH WAVE、8:00。出演:須磨智子、松竹谷清）
  - 香菜子のなまらないと一年の計は元旦にあり?!（HBCラジオ、10:00）
  - リョービスペシャル 山野秀子のちいさなパティオ（RCCラジオ、12:00）
  - OH! HAPPY NEW YEAR レッド スネイク イモン!（JFN、13:00。DJ:井門宗之）[219][33]
  - J-POP 1422お正月スペシャル（アール・エフ・ラジオ日本、14:00。DJ:佐倉薫）
  - おとなの駄菓子屋 店主誕生日スペシャル（MBSラジオ、16:00）
  - いつも心に歌謡曲新春SP（HBCラジオ、15:00。出演:奥田ゆか）
  - おめでとう地球ラジオ2013（NHKラジオ第1、16:05。出演:アーサー・ビナード）
  - ようこそ洋二の部屋新春SP（STVラジオ、18:00。出演:大家彩香）
  - アニーキラッシュ (エフエム秋田、18:00。DJ:高橋航、椎名恵、古谷昌之、村井絵美)[220]
  - 美輪明宏 薔薇色の日曜日SP愛の手引書2013（TBSラジオ、19:00）
- 1月2日
  - 浜村淳の想い出は映画でいっぱい（MBSラジオ、10:30。出演:浜村淳、戸田学）[120]
  - 茶屋町MBS劇場正月興行（13:05。出演:柏木宏之）[120]
  - 新春おめでたバラエティー（NHKラジオ第1、14:20。出演：北岡ひろし、真木柚布子、椎名佐千子ほか。司会：山田邦子、古屋和雄）
  - ゴゴマキ図書館 〜お正月の発表会〜（秋田放送、14:00。出演:工藤牧子）
  - 新年だから目標高く!英樹・さやかの今年も!山ガール山オヤジ!（HBCラジオ、16:30。出演:山崎英樹、堰八紗也佳）
  - 渋谷アニメランドテレビアニメ放送開始50周年記念 特集・わたしの大好きなヒロインたち（NHKラジオ第1、19:20）[221]
  - ミュージックスペシャル ブレイクスカウター新春SP2013年ミュージックシーン大予想（STVラジオ、20:00）
- 1月3日
  - 森永卓郎〜平成25年の展望(山陽放送ラジオ、6:30)
  - クレイジーラッツのラッツ!ゴー!クレイジー!新春スペシャル（ニッポン放送、13:00。出演：我が家、ハライチ、ロッチ）[31]
  - 運試し!電電リクリク大放送2013!（JFN、13:00。出演：ノブ&フッキー、三遊亭楽大、インスタントジョンソン。DJ：真木ひろか）[33]
  - 新年からあすぴりん（HBCラジオ、16:30。出演:納谷真大、江田由紀浩）
  - KANのロックボンソワ新春SP（STVラジオ、20:00）
  - 大森俊治のこしょこしょ話2013（HBCラジオ、21:00）
- 1月4日 - 高見恭子 Smile Café 新春スペシャル（ニッポン放送、12:30）[31]
- 1月5日
  - ウィークエンドサンシャインウィンター・スペシャル（NHK-FM、7:20。DJ:ピーター・バラカン）
  - ミュージックライン〜寒い!とか言ってないでラジオで温まろう!スタジオはおしくらまんじゅう状態ですよ!〜ウィンタースペシャル（NHK-FM、12:15。DJ:宇徳敬子）
- 1月13日 - せいやん・YURIAの 美少女ゲームは嫌い♥ 2013成人式スペシャル（ラジオ大阪V-STATION1314、25:00）[222]
- 1月14日 - MAXIMUM POWER ROCK TODAY（bayfm、9:00。出演：ポール・ギルバート。DJ:伊藤政則）
- 2月11日
  - 吉田尚記 Connect to you スペシャル（ニッポン放送、13:00）
  - 歌の日曜散歩 in 東北大学（NHKラジオ第1、13:05。司会:鎌田正幸、坪郷佳英子）[223]
- 2月17日 - 音楽人〜ONGAKU-BEAT〜スペシャルライブ（NACK5、25:00。DJ:山本昇）
- 2月18日(-22日) - 時代とともに振り返る オールナイトニッポン45周年グラフィティ（ニッポン放送、20:00。DJ:〔2月18日・2月21日〕THE ALFEE坂崎幸之助、〔2月19日・2月20日〕小林克也、〔2月22日〕荘口彰久）[224]
- 2月22日 - 24日、たけし みゆき 千春も登場! 伝説のパーソナリティが今を語る オールナイトニッポン45時間スペシャル（ニッポン放送、2月22日22:00）[8]
- 3月2日 - NHKのど自慢 2013チャンピオン大会（NHKラジオ第1、19:30）
- 3月2日 - 3月30日、朝ドキッ!サタデー（HBCラジオ、土曜7:45。出演：山内要一、田村美香）全5回
- 3月3日
  - エクサボディ presents シュガーズの週末は甘えナイト!スペシャル 〜3月3日はきれいにやせる日なまつり!〜（TBSラジオ、18:30。出演:川越達也、中根麗子。DJ:森三中、椿鬼奴、まちゃまちゃ、アジアン、ハリセンボン、出雲阿国、ボルサリーノ関、ツジカオルコ）[225]
  - RISING SUN ROCK FM PRE SPECIAL（FM NORTH WAVE、21:00。DJ:西木基司、高橋弥子）[226]
- 3月11日 - LOVE&HOPE〜2年目の春だより〜（TOKYO FM、DateFM、FM岩手、ふくしまFM / 13:00。出演：渡辺貞夫。DJ:やまだひさし、高橋真理恵、上杉隆）[227]
- 3月20日
  - くにまる・野崎のヒガシマルうすくち道場スペシャル（文化放送、8：30）
  - 吉田照美・福井謙二 グッド・サルバドール（文化放送、13:00。出演:寺島尚正、水谷加奈）
  - TOKYO GAS CURIOUS HAMAJI〜2013 SPRING SPECIAL〜（bayfm、13:00。DJ:浜島直子。出演:伊藤英明、坂口憲二、板尾創路、坂崎幸之助）
  - 浜田ブリトニーのオンナの引き出し増刊号（ニッポン放送、14:00）
  - K・WEST ENTAME GENERATION SPECIAL（bayfm、16:00。DJ:上々軍団、JIGOROH、タイムマシーン3号、山口美沙、福田麻衣。出演:美脚時代、花香よしあき、ジェロ、超特急、鈴木亜美、SHU-I）
  - JA全農プレゼンツ 田中雄介の食卓応援隊スペシャル 〜守り継がれる味 江戸東京野菜〜（TBSラジオ、18:00。出演:三國清三）
- 3月24日 - JET STREAM 2013〜Thank you from JAL〜(TOKYO FM / JFN、22:00。DJ:大沢たかお)[228]
- 3月31日 - かつお&さおり!B級ラジオ図鑑春の2時間SP（RKC高知放送、12:00）
- 4月7日 - 糖業協会プレゼンツ スマイル・テーブル(ニッポン放送、20:00。出演:熊八)[229]
- 4月14日 - WATERRAS presents Discover Tokyo 〜神田淡路町〜（TOKYO FM、19:00。DJ:堀内貴之／MIO）[230]
- 4月20日
  - 木下グループ presents MUSIC MASTER LIVE SPECIAL（InterFM、20:00。DJ:武部聡志）[231]
  - KOTOKOノ大ゴト Vol.4（AIR-G'、26:30）
- 4月21日 - ももいろクローバーZ ももクロくらぶxoxo 大盛版（ニッポン放送、21:30）[232]
- 4月29日 - グッチ裕三 お昼もうまいぞぉ!（文化放送、11:00。出演: 加納有沙、金田朋子）
  - 9月16日 - 越後ッチ裕三の新潟うまいぞぉ!（文化放送、11:00。出演: 金田朋子、加納有沙）
- 5月3日
  - いつもNAVI presents ドライブのシティ（TOKYO FM、12:30。DJ:堀内貴之、MIO、松井絵里奈）
  - 午後のまりやーじゅDa!Da!!SP in 仙台 オレがDJ赤坂Da!&オレがDJ近田Da!!(NHKラジオ第1、13:05。DJ:赤坂泰彦、近田春夫、山田まりや)
  - 千原ジュニアのRPM GO!GO!スペシャル（ニッポン放送、13:30）
- 5月19日 - にっぽん全国ひろし旅〜日本を元気にする5人のリーダー〜（NACK5、12:55。出演:溝畑宏、小日向えり）[233]
- 6月7日 - 私立恵比寿中学 放送部 番外編 DJ MAYAMAのハイテンションレディオ（文化放送、21:00。DJ:真山りか）
- 6月11日 - ショウアップナイタースペシャル 2013 年上半期総決算 高嶋ひでたけのスポーツ人間模様 〜長嶋松井からザックジャパンまで〜（ニッポン放送、21:00）
- 6月16日 - 青山繁晴・水道橋博士のニッポンを考えナイト（ニッポン放送、18:00）[234]
- 7月21日
  - Age Free Music!（NACK5、12:55。DJ:金成公信〔ギンナナ〕、椿姫彩菜/ 富澤一誠）[235]
  - リバーサイド・カフェ 特別編 夏祭りの夜（TOKYO FM、19:00。案内役:野々宮咲）[236]
- 7月21日 - 辻詩音のI can feel〜イタズラな夏休みスペシャル〜（NACK5、25:00）[237]
  - 12月22日 - 辻詩音のI can feel〜あわてんぼうのクリスマススペシャル〜（NACK5、25:00。出演:菊井彰子、今出舞）[238]
- 8月3日、8月24日、8月31日 - 夏休み子ども川柳（土曜11:05。出演:やすみりえ）
- 8月10日 - 洋楽80'sファン倶楽部 〜2013 バケーション 洋楽夏期講習〜(NHK FM、19:20。DJ:シャーリー富岡)
- 8月17日
  1. ミュージックライン サマースペシャル〜今年の夏はどんな夏?おかげサマーで絶好調!スペシャル〜（NHK FM、13:00。出演:遠藤舞〔アイドリング!!!3号〕、AMIAYA、hy4_4yh、田﨑あさひ、LoVendoЯ、KREVA、スキマスイッチ、KEN THE 390、中孝介、Salley、三匹の子豚、Rihwa。DJ:宇徳敬子、南波志帆、片山萌美）
  2. クラシックの迷宮残暑お見舞いスペシャル!草笛光子の“ジャンヌ・ダルク”日本初演（NHK FM、19:20。DJ:片山杜秀）
- 8月16日 - 音の風景スペシャル「川」（NHK FM、10:00）
- 8月18日 - 眠れない貴女へスペシャル in 京都（NHK FM、22:30。DJ:村山由佳、奥野史子）
- 8月23日 - 宮藤官九郎の"俺のmyミュージック"サマースペシャル（NHK FM、21:10。出演:土田晃之）
- 8月24日 - ラジオ音楽便 にっぽんの歌 こころの歌（NHKラジオ第1、9:05。出演:ささきいさお、松本一路、須磨佳津江）
- 8月30日 - AKB48の“私たちの物語”夏休みスペシャル（NHK FM、21:10。DJ:山内鈴蘭、中村麻里子〔AKB48チームB〕、松井咲子〔AKB48チームA〕）
- 8月30日 - ワールドロックナウ サマースペシャル 2013 WRN 夏フェス（NHK FM、23:00。DJ:渋谷陽一）
  - 12月20日 - ワールドロックナウ年末スペシャル〜2013年洋楽シーン!三大音楽評論家が大総括〜（NHKラジオ第1、23:00）
  - 9月8日

  1. くり万太郎のオールナイトニッポンR 2020オリンピック開催地決定直前SP（ニッポン放送、3:00-4:30。出演:くり万太郎） - NRN系列局では一部地域を除き5:00まで
  2. くり万太郎のサンデー早起き有楽町 2020オリンピック開催地決定直前SP（ニッポン放送、5:00。出演:くり万太郎） - 5:00 (JST)に2020年夏季オリンピックの開催地が決定することに伴い、NHK・民放各局で特別番組を放送。
  3. HARAJUKU KAWAii!! RADIO SPECIAL feat. Una (FM AICHI、19:30。出演:原さやか)[239]
- 9月16日
  1. TOKYU Harvest Club presents 休日の楽園（TOKYO FM、18:00。出演:中嶋朋子）[240]
  2. ソラの調べ（NHK-FM、18:10。DJ:あおい洋一郎）[241]
- 9月22日 - 夜クラ!（AIR-G' 、19:00[100]。DJ:高山秀毅）[242]
- 9月23日
  1. 大垣尚司・残間里江子の大人ファンクラブスペシャル〜おウチとおカネとエトセトラ（文化放送、11:00。出演：水谷加奈）[243]
  2. Radio Backers〜君に幸あれ〜SPECIAL（TOKYO FM、11:30。DJ:タオルズ）
  3. 上柳昌彦 ごごばん!スペシャル ホリデーミュージックボックス(ニッポン放送、12:30。DJ:上柳昌彦、増山さやか)
  4. Smooth Cafe特番『DCキックオフスペシャル are you ready?』（エフエム秋田、13:30。出演:藤田ゆうみん / 樫尾典子、石塚公評）
- 10月5日 - 〜オトナのための電リクプログラム〜オト☆リク 70's to 80's 洋楽Rock SP!（TBSラジオ、19:00。DJ:鈴木万由香）[244]
  - 12月14日 - 〜オトナのための電リクプログラム〜オト☆リクBest Hit 80's To 90's 洋楽編(TBSラジオ、19:00。DJ:鈴木万由香)
- 10月12日 - RCCラジオ「日々感謝。ヒビカン」特別番組（TBSラジオ、19:00[95]）
- 10月14日 - MAZDA presents Be a driver，Be a listener．（TOKYO FM、15:00。出演:堀田勝、奥田民生）
- 11月4日 - GOODYEAR MORE DRIVEN in the World 拡大版（TOKYO FM、15:00。出演:小林克也）
- 11月23日 - 旅ラジ特集「全国ふるさと味めぐり・味たび!」(NHKラジオ第1、13:05。出演:大桃美代子、石田ゆうすけ、野方正俊 / 水谷彰宏、矢島明日香、高橋秀和、越塚優、吉田真人、森田洋平、別井敬之)
- 12月6日 - TOKYO SCENE presents Tokyo Club Summit（InterFM、20:00。出演:Zeebra、DARTHREIDER / 村田大造 / 宮本杜郎。DJs:MC RYU / Bryan Burton-Lewis / Joey Slick）[245]
- 12月7日 - EXILE EX-PRESS meets LOVE＆HOPE 東北再発見年末スペシャル（TOKYO FM、22:00。出演:高橋万里恵、EXILE MATSU）
- 12月8日 - Keep On Smiling Christmas Premium Concert I'm With You supported by アクテリオン ファーマシューティカルズ ジャパン（TOKYO FM、19:00[97]。AIR-G'、22:00[100]。出演:山寺宏一）
- 12月15日 - 中島みゆきのオールナイトニッポン月イチ 2013年総集編（ニッポン放送、19:00[84]）
- 12月22日 - 京本政樹のラジとばっ!（ニッポン放送、20:00[84]。出演:ヒロシ〔T-Pistonz+KMC〕、堀口ノア）
- 12月23日
  1. ラジオあさいちばん東京タワースペシャル（NHKラジオ第1、5:00。出演:ねじめ正一 / 鹿野睦、小川亜希子）
  2. 上柳昌彦 ホリデーミュージックボックス（ニッポン放送、13:00）[246]
- 12月24日 - ミューズノートCharaシークレットライブ（NHK FM、19:30）
- 12月28日前後 - Voice of 2013(JFN / V-air、12月28日18:00。出演:井門宗之)[247]
- 12月28日 - カッキーケムケム_突然ですが、お邪魔いたします1時間拡大SP（ニッポン放送、16:00）
- 12月29日
  1. GOGO競馬サンデー!あのジョッキーに聞け!2013年振り返りスペシャル!（MBSラジオ、13:00。出演:福永祐一、岩田康誠、他騎手。DJ:美藤啓文、奥村麻衣子、植田年充、ビタミンSお兄ちゃん）
  2. ソングアプローチ・スペシャル（NHK FM、14:00。出演:加藤ひさし、近藤サト、あおい洋一郎）
- 12月30日
  1. 全員集合!基礎英語 年末スペシャル・レッスン基礎英語1〜3年末スペシャル（NHKラジオ第2、6:00。講師:高本裕迅、阿野幸一、佐藤久美子。司会:戸田ダリオ、マックスウェル・パワーズ）
  2. 年忘れすっぴん!午後のまりやーじゅ夢のコラボ9時間スペシャル（NHKラジオ第1、8:00。出演:なぎら健壱、藤井彩子）
  3. Oh!演歌ハイパー2013（新潟放送、9:00。新潟放送、15:00。DJ:喜谷知純）[248]
  4. かめ友 大Sports Man day 年末スペシャル!（MBSラジオ、12:30。出演:亀山つとむ、亀井希生、豊永真琴）[249]
  5. JA全農 COUNTDOWN JAPAN 年間チャート2013（TOKYO FM、13:00。DJ:ジョージ・ウイリアムズ、ホラン千秋）
  6. T.M.Revolution 西川貴教のちょこっとナイトニッポン年忘れ増刊号（ニッポン放送、13:30。出演:ミゲル・ゲレイロ）
  7. バリバラR年末スペシャル（NHKラジオ第2、13:15。出演:はるな愛 / 伊藤愛子、神戸浩 / 山本シュウ、大橋グレース、桂福点、松本ハウス）
  8. 根本美緒 もっと!ハッピーライフキッチン年末スペシャル（ニッポン放送、14:00）
  9. コスモ ポップス ベスト10 年間チャート2013（TOKYO FM、14:00。DJ:中野裕太）
  10. 川井郁子ハートストリングス増刊号〜今こそ和の時代（ニッポン放送、15:00。出演:武田双雲）
  11. Zero Tunes スペシャル2013（JFN、16:00。DJ:小谷大輔）[247]
  12. ぞっこん!ファイターズ2013年SP（STVラジオ、16:00。DJ:渋谷もなみ）
  13. TAMU RADIO 2013インディーズ特集 (STVラジオ、19:00)
  14. ザ・ソウルミュージックリスナー感謝スペシャル（NHK FM、22:00。DJ:オダイジュンコ / 村上てつや〔ゴスペラーズ〕）
- 12月31日
  1. THE ANNUAL COUNT DOWN SLAM JAM2013（J-WAVE、9:00。DJ:クリス・ペプラー）[250]
  2. 北村真平のこころ晴天（朝日放送、12:00。出演:三代澤康司、桂紗綾）
  3. ファイターズDEナイト!2013年大反省会SP（HBCラジオ、12:00。出演:栗山英樹、斉藤こずゑ、岩本勉 他）
  4. ふるさとのやる気・元気・本気!この1年!80ちゃん号・全国9周目の旅（NHKラジオ第1、12:15。出演:野方正俊 / 水谷彰宏、林マヤ、宮川大助・花子）
  5. 報道するラジオ〜今年のあのニュース、年の瀬にもう一度じっくり考えましょうスペシャル2013（MBSラジオ、10:30。出演:水野晶子、近藤勝重〔毎日新聞〕、平野幸夫〔毎日新聞〕、上田崇順、千葉猛）
  6. 東日本大震災を忘れない2013〜「ごくじょうラジオ」が伝えた、人々の想い（秋田放送、13:00）
  7. 午後のまりやーじゅ・教授のおおみそか 蓄音機&SPレコード特集（NHKラジオ第1、14:05。出演:梅田英喜、山田まりや。DJ:黒崎政男）
  8. 年越しラジオマンジャック(NHK FM、14:00)
  9. ヤマヒロのぴかいちラジオ〜大晦日年忘れSP〜(MBSラジオ、16:00。出演:梅田淳、メッセンジャー、円広志、シャンプーハット / 山本浩之、古川圭子)
  10. ブレイクスカウター2013SP(STVラジオ、19:00。DJ:松原江里佳)
  11. 2013年しっかり年越ししろよ!2014年も、がんばれ★（MROラジオ、19:00。DJ:西尾千亜紀、大平まさひこ）[251]
  12. 年越しBANBAN RADIO!（HBCラジオ、21:00。DJ:高島保）
  13. HAMARooooN!!ステーション 年越しスペシャル（大分放送、21:00。DJ:首藤健二郎、フレンチ河野）[252]
  14. うたぐみ ゆく年くる年スペシャル（MBSラジオ、19:00。出演:立花理香、福島暢啓、納富有沙、鈴木健太、小泉エリ、豊崎由里絵、石原正一、SUN!!、徳田憲治〔スムルース〕、福本愛菜、いずこねこ、松本美香 / 渡辺美優紀〔AKB48/NMB48teamN〕、小笠原茉由〔NMB48teamN〕）
  15. 儀武ゆう子の開運年越し大吉ラジオ〜アニキンリクエスト!（文化放送超A&G+、21:00）[253]
  16. よしもとRadio『バリカタ!!!』 大晦日年越しSP（RKB毎日放送、21:58。DJ:メガモッツ、山口玲香）[254]

### イベント関連
- 1月1日
  - JR TOWER 10TH ANNIVERSARY新春特番 HAPPY SUNRISE 2013〜そらの初日の出@T38〜（FM NORTH WAVE、6:00。DJ:鹿島千穂）
  - 優しい音楽会〜被災地応援コンサート（TBSラジオ、18:00）
  - Live to RISE 音楽の未来へ。ソノダバンド2013（TBSラジオ、18:30）
  - ウィーン・フィル ニューイヤーコンサート2013（NHK-FM、19:15）
- 1月2日、1月3日 - プレイバック東京JAZZ2012（NHK-FM、11:00）
- 1月3日 - 第56回NHKニューイヤーオペラコンサート（NHK-FM、19:00）
- 1月4日
  - 札響FMコンサート第553回定期演奏会（NHK-FM、7:20）
  - 第66回学生音楽コンクール全国大会（NHK-FM、14:00）
- 2月3日 - AIR-G' presents 宮の森フランセス WEDDING MUSIC TALK&LIVE Ms.OOJA（AIR-G'、19:00[100]。出演:Ms.OOJA、松尾亜希子）[258]
- 2月9日 - Happyバレンタインスペシャル in 原宿&赤坂（TBSラジオ、16:30。出演：小林悠 / 〔前半・原宿パート〕MAGGY、〔後半・赤坂パート〕秋元梢）[259]
- 2月10日
  - 愛の献血キャンペーン特別番組「美紗子のリクエストタイム」(ラジオ福島、14:00)[260]
  - 文化放送スポーツスペシャル 日本大相撲トーナメント第三十七回大会（文化放送、16:00）
  - KIDUNA LIVE（JFN38局、19:00〔FM福井18:00、JOEU-FM20:00、FM沖縄21:00〕。DJ:野口あきこ[261]）
- 2月11日 - FUKUIアニソンまつり（NHK-FM、17:20）[262]）
- 2012年5月17日、2012年9月17日 / 2月14日、6月19日、9月25日 - Gコン（AIR-G'、2月14日18:00、6月19日19:00。DJ:DJ龍太）[263]
- 2月22日 - 南国!タイでゆったり過ごしタイ!セミナー（HBCラジオ、19:30。DJ:鹿島千穂）[264]
- 3月2日 - なかいち防災ステーション〜たのしくそなえるラジオのじかん〜（NHK秋田放送局・秋田放送・エフエム秋田、12:00）[265]
- 3月3日 - JD共済 presents SDD全国こども書道コンクール〜飲酒運転をやめない大人たちへのメッセージ〜（FM OSAKA / JFN、19:00。DJ:森裕子）
- 3月10日 - AIR-G' 公開録音 GLAY「JUSTICE」「GUILTY」in サッポロファクトリー（AIR-G'、19:00。DJ:TERU、HISASHI、北川久仁子）
- 3月17日 - au presents AIR-G'公開録音 乃木坂46スペシャル「チ・カ・ホって、どこ?」（AIR-G'、19:00[100]。出演:生駒里奈、橋本奈々未、高山一実〔乃木坂46〕。司会:森基誉則）[266]
- 3月20日
  - 第32回毎日カルチャースペシャル ラジオウォーク〜神話と万葉の郷を訪ねて〜（MBSラジオ、10:30。出演:猪熊兼勝、上野誠、やすみりえ、上田悦子、浅越ゴエ / 浜村淳、チキンガーリックステーキ、加藤ヒロユキ、近藤光史、野村啓司、子守康範、上泉雄一、亀山つとむ、今岡誠、くっすん、柏木宏之、武川智美、仙田和吉、河田直也、上田悦子 / 太田夢莉、赤澤萌乃、小林莉加子、久代梨奈〔NMB48チームBII〕 / 茶屋町スウィングガール?ズ♪[267]）[268]
  - 大宅映子の辛口フォーラム（TBSラジオ、18:00。出演：秋沢淳子、〔3月20日〕塚本勝巳）[269]
- 3月23日 - ROPPONGI ART NIGHT SPECIAL(J-WAVE、25:00。DJ:DJ TARO、藤田琢己)[270]
- 3月24日 - Love in Action AIR-G' edition 〜はじめYo!けんけつ〜 in 三井アウトレットパーク札幌北広島（AIR-G'、19:00[100]。DJ:田中雅美、ひいらぎ、山本シュウ、高山秀毅）
- 3月27日 - 山下洋輔ソロ・ライブ(HBCラジオ、20:00)
- 3月31日 - The SAITAMA Legend〜内山高志×川内優輝〜（NACK5、12:55。進行:小笠原聖）[271]
- 4月7日
  - FM AICHI SPRING トーク&ライヴ feat. 植村花菜 in モレラ岐阜（FM AICHI、19:00）
  - Brand new FM AICHI 807（FM AICHI、19:30。出演：原さやか）
- 4月21日 - Hellosmile Live 2013 Spring(TOKYO FM、19:00[97]。出演:土屋アンナ / 岡田就将〔厚生労働省〕、小巻亜矢)[272]
- 4月22日 - EARTH×HEART LIVE 2013（TOKYO FM / JFN、19:00。出演：Mayday、flumpool）[273]
- 4月29日 - ユアエルム presents with you SPRING FESTIVAL（bayfm、13:00。DJ:djmapi松本ともこ）[274]
- 5月5日
  - Because I am a Girl LIVE（TOKYO FM、19:00[97]。出演:hitomi、相川七瀬、bird。司会:宮島咲良）[275]
  - Rails-Tereo SPECIAL走り出す（FM AICHI、19:00。DJ:モリカワヒロシ、原さやか）
- 5月6日 - BOYFRIEND Café in 渋谷スペイン坂スタジオ（TOKYO FM、17:00）
- 5月6日、8月22日 - しゃべくり一直線（NHKラジオ第1、〔5月6日〕17:05、〔8月22日〕20:05。出演:〔5月6日〕上々軍団、新宿カウボーイ、マシンガンズ、磁石、イワイガワ、ドドん。司会:吉川友、今城和久）[276]
- 5月9日、5月10日 - ピーアーク presents 幕張メッセ“どきどき”フリーマーケット2013（bayfm、20:00。出演:〔5月9日〕華原朋美、竹本洋介、バイきんぐ、曽根由希江、ハイキングウォーキング、佐香智久、奥華子、平原綾香、今市隆二〔三代目 J Soul Brothers〕&登坂広臣〔三代目 J Soul Brothers〕&山下健二郎〔三代目 J Soul Brothers〕 / 〔5月10日〕鉄拳、AKB48。司会:）[277]
- 5月16日 - Audi Oita presents BRANDNEW Anthology（FM大分、13:30。DJ:DJ EIJI）[278]
- 6月16日 - 要のある音楽（TOKYO FM、19:00[97]。出演:スターダストレビュー）[279]
- 7月14日 - バースデーイブ 夢は叶う 5人の歌姫（TOKYO FM、19:00[97]。出演：大禅師文子、さとなか唯、御神楽千晶、KADO JUN、宮崎奈穂子。司会:ムンロ王子、小林奈々絵）[280]
- 7月15日
  1. キリンビバレッジ presents HAPPY&SMILE SUMMER VACATION（TOKYO FM、11:30。DJ:政井マヤ、やまだひさし / 尾木直樹）[281]
  2. キリン カリブーン presents BOON BOON SUMMER〜南国キブーン〜（TOKYO FM、14:00。出演:Zeebra、Rake、bird。DJ:ビビる大木、眞鍋かをり）[282]
- 7月27日 - AIR-G'×FMいるか 朝までGLAY（AIR-G'、FMいるか、26:30。DJ:横内則子、宮脇寛生）
- 8月12日 - DJ日本史 × グッとライフ コラボスペシャル（NHKラジオ第1、20:05。出演:松村邦洋、堀口茉純、山田雅人、唐橋ユミ）[283]
- 8月13日 - 日本全国盆踊り唄紀行 福島東山温泉から生中継（NHKラジオ第1、20:05。出演:原田直之、三隅治雄）
- 8月17日 - SAPPORO BEER presents RISING SUN ROCK FESTIVAL STAR☆RADIO（AIR-G'、15:55。DJ:DJ龍太）
- 8月18日 - 日本民謡フェスティバル2013（NHK FM、10:00。司会:近藤泰郎、堀ひろみ）[284]
- 9月13日 - Perie presents Brand-New 海浜幕張（bayfm、16:00。出演:さな / 奥華子、AMEMIYA。DJ:森久保祥太郎）
- 9月16日
  1. 鶴光・美和子の浅草ヘルスセンター（ニッポン放送、13:30。出演:）[285]
  2. NHK音楽祭2013 -ヴェルディ・ガラ・コンサート-（NHK-FM、 16:00。出演:大林奈津子、堀内修 / ミラノ・スカラ座管弦楽団）[286]
  3. 真夏の夜のJAZZ〜渡辺貞夫・山下洋輔 夢の競演（TOKYO FM、19:00）[287]
  4. 届け!沖縄の風LIVE真夏のオールスターズ（NHK-FM、AP制作、19:20。出演:HY、kiroro、きいやま商店、アキダス、サンサナー、よなは徹。司会:藤木勇人、AKINA、稲塚貴一）[288]
- 9月21日 - 9月23日、ありがとう60年!OBS60時間ラジオ（大分放送、9月21日10:00）[289]
- 9月22日、9月29日、10月27日、11月3日、11月17日 - NHK・民放連共同ラジオキャンペーン in 名古屋＼ラジオ きいてみた／ 夢ラジオ公開放送(CBCラジオ、東海ラジオ、ZIP-FM / 12:00。出演:〔9月22日〕吉村作治、南部志穂 / 〔9月29日〕小桜エツコ、前野沙織 / 〔10月27日〕IKE〔SPYAIR〕、KENTA〔SPYAIR〕、白井奈津 / 〔11月3日〕渡部潤一、石垣真帆 / 〔11月17日〕やまだひさし 、みぃ)[290]
  - 11月4日、11月15日 - NHK・民放連共同ラジオキャンペーン in 名古屋＼ラジオ きいてみた／ 三代目 J Soul Brothers from EXILE TRIBE スペシャル（FM AICHI、11月4日11:30 / NHK名古屋、11月6日17:30 / 東海ラジオ、11月9日17:05。ZIP-FM、11月15日22:00 / CBCラジオ、11月15日24:00。出演:〔11月4日 / 11月6日 / 11月9日〕井田勝也、〔11月15日〕南城大輔）
- 9月23日 - TBSラジオ ヘルスケアキャンペーンスペシャル〜毎日の笑顔のために〜（TBSラジオ、17:50。出演:南雲吉則／長野茂〔フィットネスビジネス研究所〕 / 生島ヒロシ、堀井美香） [291]
- 9月28日 - 江崎グリコpresentsコクよし、具もよし、香りよし、炊き込み御膳で、ほっかほっか食欲の秋スペシャル(TBSラジオ、11:30。出演:平野寿将、安田大サーカス)[292]
- 10月11日 - 10月13日、青森放送創立60周年記念 瞬をつないで〜60時間ラジオ（青森放送、10月11日8:30）[293]
- 10月12日 - MBSアナウンサーものがたりの世界2013（MBSラジオ、20:00。出演: 森本栄浩、関岡香、田丸一男、来栖正之、武川智美、西村麻子、大吉洋平、福本晋悟 / 長谷川義史）[294]
- 10月27日 - OZEKI presents One CUP NIGHT（TOKYO FM、19:00[97]。出演:Daichi、山本高広、デルピエロ山口。DJ:浜崎美保）[295]
- 11月3日
  1. 慶長遣欧使節出帆400年 伊達の黒船 サン・ファン・バウティスタ（東北放送、12:00。出演:高山広?）[296]
  2. 日本医療科学大学 presents Girl's Medicine(NACK5、12:55。出演:YU-A、中村舞子。DJ:椿姫彩菜、横田かおり)[297]
- 11月4日
  1. 世界の誇れるジャパンフード supported by 料理マスターズサポーターズ倶楽部（TOKYO FM、11:30。出演:小山薫堂 / 長野博〔20th Century〕 他）[298]
  2. GRANRODEOのLight My Fire（TOKYO FM、12:30）[299]
  3. 柏高島屋ステーションモール Premium Style 〜Winter Edition〜（bayfm、13:00。出演:ダイスケ、小柳ゆき、安倍なつみ、斎藤工。DJ:高頭なお、有村昆）
  4. 第6回日本作曲家協会記念音楽祭2013（ニッポン放送、14:00。出演:香西かおり、小金沢昇司、市川由紀乃 / 竹川美子、西方裕之 / 出光仁美、桜井くみ子、竹島宏、福田こうへい、みやさと奏）[300]
  5. ラジオCMを強引に聞かせるためのラジオ番組（仮）2013(TOKYO FM、14:00。出演:澤本嘉光 他)[301]
  6. ミチコ靖子窈の女子会ライブin石巻〜夢に唄えば（NHK-FM、20:45）[302]
- 11月17日 - タカハシグループ プレゼンツ カラオケアワーズ2013（AIR-G'、19:00[100]。司会:前田幸）[303]
- 11月22日 - bayfm meets AKB48 8th Stage 〜TRY〜（bayfm、16:00。DJ:野呂佳代、斉藤りさ / さな、リリー・フランキー / AKB48メンバー）
- 11月23日 - SATOYAMA & SATOUMI movement with 勇気の翼（ニッポン放送、13:00。出演:モーニング娘。、Berryz工房、スマイレージ、Juice=Juice、中澤裕子、藤本美貴、細川佳代子、兵藤ゆき、あべけん太。DJ:ピーベリー、篠田潤子）[304]
- 11月24日 - Green Ribbon HEART BEAT LIVE（TOKYO FM、19:00[100]。出演:BREATHE、堂珍嘉邦、片平里菜、moumoon）[305]
- 12月1日
  1. エコドライブトークショー（TOKYO FM、19:00[97]。出演:中西哲生、安めぐみ）
  2. レッドリボンスペシャル 〜HIVを知ろう、語ろう〜（AIR-G'、19:00[100]。出演:山本シュウ、千葉ひろみ / IKU、川田まみ、城太郎、Transparent Blue、Watana Besta SOCIAL club）
- 12月22日 - SHISEIDO presents Christmas Gift vol.21 SADAO WATANABE Bebop the Night(TOKYO FM、19:00[97]。DJ:小山ジャネット愛子)
- 12月23日
  1. 文化放送第7回100万円争奪!ラジオCMコンテスト（文化放送、9:00。出演:中島信也、谷山雅計、児島令子、近藤浩章、壇蜜 / 太田真一郎、浅野真澄、島﨑信長、白石涼子、森田成一、水田わさび、岸野幸正、津賀有子、矢田耕司、上村典子、古川登志夫、藤田淑子。司会:野村邦丸、水谷加奈）[306]
  2. アリオ蘇我 CHRISTMAS LOVE&LIVE（bayfm、13:00。出演:WHY@DOLL、Tokyo Cheer② Party / AJI、やなわらばー、THE ポッシボー、Juice=Juice、川嶋あい、May J.。DJ:春原佑紀、清浦夏実）
  3. RED RIBBON LIVE 2013 in OSAKA（MBSラジオ、20:00[172]。出演:相川七瀬、ET-KING、押尾コータロー / 上泉雄一、オジンオズボーン。司会:山本シュウ、南かおり）[307]
- 12月25日 - RED RIBBON LIVE 2013 〜恋愛の数だけHIVを語ろう〜（TBSラジオ、20:30。出演:SPYAIR、TERU〔GLAY〕、元ちとせ、Beat Buddy Boi、May J. / 山本シュウ）[308]
- 12月28日
  1. モリモリ若狭路キャンペーン 魅力がいっぱい、お得がいっぱい若狭路の旅（ラジオ関西、11:00。出演:羽川英樹、大森くみこ）[309]
  2. 第7回マルハンドリームカップ〜東京ドームへの道〜（TBSラジオ、19:00。実況:小笠原亘。解説:槙原寛己、元木大介。出演:白井京子）[310]
  3. TOKYO FM夢の第九コンサート2013（TOKYO FM、22:00。出演:西本智実 / 辻博之、大山亜紀子、山下牧子、小原啓楼、成田博之 / IlluminArt Philharmonic Orchestra）[311]
  4. 第14回 校内放送マイクバトル（ラジオ関西、13:00）[312]
- 12月29日 - ザ・寺子屋ラジオ2（山陰放送、15:00。出演:小西正剛〔ホープタウン[313]〕、杉村卓哉、白枝伸、日和将輝、竹中信行 / 加藤彰。司会:大田祐樹）[314]
- 12月30日
  1. ロックンロールハイスクールVol.6（大分放送、12:00）
  2. 泉谷しげる がんばっと宮崎2013 ライブスペシャル（ニッポン放送、14:30）[315]
- 12月31日
  1. 年末スペシャル開局60周年コンサート!徳光和夫 ニッポン放送夢の歌謡ステージ（11:00。出演:橋幸夫、舟木一夫、五木ひろし、八代亜紀、西城秀樹、吉幾三、紅晴美、川上大輔）[316]
  2. 恒例!さだまさしカウントダウンスペシャル2014（文化放送、22:00。DJ:寺島尚正）[317]
  3. afterglow COUNTDOWN 2013-2014（FM NORTH WAVE、23:00。出演:JiLL-Decoy association、ミトカツユキ）[318]
  4. Countdown Report from TOKYO DISNEY RESORT（bayfm、23:45頃。出演:田中美和子）

### ラジオドラマ
- 1月1日 - 1月3日、鬼平外伝スペシャル新春朗読池波正太郎『正月四日の客』（ニッポン放送、11:30、出演:上柳昌彦）[31]
- 1月2日 - 特集オーディオドラマ 「希望」（NHK-FM、20:00。脚本：原田裕文。音楽：山下康介。演出：小見山佳典。出演:三田佳子、雛形あきこ、大塚道子、徳井優、岡本富士太、浅野雅博、山田瑛瑠、沼田爆、大島宇三郎、谷川清美、江良潤、神尾晋一郎、真以美）
- 5月3日 - 劇ラヂ!ライブ（NHKラジオ第1、17:05。脚本:桜井智也、田辺茂範、丸尾丸一郎。出演:中間淳太、赤井英和、久本雅美、前田旺志郎、ジョニー大蔵大臣、オレノグラフィティ / 濱田龍臣、相澤侑我、新堂結菜、京田尚子 / 菅原大吉、高橋理恵子、中川智明、石澤美和、北島広貴）
- 8月24日 - 恋する♪クラシック（NHK-FM、20:00。出演:黒部進、仲谷明香。脚本:藤井香織）[319]
  - 12月22日 - 冬も!恋する♪クラシック（NHK-FM、24:00。出演:渡辺大、秋元才加、辻本祐樹。脚本:藤井香織）[320]
- 9月23日 - ラジオコメディー「シワ・ハウス」（NHKラジオ第1、22:05。出演:春風亭昇太、重田千穂子、小松政夫、小原乃梨子 / 綾小路きみまろ）[321]
- 10月8日 - ニューギンpresents 秋の特別番組 ラジオドラマ「花の慶次〜琉球編〜」（TBSラジオ、20:00。原作:隆慶一郎「一夢庵風流記」、原哲夫。出演:藤沢としや、桐本琢也、小松由佳 他）[322]
- 11月3日、11月10日 - メニコン presents 「あしたの瞳」（FM山形、18:00 / FM AICHI、19:00[97] / RADIO BERRY、20:00/ FM沖縄、21:00 。作曲：宮川彬良、脚本：響敏也、演出：佐久間広一郎。出演:安富泰一郎、塚本伸彦、松波千津子、楠永陽子、安田旺司）[323]
- 11月4日 - CM・番組ナレーターカレッジ（出演:ラジオNIKKEI第1、16:15。ラジオNIKKEIのスクール・講座修了生）[324]
- 11月25日 - 梅田地下オデッセイ（MBSラジオ、20:00[172]。原作:堀晃。制作・演出:島修一〔毎日放送〕。出演：木内義一、城土井大智、門田裕、堀部由加里）[325]
- 12月15日 - Tatsuro Yamashita Christmas Eve 30th Anniversary JXホールディングス presents 「Very Merry Christmas」（TOKYO FM、19:00[97][100]。出演:広瀬すず、小関裕太、原田佳奈 / 齊藤美絵）[326]
- 12月29日前後 - LOOK BACK 2013!＜爆走自民党!〜“安倍日本丸”はどこへ行く?!〜＞（JFN / V-air、12月29日19:00[247]。HFM、12月31日17:00）

## 開始番組

### 2013年1月放送開始
NHK-FM放送
- 1月12日開始 - クラシックの迷宮（土曜21:00）

TOKYO FM
- 1月4日開始 - Hellosmile cafe（金曜21:30。DJ:小巻亜矢、村田睦）

アール・エフ・ラジオ日本
- 1月5日開始 - ロックウィズU!（土曜8:15）
- 1月6日開始
  - BiSのビッスン?（日曜24:00）[327]
  - SS1422（日曜日25:00、出演:中西香菜、竹内朱莉、勝田里奈、田村芽実〔スマイレージ〕）[328]

NACK5
- 1月4日開始 - Kado jun Heartful Street（金曜23:30。DJ:門谷純）
- 1月5日開始 - moto SINGING MY HEART（土曜24:30）

bayfm
- 1月3日開始 - LOOK AT YOU-MA（木曜24:30。DJ:中山優馬）[329]

秋田放送
- 1月3日開始 - 箭内優（木曜 18:20。DJ:箭内道彦、高橋優）

朝日放送
- 1月5日開始
  - 南山千恵美のMusic Smile（土曜13:55）
  - DJ Acckey on Club "whose connection"（土曜21:05）
- 1月6日開始 - STAR☆MUSIC☆SUNDAY（日曜13:30、DJ:しもぐち☆雅充）

毎日放送
- 1月6日開始 - 嘉門達夫と上ちゃんのどんなんやねん!（日曜17:30。DJ:嘉門達夫、上泉雄一）※『板東英二のおばあちゃんと話そう』休止に伴う代替[5]。

CBCラジオ
- 1月5日開始 - チームしゃちほこ ごぶれいしました!（土曜天国内、土曜14:35頃。出演:永岡歩）[330]

東海ラジオ
- 1月13日開始 - 吉川友のラジオやってみっかぁ!（日曜11:00）

fm fukuoka
- 1月11日開始 - 塩ノ谷早耶香の聴いてくださりありがとうございますRADIO（金曜21:00）

ラジオNIKKEI
- 1月11日開始 - 集まれ!ほっとエイジ・ワイド（金曜11:35。出演:相川浩之、町亞聖）※週1回放送に集約

### 2013年2月放送開始
TOKYO FM
- 2月7日開始 - MELLOW★WAVE（木曜27:00。DJ:ジョージ・カックル、LOMI）[331]

### 2013年3月放送開始
アール・エフ・ラジオ日本
- 3月5日 - 斗南良子のシャンソン千夜一夜（火曜23:00。出演:戸川昌子、NERO）

### 2013年4月放送開始
1. 4月6日開始
  1. 元気スイッチ（信越放送、日曜8:30。山口放送、土曜5:45。熊本放送、土曜16:20。ラジオ沖縄、日曜11:40。出演：大村絵美）[332]
  2. 杉山芙沙子より愛とスマイルを（茨城放送、日曜9:30。山梨放送、日曜6:30。信越放送、土曜17:35。KBS京都、日曜18:20。西日本放送、日曜8:45。高知放送、土曜9:05。長崎放送、日曜9:15。出演：大村絵美）[333]

4月7日開始 - 上坂すみれの乙女*ムジカ（東海ラジオ、日曜24:30。KBS京都ラジオ、日曜22:00。RKBラジオ、日曜23:30）
NHKラジオ第1放送
- 4月1日
  - 午後のまりやーじゅ（平日〔月 - 金曜〕13:05。出演:山田まりや）
  - 夕刊 ゴジらじ（CK制作、東海3県 / 平日〔月 - 金曜〕17:00。出演:神門光太朗、石垣真帆）[335]
  - DJ日本史（隔週月曜21:05。出演:松村邦洋、堀口茉純）
- 4月4日
  - 北海道まるごとラジオ（NHK北海道、木曜17:00）
    1. ココロウタ(IK制作、NHK北海道。司会：飯島徹郎)[336]
    2. 4月11日 - どどんと道南（VK制作、NHK北海道）[337]

  - 福島のお耳に ふくみみラジオ（FP制作、木曜 17:00。出演:羽隅将一、荒響子）[338]
- 4月7日
  - なっとく防災広場（日曜19:55。出演:出山知樹）
  - ミュージックパトロール チェキラ!（日曜20:05。DJ:小野寺結衣）
- 4月8日 - 語りの劇場 グッとライフ（隔週月曜21:05。出演:山田雅人、唐橋ユミ）
- 4月24日 - ごきげん歌に乾杯!（毎月1回 最終水曜20:05。出演：コロッケ、瀬口侑希、山岡秀明）
- 4月28日 - ラジオNMB48（BK制作、毎月最終日曜14:00）[14][15]
- 4月30日開始 - みうらじゅんのサントラくん（毎月1回 最終火曜21:05）

NHKラジオ第2放送
- 4月7日 - 英語で読む村上春樹（日曜22:50）

NHK-FM放送
- 4月3日 - THE ALFEE 終わらない夢（水曜23:00）
- 4月5日 - 星野源のラディカルアワー（隔週金曜日22:00）[339]
- 4月6日 - アニソン・アカデミー（土曜14:00。DJ:中川翔子）[340]
- 4月7日
  - ソング・アプローチ（日曜18:00。出演：加藤ひさし、近藤サト、あおい洋一郎）
  - 眠れない貴女へ（日曜23:30。出演：奥野史子、村山由佳）
- 4月28日 - ラジオNMB48（BK制作・近畿地区限定、月1回日曜14:00、出演:NMB48）[14][15]
- 4月29日 - MINMIのレディオMAMA（最終月曜23:00）

ラジオNIKKEI
- 4月1日開始
  - 菅下清廣のMARKET WORLD（月曜8:30）
  - 木下晃伸のWorld News File（月曜 15:10）
  - ザ・マネー（平日〔月 - 木曜〕16:00。出演:〔火曜〕櫻井英明、〔水曜〕杉村富生）
  - マーケットプレス（平日〔月 - 木曜〕9:00 - 11:35、平日〔月 - 木曜〕12:30。出演:鎌田伸一、和島英樹、今野浩明、岡崎良介、鈴木一之、岸田恵美子、叶内文子、崔真淑、岡本るみ子…の中より日替わり男女2名）投資家コミュニティ トレーダーズユナイテッド!より改題
- 4月7日 - 世界経済ダイヤル・マンスリー（月1回第1日曜22:00。出演:岸田恵美子）[341]
- 4月14日 - 北海道探究ラジオ〜北海道通への道（月一回第2日曜21:30。出演:宮永明子）[342]
- 4月15日 - Monthly ワクチン info（第3月曜20:40）
- 4月28日 - 30さいじらじお 俺たちは○○じゃねえ!（月一回第四週21:30。出演:小塚歩）[343]

TBSラジオ
- 4月1日開始
  - チェリッシュ うたものがたり（月曜19:30）
  - 麻木久仁子の週刊「ほんなび」（月曜21:00）
  - 荻上チキ・Session-22（〔月 - 金曜〕22:00）[345][346]
  - ラジオ・パープル（月 - 金曜4:00（日 - 木曜日28:00）。DJ:〔月曜早朝、日曜深夜〕柴田秀一、〔火曜早朝、月曜深夜〕清水大輔、〔水曜早朝、火曜深夜〕吉川美代子、〔木曜早朝、水曜深夜〕長峰由紀、〔金曜早朝、木曜深夜〕浦口直樹）
- 4月6日開始
  - 東京ポッド許可局（土曜4:00（金曜28:00）。出演:マキタスポーツ、プチ鹿島、サンキュータツオ）地上波進出
  - ジョブチューンR（土曜16:50。出演：田中みな実）※番宣番組
  - 明日へのエール〜ことばにのせて〜（土曜21:00。出演：西村江太郎）
- 4月7日開始
  - おぎやはぎのクルマびいき（日曜17:00）
  - 自転車協会presents ミラクル・サイクル・ライフ（日曜18:30。出演：石井正則〔アリtoキリギリス〕、疋田智）
  - 高橋芳朗 星影JUKEBOX（日曜21:30。出演：リサ〔バニラビーンズ〕）[347]

文化放送
- 4月1日開始
  - 福井謙二 グッモニ（仮題、平日〔月 - 金曜〕7:00）
  - 吉田照美 飛べ!サルバドール（平日〔月 - 金曜〕15:30）[349]
- 4月3日 - 小野恵令奈 ふぉん・で・りんく（水曜21:30）[350]
- 4月7日
  - ピピッとサンデー Waku Waku Mix（文化放送ホームランナイターが無い週の日曜13:00。週替わりDJ）
  - キボウラジオ（文化放送ホームランナイターが無い週の日曜19:25）[351]
  - 私立恵比寿中学 放送部（文化放送ホームランナイターが無い週の日曜20:00）レギュラー化
  - 乃木坂46の「の」（文化放送ホームランナイターが無い週の日曜20:30）[352]
  - 碧と彩奈のラ・プチミレディオ（日曜22:30。DJ：竹達彩奈、八武崎碧〔petit milady〕）[353]

文化放送超!A&G+
- 4月1日開始 - 戸松遥のココロ☆ハルカス（月曜21:00。DJ：戸松遥）[354]
- 4月2日 - 儀武ゆう子“SUN”（火曜24:30）[355]
- 4月3日 - 高本めぐみのアイドラNight☆（水曜25:30）[355]
- 4月6日 - 寿美菜子のラフラフ（土曜24:30。DJ：寿美菜子）[356]
- 4月7日 - アクターズゲート『でこぼこヒーローズ』(日曜17:30。出演：井之本英里奈、平原結、藤井航平)[357]

ニッポン放送
- 4月3日開始 - 小島慶子のオールナイトニッポンGOLD（水曜22:00）[359]レギュラー化

ニッポン放送、NOTTV
- 4月1日開始 - NoGoD団長のオールナイトニッポン0(ZERO)（月曜27:00。出演:団長〔NoGoD〕）
- 4月2日開始 - motoのオールナイトニッポン0(ZERO)（火曜27:00、出演:moto）
- 4月3日開始
  - シシド・カフカのオールナイトニッポン0(ZERO)（水曜27:00、出演：シシド・カフカ）
  - ダイノジ 大谷ノブ彦のオールナイトニッポン（水曜25:00。DJ:大谷ノブ彦）レギュラー化
- 4月4日開始 - アルコ&ピースのオールナイトニッポン0(ZERO)（木曜日27:00、出演:アルコ&ピース）[360]
- 4月5日開始 - 宇野常寛のオールナイトニッポン0(ZERO)（金曜27:00、出演:宇野常寛）

アール・エフ・ラジオ日本
- 4月1日開始 - 長野祐也の医療界キーパーソンに聞く（月曜21:30）
- 4月3日開始
  - ザ・スタンダード（水曜24:30）
  - 爆夜〜BAKUNAI（水曜27:00。DJ:元祖爆笑王 / 夏焼雅〔Berryz工房〕）
  - 大矢、高見のベイビーレイズラジオ（仮）ベイビーレイズ大矢・高見の虎ノ刻作戦会議（仮）（水曜27:30。DJ:大矢梨華子、高見奈央〔ベイビーレイズ〕）[361]
- 4月7日開始 - 宮川賢の日曜!えぴきゅりあん（ラジオ日本ジャイアンツナイターが無い日なおかつ日曜5:55）

TOKYO FM
- 4月1日
  - アポロン（平日〔月 - 木曜〕13:00。DJ:齊藤美絵）
  - SUZUKI HOME SONGS（平日〔月 - 木曜〕14:55。DJ:石田ひかり）
  - Skyrocket Company（平日〔月 - 木曜〕17:00。DJ:マンボウやしろ、浜崎美保）
- 4月3日 - 妄想科学デパートAKIBA NOISE（水曜25:00。DJ:もふくちゃん、サンキュータツオ）
- 4月4日開始
  - バクステ深夜営業中（木曜26:00。DJ:広沢麻衣、亀戸えり）[362]
  - PRENCOの気分は☆グルービー!!!（木曜日26:30）[363]
- 4月6日
  - AGF Gift of Music（土曜8:30。DJ:石田みさと）
  - EARTH LOVERS（土曜8:50。出演:奥田民義）
  - JA全農 COUNTDOWN JAPAN（土曜13:00。DJ:ジョージ・ウィリアムズ、ホラン千秋）※再改題
  - 東京海上日動 LOVING HOME（土曜15:30。DJ:大橋マキ）※改題
  - ピートのふしぎなガレージ（土曜17:00）
  - 高柳明音（SKE48）の暗黙の了解 supported by サンシャインシティ（土曜25:30）[364]
- 4月7日
  - アメリカンホーム・ダイレクト MAEMUKISM（日曜12:00。DJ:中山雅史、浅利そのみ）
  - 日曜シネマテーク（日曜15:30。出演:グレゴリー・スター、美波）
  - 松下奈緒 サウンド・ストーリー（日曜20:30）
  - ドリームハート（日曜22:00。DJ:茂木健一郎）
  - Radio Backers 〜君に幸あれ〜（日曜 25:30。出演:タオルズ30）

JFN
- 4月1日開始
  - face（平日〔月 - 木曜〕13:30。DJ:〔月曜〕澤美代子、〔火曜〕杉崎美香、〔水曜〕吉木由美、〔木曜〕玉川美沙）
  - 川島海荷のUMICAFE
  - 日々是好日〜降っても晴れても〜（DJ:中村こずえ）
  - 耳笑い〜笑いの鎖〜[365]
- 4月2日開始 - 遊助の OVER GROUND（DJ:上地雄輔）
  - ティーナ・カリーナの「しゃべリーナ!かたリーナ!聞いてミーナ!」
  - GENERATIONSのGENETALK

J-WAVE
- 4月7日開始
  - WONDER VISION（日曜6:00。DJ:平井理央）[366]
  - AMERICAN HOME DIRECT GIFT FOR HEART（日曜日20:00。DJ:吉沢悠）[367]
- 4月14日開始 - J-WAVE SELECTION（日曜22:00）J-WAVE PLUSを改題

InterFM
- 4月1日開始
  - Live@5（〔月 - 金曜〕5:00。DJ: K.C.）
  - Good Times Boo!（平日〔月 - 木曜〕12:00。DJ: 南美布）
  - Mondo Musica（平日〔月 - 木曜〕18:00。DJ: 野村雅夫）
  - The Selector（平日〔月 - 木曜〕23:00。日替わりDJ）[369]
- 4月4日開始 - Bob Dylan's Theme Time Radio Hour（木曜20:00、日曜22:00）[370]
- 4月5日開始 - WTF!? What The Friday!?（金曜7:00。DJs: George Williams、Taro）
- 4月7日 - Everyday Music（日曜20:00。 DJ: 高橋幸宏）

NACK5
- 4月1日開始 - NACK5時ラジ（平日〔月 - 金曜〕5:00。DJ:〔月曜、水曜、金曜〕高森浩二 / 〔火・木曜〕片桐八千代）
- 4月3日開始 - 仙台貨物 千葉さんと一緒（水曜23:30。DJ:イガグリ千葉〔仙台貨物〕）
- 4月6日開始 - PUNCH de ドーヨゥ?〜遊びの王様〜（土曜7:00。DJ:斉藤リョーツ）
- 4月7日開始 - AYA Means I Love You（SUNDAY BIRDS -遊びの天才-内日曜11:05。DJ:平野綾）

bayfm
- 4月1日開始 - with you（平日〔月 - 木曜〕13:00。DJ:djmapi松本ともこ）[372]
- 4月3日開始 - スットコドッコイ・ラヂオ劇場（水曜24:00。DJ:チャラン・ポ・ランタン）
- 4月5日開始 - 楽屋的トークバトル（金曜24:00。DJ:CLIFF EDGE）
- 4月6日開始
  - トヨタ勝又グループ presents GROOVIN' ON THE ROAD（土曜12:00。DJ:高橋克典、秋谷綾乃）
  - ケラケRadio（土曜23:30。DJ:ケラケラ）
  - 土曜の夜にはカラスが鳴く（土曜24:30。DJ:シシド・カフカ）
- 4月7日開始 - Music Insurance 〜音楽は心の保険〜（日曜23:30。DJ:岩田由記夫、鈴木結女）

fm yokohama
- 4月2日開始 - ゴールにラッシュ（火曜25:00。DJ:GOLD RUSH）
- 4月3日開始 - R*B Freak!（水曜24:30。DJ:なかの綾）
- 4月7日開始 - Rな気持ち!（日曜21:30。DJ:djmapi）[373]

茨城放送
- 4月2日開始 - 水戸ご当地アイドル（仮）のねばれるラジオ（火曜21:00）

HBCラジオ
- 4月1日開始 - Wonder Radio（月曜17:47。DJ:テツヤ）
- 4月5日開始
  - アニメロティック（金曜28:00。DJ:MAYU）レギュラー化
  - 45回転のアイドル（金曜28:30。DJ:山内要一）
- 4月6日開始 - 大人のラジオ 土曜は朝からのりゆきです!（土曜7:00。出演:佐藤のりゆき、渡辺陽子）
- 4月7日開始
  - ハイスクール・ステーション 朝からグッディ（日曜6:50。週替わりDJ）
  - さなみよアップステージ（日曜20:30。DJ:伊藤沙菜、三好絵梨香）

STVラジオ
- 4月1日開始 - どさんこラジオ（平日〔月 - 金曜〕12:00）
- 4月6日開始
  - 杜このみ”ふわり”うたの旅（土曜17:15）
  - M.c.A・Tプレシャスタッチ（土曜22：30）
- 4月7日開始
  - 城太郎のひとり旅（日曜22:30）
  - いち・にのサンモジ（日曜23:00）

AIR-G'
- 4月1日開始
  - brilliant days（平日〔月 - 木曜〕8:30。DJ:北川久仁子）
  - Sparkle Sparkler（平日〔月 - 木曜〕12:00。DJ:松尾亜希子）
  - MOXY（平日〔月 - 木曜〕16:00。DJ:森基誉則）
  - GTR（平日〔月 - 木曜〕20:00。DJ:DJ龍太）
  - SPICE BEACH（月曜 11:30。DJ:箕輪直人）
- 4月2日開始 - LiST UP!!（火曜 11:30。DJ:CHIHIRO〔LOVERSSOUL〕）『LOVERSSOULのぐっでぐった♪』から改題・枠移動
- 4月5日開始 - BOND GIRL!（金曜13:00。DJ:林唯衣）
- 4月6日開始
  - 野宮的コフレ（土曜 7:00。DJ:野宮範子）
  - Saturday foo!（土曜 8:00。DJ:高山秀毅）
  - らぢおHTB（土曜 20:30。DJ:HTBアナウンサー）レギュラー放送化
- 4月7日開始 - GLORY AVENUE（日曜 20:00。DJ:八幡淳）

FM NORTH WAVE
- 4月1日開始 - GET ON THE FLOOR（月曜 22:00。DJ:キング山田〔MEN☆SOUL〕）※Radio Culture Culture を改題、リニューアル
- 4月5日開始
  - Across the sea（金曜 9:00。DJ:佑季）
  - Netz TOYOTA SAPPORO 45th anniversary Wonderwall music（金曜 16:30。DJ:高橋弥子）

IBC岩手放送
- 4月7日
  - 大塚富夫のラジオ焼肉さかだれ〜（日曜 8:45）
  - 福田こうへいのゆっくり行ぐべぇ〜（日曜 9:00。出演:風見好栄）

東北放送
- 4月7日開始 - イイネ!ミュージックラブ!（日曜 13:00。DJ:ワッキー貝山、伊藤こず恵）

エフエム秋田
- 4月2日 - What The Number（火曜11:30。出演:大島貴志子、村岡敏英）
- 4月4日 - 秋田宣伝MTG（木曜18:00。DJ:宮野さおり、伊藤正希、中村羅漢）[375]

静岡エフエム放送 k-mix
- 4月1日開始
  - K-mix モーニング ラジラ（平日〔月 - 金曜〕7:28。DJ:高橋正純）
  - K-mix RADIOKIDS（平日〔月 - 金曜〕15:08。DJ:DJ Roni）
  - K-mix みんなの19HR!（平日〔月 - 金曜〕19:00。DJ:加藤ジュン）
  - K-mix Maison de Ami（平日〔月 - 水曜〕21:00。DJ:〔月曜第1部〕じんプラットホーム、〔月曜第2部〕Contrary Parade、〔火曜第1部〕拝郷メイコ、〔火曜第2部〕荒川ケンタウロス、〔水曜第1部〕京太朗と晴彦、〔水曜第2部〕夕暮レトロニカ）
- 4月6日開始 - K-mix WONDER'69（土曜11:00。DJ:久保ひとみ、ユーコ・タケダ）
- 4月7日開始 - ジルデコ presents SUNDAY LOUNGE（日曜21:00。DJ: JiLL-Decoy association ）

CBCラジオ
- 4月1日開始 - 丹野みどりのよりどりっ!（平日〔月 - 金曜〕16:00)[376]

fm aichi
- 4月1日開始 - モーニング マックス!!（平日〔月 - 木曜〕7:28。DJ:黒岩唯一）
- 4月3日開始
  - 掘下さゆり Like A Flower（水曜21:00）
  - 中野重夫のKeep On Rockin'（水曜 21:30。出演:浅田ユイ）
  - ハマる! T-NIGHT!（水曜 25:00。出演:TWIN2、KusKus、私立應南学院高等部）
- 4月6日開始
  - PROMO presents Soul Of 日本（土曜 11:00。出演:川本えこ）
  - Praise ＠beautiful（土曜12:00。出演:マルコ石本）

ZIP-FM
- 4月1日開始
  - STARTS!（〔月 - 金曜〕5:00）
  - PEACHY.（〔月 - 金曜〕9:00）
  - SMILE HEART BEAT（〔月 - 金曜〕14:00）
  - FABULOUS RIDE（〔月 - 金曜〕19:00）
  - WOW!（〔月 - 金曜〕 21:00。DJ:鉄平）
  - GILLEconia Magic（月曜日23:00）
- 4月5日開始
  - SWAG#41（『ZIP DANCE HITS 20』内金曜 20:00）
  - DIG IT! DIG IT!（金曜24:00）
- 4月6日開始
  - SPICE UP（土曜6:00、日曜6:00）
  - BIG TIME（土曜 9:00）
- 4月7日開始 - FUN★TASTIC（日曜21:00）

新潟放送
- 4月6日開始 - 大杉りさのRcafe（土曜9:00）

FM NIIGATA
- 4月5日開始 - SOUND SPLASH EX（金曜13:30。DJ:千葉暢彦）

信越放送
- 4月1日開始 - 情報わんさかGOGOワイド!らじ★カン（平日〔月 - 金曜〕15:00。DJ:〔月・火曜〕中澤佳子、根本豊 / 〔水 - 金曜〕久保正彰、岸田奈緒美）

北陸放送
- 4月6日開始 - あやか・Clubismガールのツンデレism（土曜17:00）[379]

FM PORT
- 4月6日開始
  - アイラとちかのお気に召すまま（土曜21:00。Nav:結城アイラ、うえむらちか）
  - 西沢さんPのハンドメイドラジオ（土曜22:00）[380][出典無効]
- 4月7日開始 - Rafveryの『ラフな休日』（日曜16:00）

KBS京都
- 4月2日開始 - 勇さんのびわ湖アキンドウ（火曜21:30）
- 4月3日開始 - 京・温故知新（水曜17:30）
- 4月5日開始
  - 大奈の週刊ダイナリー（金曜17:15）
  - 京の菓子ごよみ（金曜17:55）
  - 藤崎マーケットの今夜もとことんしゃべレディオ!（金曜23:00）
- 4月7日開始 - サトウヒロヒサの眠りにつく前に（日曜24:00）

朝日放送
- 4月1日開始
  - 茂山童司のおとぎの暇（月曜19:00） ※『茂山童司の栴檀代々』から改題・枠移動
  - Monday! SPORTS - JAM（月曜19:30。出演：前川美奈、福原歩 / 山下剛 / 高野純一）※コンプレックス番組

大阪放送
- 4月1日開始 - 中井雅之のハッピーで行こう!（平日〔月 - 金曜〕7:05。DJ:中井雅之、野上優子）
- 4月5日開始 - ラジオで遊ぼう〜winners〜（金曜19:00。DJ:高見こころ）

FM802
- 4月1日開始
  - on-air with TACTY IN THE MORNING（平日〔月 - 木曜〕7:00。DJ:大技卓人）
- 4月6日開始
  - Ciao! MUSICA（金曜12:00。DJ:野村雅夫）
  - AWESOME FRIDAYS（金曜18:00。DJ:飯室大吾）

FM COCOLO 
- 4月5日開始 - CURIOUS FRIDAY（金曜10:00。DJ:KIYOMI）
- 4月6日開始
  - SATURDAY AMUSIC MORNING（土曜6:00。DJ:池田なみ子）
  - SATURDAY AFTERNOON DELIGHT（土曜14:00。DJ:大久保かれん）
- 4月7日開始 - THE BEAT GOES ON SUNDAY（日曜10:00。DJ:ばんばひろふみ）

ラジオ関西
- 4月2日開始 - 青春 学生通信社（火曜24:30）
- 4月3日開始
  - 笠置功の「歌の味めぐり」（水曜24:30）
  - リアルグルーヴのGOTTU FUNKY RADIO（水曜25:00）
- 4月4日開始 - ソトからラジオ（木曜12:30。出演:わきたかし）
- 4月7日開始 - NMB48りかとあやかのガールズ☆ト〜ク（日曜17:40。出演：岸野里香〔NMB48チームN〕、村上文香〔同チームM〕）

中国放送
- 4月1日開始 - RadiPrism（月曜22:00。出演:カンダマサヨシ、女子大生アシスタント）
- 4月6日開始 - オコノミックス（土曜19:00、土曜日28:00）
- 4月7日開始 - 新里カオリのうららか日曜日〜スローライフしませんか〜（仮。日曜9:00）[385]

南海放送
- 4月1日 - 一宮グループpresents 「時の過ぎ行くままに」（平日〔月 - 金曜〕14:00）[386]

FM愛媛
- 4月1日開始 - MASH UP!!（平日〔月 - 金曜〕13:05。DJ:中岡良一 / 〔月・火曜〕重橋秀香、〔水・金曜〕ヒシイミチコ）

KBCラジオ
- 4月1日開始 - 徳永玲子のお昼ドキッ!!（平日〔月 - 金曜〕13:05。出演:〔月・火曜〕スター高橋、〔水・金曜〕富田薫）
- 4月6日開始
  - 栗田善成の土曜娯楽版（土曜7:00。出演：きょんちゃん）
  - ゆうゆうサタデー（土曜12:00。DJ:石井裕二、山田優子）

RKBラジオ
- 4月6日開始 - マチケンマリコのハミングバーズ（土曜21:00。DJ:深町健二郎、山本真理子）

fm fukuoka
- 4月23日開始 - あるあるCity ドリーム☆レディオ（平日〔月 - 木曜〕 20:00。DJ:〔月曜〕小雪、メガモッツ / 〔火曜〕BUTCH、どんぴしゃ / 〔水曜〕HARU、ルームメイト / 〔木曜〕田代奈々、レモンティー）

cross fm
- 4月1日開始 - たんこぶちんたいむ（月曜23:00）
- 4月7日開始
  - SalleyのRADIO GARDAN（『Presen Marche』内日曜13:10）
  - 霧島酒造presents POCKYのK's WAVE（日曜16:00）

大分放送
- 4月6日 - ムッシュ吉崎のおっちゃんポップス（土曜9:15）
- 4月7日 - 50/50 Hearty Party!!（日曜18:30。DJ:ミチコ）

南日本放送
- 4月1日開始
  - 古山かおりのMorning Smile (平日〔月 - 金曜〕6:30)
  - ゆうぐれエクスプレス(平日〔月 - 金曜〕18:10。DJ:上野知子 )

RBCiラジオ
- 4月6日開始 - 片野達朗のSWISH!（土曜9:30）
- 4月7日開始 - 田久保諭日曜ポーレポーレ(日曜10:00)

FM沖縄
- 4月1日開始 - U COOL LAB（平日〔月 - 金曜〕18:00。DJ:〔月・火曜〕知花悠介、山田真理子 / 〔水・木曜〕仲座健太、ナナ / 〔金曜〕末吉功治、田中真理子）

### 2013年5月放送開始
bay fm
- 5月6日 - もちろんSKE!!（月曜25:30。出演:SKE48メンバーの週替わり）[391]

FM AICHI
- 5月1日 - 大栗芙実子のSalon de Healing JOURNEY（水曜21:00）
- 5月3日 - 桜花学園大学 presents COOL ENGLISH（金曜 22:55。出演:あいむ）

HFM
- 5月4日 - ヘッドホンおじさんCX（クライマックス。土曜20:00。DJ:タケモトコウジ、ヘッドホンおじさん）[392]

### 2013年7月放送開始
TBSラジオ
- 7月6日開始 - Radio SCOPE（土曜日17:15。DJ:佐野史郎）[393]

文化放送
- 7月1日開始
  1. 壇蜜の耳蜜（月曜18:35）レギュラー放送開始
  2. 研ナオコの過払い金ぶっちゃけ法律相談（文化放送、月曜18:45。出演:高橋映次〔プロフェクト法律事務所〕）

アール・エフ・ラジオ日本
- 7月2日開始 - i☆Ris 芹澤優のせりざわーるど with you（火曜25:00）[395]

TOKYO FM
- 7月5日開始 - 尾木ママのマンマ・ミーア!（金曜日20:30。出演:尾木直樹、古賀涼子）[396]

Inter FM
- 7月3日 - PLAY, JAPAN! Red Bull Music Academy Radio（水曜23:00）[397]

ラジオ関西あにたまどっとこむ
- 7月3日 - ぬまっち専用ラジオ（水曜25:30。出演:きせのひかる）

AIR-G'
- 7月5日 - ナイショ!!（木曜25:00。DJ:アニィ、箕輪直人）

FM青森
- 7月5日 - ハトマークの不動産あれこれ（木曜13:55）[398]
- 7月10日 - OH!いらっせ♪〜ぐるっと イイとこラジオ〜（水曜12:30）

FM AICHI
- 7月2日 - 池田彩の「ナントカ! カントカ!」（火曜21:30)

ぎふチャン
- 7月1日 - SKE48の岐阜県だって地元ですっ!（月曜21:00。DJ:加藤るみ、高柳明音〔ともにSKE48チームKⅡ〕）[399]

RKBラジオ
- 7月6日開始 - LoVendoЯのらぶおん!（土曜23:30）
- 7月7日開始
  - 安藤豊・中村美由紀のはい!お得です!（日曜7:06）
  - 語り部の記録〜戦争の歴史を伝える（日曜7:15。案内役:坂田周大）

### 2013年8月放送開始
RKBラジオ
- 8月3日開始
  - GIRLS☆PUNCH（火-金曜22:45）

### 2013年10月放送開始
10月1日放送開始 - ザ・マリーン・タイム（茨城放送、金曜20:00。信越放送、火曜18:30。熊本放送、火曜20:30）
10月4日開始 - ねづっちのなぞかけ百貨店で整いました（ラジオ福島、日曜7:45。茨城放送、土曜 18:00。信越放送、日曜11:45。KBS京都、金曜17:40。山陰放送、土曜17:15。山口放送、日曜8:30。出演:萬谷宜子）
文化放送
- 10月4日 - 霧島レイNavigates 沢城みゆきのRadio Drive!（金曜25:00）

文化放送超!A&G+
- 10月7日 - アニアモ!（月曜16:00。出演:川上莉央、立花理香）アニスキ!より改名

ニッポン放送
- 10月1日開始 - 宮藤官九郎のオールナイトニッポンGOLD（火曜22:00）
- 10月7日開始 - バカリズムのオールナイトニッポンGOLD（月曜22:00）レギュラー放送化

アール・エフ・ラジオ日本
- 10月2日 - 東京女子流 小西彩乃のこにたん今夜もにっこにこにたん!（水曜25:30）

JFN
- 10月1日開始
  1. 湘南乃風 HOT134[404]
  2. トミタのラジオ 〜オーバーオールでこんにちわ〜（DJ:トミタ栞）[405]
  3. SHIN-ON
- 10月5日開始 - 石田純一のNo socks J life（出演:武藤乃子）[406]

fm yokohama 84.7
- 10月1日開始 - とっとと寝ナイト☆（火曜25:00。DJ:SiM）[407]
- 10月3日開始 - Le son de La mer（木曜25:00。DJ:石井里佳）[408]
- 10月5日開始 - 湘南SKY RAINBOW（土曜7:55。出演:小林佳果）[409]

朝日放送
- 10月11日開始 - だしツッコミ!関西ほんまめん・つるやわトーク（金曜17:00。出演:森脇健児）[410]

KBS京都
- 10月3日 - こちらヒラタ屋 京都本店（木曜17:30。出演：平田進也）

ラジオ関西
- 10月1日開始 - ひとりダンドル充（月曜26:00。DJ:Misaki〔Dancing Dolls〕）
- 10月4日開始 - TV-HITS プレミアム（金曜21:00）[411]

STVラジオ
- 10月11日開始 - 和久井薫の僕らの時代（金曜20:00。出演:小山悠里）

FM-NIIGATA
- 10月3日開始 - ネギStyle（木曜20:00。DJ:Negicco）

中国放送
- 10月5日開始 - ばんざい!大人の自由時間（土曜17:00）[412]

HFM
- 10月5日開始 - フジイケンジのすてきななかまたち（土曜16:55）

RKBラジオ
- 10月開始 - Voicebook（火 - 金曜 20:00）
  - マチコナイト（水曜 20:00 出演:町田隼人、小山正代）

KBCラジオ
- 10月6日
  1. 20世紀アーカイブス（日曜9:00）
  2. 伝説のビック・アーティスト（日曜17:00）

南日本放送
- 10月6日 - ふるさとニュース日曜版（日曜8:30）

### 期間限定番組
- 1月3日 - 3月28日、ラブコエラジオ（TOKYO FM、水曜26:00。DJ:つん）[413]全12回
- 1月4日前後 - 2月15日前後、A trip〜旅と人〜（JFN。出演:五十嵐雅）[414]
- 1月5日 - 3月30日
  1. 家族に+PLUS!『3世代ディズニー』（TBSラジオ、土曜8:00。出演:堀尾正明、秋沢淳子、宮崎瑠依）全12回
  2. フラット35（TOKYO FM、土曜日10:50）
- 1月5日 - 9月23日、植村花菜の「あなたの夢を花菜えまShow」（東海ラジオ、土曜17:00。ニッポン放送、月曜19:30）全37回
- 1月5日 - 9月29日、ご機嫌よう ひばりさん（アール・エフ・ラジオ日本、土曜21:30）全37回
- 1月6日 - バニラビーンズの俳句っちゃお〜!（FM愛媛、日曜24:00）[415]
- 1月7日 - 9月30日、赤城しげるYOKOHAMA88番地（アール・エフ・ラジオ日本、月曜21:00）全37回[416]
- 1月28日 - 3月8日、BSチャンネルDlifeプレゼンツ ミッツ・マングローブのごごばんトーク〜私のリベンジ〜（ニッポン放送、13:45〔上柳昌彦 ごごばん!内〕、P:ミッツ・マングローブ）[417]全6回
- 1月21日 - 9月22日、浜田ブリトニーのオンナの引き出し（ニッポン放送、〔月 - 木曜〕21:45）[418]
- 3月3日 - 3月24日、おこちゃと椿鬼奴の恋愛に負けそうな女たち（山形放送、日曜21:30）全4回[419]
- 4月1日
  1. ファイターズ&ミュージック「朝イチ!」（HBCラジオ、平日〔月 - 金曜〕5:00。DJ:八幡淳）
  2. α-MORNING KYOTO ANNEX（α-station、平日〔月 - 金曜〕10:00。DJ:〔月 - 木曜〕西田育弘、〔金曜〕 秋田美幸[420]）
  3. キリンプラス-アイpresents 関根勤のランチで元気!（ニッポン放送、垣花正のあなたとハッピー!内平日〔月 - 金曜〕11:23頃。出演：梶原麻莉子）
  4. 名盤セレクション1287（北海道放送、平日〔月 - 金曜〕11:35。DJ:加藤雅章）
  5. EX Station（FM AICHI、平日〔月 - 木曜〕15:00。DJ:川本えこ）
  6. 連続ラジオ小説 津波救国〈稲村の火〉濱口梧陵伝（平日〔月 - 木曜〕16:05。朗読者:内山あゆみ〔和歌山放送朗読教室〕、高野豊子〔和歌山放送朗読教室〕）
  7. RNB Radio Show What's Up?（南海放送、平日〔月 - 木曜〕16:00。DJ:平日〔月・火曜〕Cha-ka、〔水・木曜〕百合田彩）[421]
  8. はっけんラジオ（NHKラジオ第1放送、LK制作、九州沖縄地域、平日〔月 - 木曜〕17:00。DJ:野尻あかね、平田理絵）
  9. 5COLORS（HFM、平日〔月 - 木曜〕17:00。DJ:〔月・火曜〕笹原綾乃、〔水・木曜〕貢藤十六）[422]
  10. 有楽町情報ライブラリー（ニッポン放送、月曜18:00 / ニッポン放送ショウアップナイター中継が無い日曜18:50。出演:新保友映）
  11. 片岡篤史 激アツ!プロ野球（ニッポン放送、月曜18:10）
  12. e-NIGHT（FM AICHI、平日〔月 - 木曜〕19:00。出演:荒川真依）
  13. HARAJUKU KAWAii!! RADIO（FM AICHI、平日〔月 - 木曜〕20:00。DJ:田中里奈、瀬戸あゆみ）[423]
  14. 名曲をあなたに（ラジオ関西、月曜20:00）
  15. 名曲CDスペシャル（ラジオ関西、月曜21:15）
  16. 能登麻美子おはなしNOTE（文化放送超!A&G+、月曜24:30）[424]
  17. A♪KIYword!!!（fm yokohama84.7、月曜26:00。DJ:AKIY、高知利香）
- 4月1日 - 6月24日、KMP アンタッチャブル柴田と神咲詩織のいい加減、オトナになれよっ!（TBSラジオ、月曜20:30）
- 4月1日 - 7月29日、SPICE BEACH（月曜日11:30。DJ:箕輪直人）[425]
- 4月1日 - 9月30日、寝不足決定!?39時限目♪音楽（ラジオ関西、月曜26:00。DJ:沢井美空）
- 4月1日 - 9月23日、10月5日、磯山さやかと奥山隆保先生ラジオ健康相談室（ニッポン放送、19:00）[426]
- 4月1日 - 12月29日
  1. Moonlight Anthem（fm yokohama84.7、月曜24:00 。DJ:YOSHIKA〔SOULHEAD〕）
  2. 東京秘密書店（TOKYO FM、月曜25:00。日替わりDJ）[427]
- 4月1日 - 12月31日、PRIME MUSIC（FM NORTH WAVE、平日〔月 - 木曜〕15:00。DJ:Yuka）[428]
- 4月2日 - 6月25日、GJ部 天使恵のビルドアップするラジオ（アール・エフ・ラジオ日本、火曜25:00。DJ:宮本侑芽）
- 4月2日 - 9月24日
  1. SHOW WAAAP!（fm yokohama 84.7、火曜 24:00。DJ:西浦秀樹、C@n-dols）[429]
  2. 綾小路翔とLOVEのKUSO RADIO（TOKYO FM、火曜 25:00）[430]
- 4月3日 - 9月25日、アニソンの流儀（TOKYO FM、水曜25:30）
- 4月4日 - 9月26日、10-TEN-まで届け!（fm yokohama 84.7、木曜25:00、DJ:sacra）[431]
- 4月5日 - 6月28日、近藤晃央のKOTOBA Hz（言葉ヘルツ。cross fm、金曜23:00）[432]
- 4月5日 - 9月28日、KaoriのLa pause gourmande（ラジオ関西、金曜12:40）[433]
- 4月5日
  - CURIOUS FRIDAY（FMCOCOLO、金曜10:00。DJ:KIYOMI）
  - FM AICHI A-1 Countdown（FM AICHI、金曜15:00。DJ:柿元恵美）
  - WEEKEND PARADISE（FM OKAYAMA、金曜16:00。DJ:西村愛）
  - 金曜夕方 どぉ〜かいの（NHKラジオ第1放送、FK制作、金曜17:05。出演:緒方かな子 / 飯田紀久夫 / 滑川和男）
  - アニソン50年史（熊本放送、金曜18:20）[434]
  - 大須アメ横 presents OS☆U We are 大須 LOVERS（金曜 19:30）
  - アルコ&ピースの「沈黙の金曜日」（FM FUJI、金曜21:00。出演:M.A.O）[435][436]
  - 冨田奈央子のアフタースクールらじお!（IBC岩手放送、金曜21:00。出演:臼澤みさき）[437]
  - 優希美青のFirst Diary（TOKYO FM、金曜22:55）[438]
  - 広瀬香美ミュージックwith（ニッポン放送、金曜23:30）
  - さくら☆電波放送局（FM-FUJI、金曜22:30。DJ:矢野さくら、高橋琴音）[435]
  - green grass grow（FM-FUJI、金曜24:00。DJ:やなぎなぎ）[435][439]
  - 逢坂市立花江学園Radio（文化放送超!A&G+、金曜25:00。出演:逢坂良太〔EARLY WING〕、花江夏樹）[440]
  - 癒しのサプリ（fm yokohama、金曜25:30。DJ:中村弥生）
  - まよなかデリバリー（ラジオ関西、金曜24:30）
- 4月6日 - 9月28日
  - NIPPON CHA・茶・CHA（fm yokohama、土曜8:55。出演:茂木雅世）
  - Hit&Weather（TOKYO FM、土曜10:50。出演:柴田幸子）
  - Lonesome Highway（InterFM、土曜13:00）[441]「R761」より独立番組化失敗
- 4月6日 - 12月28日、EARTH LOVERS（TOKYO FM、土曜8:50。出演:奥田民義）
- 4月6日
  - なるほど!ニッポン情報局（ニッポン放送、徳光和夫 とくモリ!歌謡サタデー内土曜7:30。出演:山本剛士、増田みのり）[442]
  - 心音の花の里ごころ (FM-FUJI、土曜9:00。DJ:CO906.)[435]
  - チャレンジ川柳!むさし流!（FM青森、土曜12:00）
  - 渡辺絢也の音の見えるラジオ（秋田放送、土曜16:40）
  - かわさきマッチングタイム（アール・エフ・ラジオ日本、土曜17:25。出演:川崎純情小町☆）[443]
  - Cruising Cafe（ラジオ関西、土曜17:30。Crew :Migaki、天宮遥）
  - YOKOHAMA SYA⇔REE（fm yokohama84.7、土曜19:30。DJ:ReeSya / 杉崎智介）
  - SWEETS×POP〜すっぴんNAGASAKI〜（長崎放送、土曜21:00。DJ:廣瀬清香）「ざっつカステライヴ」より改名
  - X21吉本実憂カラフルボックス（アール・エフ・ラジオ日本、土曜24:00）[444][445]
  - 日野聡・立花慎之介 名門アウトロー学園（ラジオ関西あにたまどっとこむ、土曜26:30）日野聡vs立花慎之介 平成ニッポン・国取り合戦ラジオ!! より改名
  - CRK MUSIC H.E.A.D.S.ANNEX（ラジオ関西、土曜27:00。DJ:浜本愛里 / 信政誠）枠増設
  - Rooots!（HBCラジオ、土曜28:40。DJ:WES-LEE）
- 4月7日 - 6月28日、shibai no radio 〜芝居のラヂオ〜（bayfm、日曜20:30。松本和巳、逢沢りな）[446]全13回
- 4月7日 - 7月29日、誰だ（ニッポン放送、日曜19:00。出演:新保友映）
- 4月7日 - 9月29日
  1. BUSINESS954（TBSラジオ、日曜9:55。出演:荒井千里）全27回
  2. TOKAI“ものづくり”STYLE（FM AICHI、日曜 9:55。出演:新妻ひでき、森健）全27回
  3. ビビる25（TOKYO FM、日曜25:00。DJ:ビビる大木、宮島咲良）全26回
- 4月7日 - 12月29日休止、TOKYU Harvest Club presents 休日の楽園（TOKYO FM、日曜13:55。出演:中嶋朋子）[447]
- 4月7日開始
  1. Vivid漢方（AIR-G'、日曜9:55。出演:高山秀毅）1コーナーの単独番組化
  2. 熊本放送60周年記念番組 くまもとまるっと見てあ〜る記（熊本放送、日曜日12:10。出演:英太郎、加納麻衣、中華首藤、際田まみ、檜室英子）[448]
  3. 関ジャニ∞ 大倉忠義日曜日好っきゃねん（ニッポン放送、日曜14:00）[449]
  4. RELAXIN' PORTER（α-station、日曜日17:00。DJ:川島郁子）[450]
  5. 青葉ひかるのちょっとひといき（アール・エフ・ラジオ日本、日曜17:15）
  6. ビジネス・サテライト（アール・エフ・ラジオ日本、日曜17:30）
  7. ガルドラ〜Girl's Driver〜（FM-FUJI、日曜17:30。DJ:織田千穂）[435]
  8. 加東竜次とサニー・北野のSoul Brothers（アール・エフ・ラジオ日本、日曜17:40）
  9. HONEY-STYLE（FM-FUJI、日曜 18:00。DJ:DJ TONY、織田千穂）[435]
  10. M ARENA（fm yokohama84.7、日曜20:00。DJ:新井麻希）
  11. X21 吉本実憂と井頭愛海の美少女X2（ニッポン放送、ニッポン放送ショウアップナイター中継が無い日曜21:00）[445]
  12. しゃべりたりない!（fm yokohama84.7、日曜22:00。DJ:じんプラットフォーム）
  13. タマリバ（秋田放送、日曜22:00。DJ:マティログ、藤田友明）[451]
  14. ゆいぽんとさえぴぃのおやすみNMB48（FM OKAYAMA、日曜25:00。DJ:高野結衣〔NMB48チームM〕、村瀬紗英〔NMB48チームM〕）[452]
- 4月7日 - 4月28日、TOKYO NEW STANDARD（J-WAVE、日曜21:00。DJ:渡辺祐）[453]全4回
- 4月7日開始 - 9月29日、根岸愛のもちもち機内放送（*´ω｀*）（日曜18:30。DJ:根岸愛（PASSPO☆））全19回
- 4月7日 - 2014年3月29日、ラジオかくし玉（和歌山放送、日曜15:00。DJ:笹本博司 / 〔毎月第1週・第2週〕古家学、〔毎月後半〕正田耕三）[454]全52回
- 4月14日
  1. Sakura's Invitation（Inter FM、日曜5:30。DJ:宮島咲良）[455]
  2. 中島みゆきのオールナイトニッポン月イチ（ニッポン放送、毎月1回日曜27:00）
- 4月14日 - 2014年3月29日、吉田尚記がアニメで企んでる（ニッポン放送、日曜25:30）NOTTVで火曜20:00収録
- 4月16日期間限定放送 - 2014年3月18日、KUMA POWER HOUR with Utada Hikaru（InterFM、月1回第3火曜日22:00）[456][457]全7回
- 4月20日 - 2014年3月28日、東海ラジオでポップカルチャーな番組を放送してみた。略して「放送してみた!」（東海ラジオ、26:30。DJ:牧口真幸、パンキング、山口由里）[458]
- 4月21日 - 東京女子流＊スクールラジオ（ラジオNIKKEI、毎月1回第3日曜21:30。DJ:山邊未夢〔東京女子流〕、庄司芽生〔東京女子流〕 / 安田美香）[459]
- 4月23日 - やしろ荘でごにょごにょ（LG制作/NHKラジオ第1、月1回/毎月最終火曜21:05。出演:たむたむ、吉澤美菜）[460]
- 4月24日 - 9月25日、2014年2月5日 - 、いかすぜ!東北 ぼくたちのイイトコ自慢!!（東北放送、水曜16:40。出演:名久井麻利）[461]
- 5月1日開始 - Radio City AugA（FM青森、祝日除く平日〔月 - 木曜〕16:00。DJ:augirls）
- 5月3日開始 - THE HUMAN（J-WAVE、日曜21:00。DJ:西尾由佳理）[462]
- 5月6日 - 9月30日、AKB48石田晴香、AppBankの“スマホ Cafe Radio”（TOKYO FM、月曜25:30。出演:石田晴香〔AKB48〕、高橋亮〔AppBank〕、村井智建〔AppBank〕）[463]APPLI THE WORLDより改名
- 6月1日 - 6月29日、HAPPY HEALTHY LIFE（FM AICHI、平日〔月 - 木曜〕18:05、土曜11:25。出演:川本えこ）[464]
- 6月1日 - 11月30日、BE-MAX presents 稲川龍男 SMART LIFE（NACK5、土曜11:05〔PUNCH de ドーヨゥ?〜遊びの王様〜内〕。ラジオ大阪、土曜11:00）稲川龍男 HAPPY SALONより改名[465]
- 6月5日 - Mr.シンの大阪ラジオ（ラジオ大阪、水曜24:00。出演:Mr.shin、高橋知裕 / 前田一成〔アワハウス〕、古今堂靖〔関西カウンセリングセンター〕）[466]
- 6月11日 - 11月26日、Nスポ魂（FM NIIGATA、火曜19:30。DJ:関田将人〔猫デココ〕、白岩ましろ）[467]
- 6月22日 - 8月31日、放送大学 Manabees' Cafe（bayfm、土曜日11:48〔東京ガス CURIOUS HAMAJI内〕。DJ:ロザン）[468]
- 6月23日 - なっとく!（HBCラジオ、日曜5:15）
- 7月1日 - 9月23日、アンタッチャブル柴田のBINGO!（TBSラジオ、月曜 20:30）[469]全13回
- 7月1日 - 9月30日、Hit!Growing Up!（AIR-G'、月曜19:30。DJ:UNIST）FM ROCK KIDSより期間限定移動
- 7月1日 - ラジップス（FM NORTH WAVE、月曜24:30。出演:笑RAPS芸人。司会:アフロンゲ丸山）[470]
- 7月2日 - 12月31日、カロリナの恋してカーニバル（アール・エフ・ラジオ日本、火曜22:30）[471]
- 7月2日 - 内田あや J-Country（KBS京都、火曜17:30）[472]
- 7月3日 - 12月25日、別冊AV Music Channel 〜きたまえ↑EX〜（AIR-G'、水曜19:00。DJ:中村有沙 / 岩杉夏、井澤佳の実）全23回
- 7月4日 - 9月25日、スターリーミッドナイトトリップ（アール・エフ・ラジオ日本、水曜25:30。出演：〔毎月第1週水曜、毎月第3週水曜〕あおい有紀、〔毎月第2週水曜、毎月第4週水曜、イレギュラー月第5週水曜〕Pearl[473]）
- 7月4日 - 11月28日、Best Partnerの「喜怒哀楽だけじゃ収まりきれない!」（FM NIIGATA、木曜19:30）[474]
- 7月6日 - 7月27日、ポケムヒ!Beauty Tips（TOKYO FM、土曜10:50。DJ:すみれ）[475]全4回
- 7月6日 - 9月28日、SUMMER TIME SPLASH（J-WAVE、土曜17:00。 DJ:やついいちろう〔エレキコミック〕、浦浜アリサ）[476]
- 7月6日 - 12月28日、ドクター前川のあしたの健康日記（土曜5:15。出演:前川佳紀〔湘南メディカルクリニックSBC近視クリニック 横浜院 血管外科〕 、室照美）[477]
- 7月7日 - 12月29日、カイゴとエガオ〜認知症をあきらめない〜（日曜17:30。出演:吉田涙子アナウンサー、隔週交代の専門医）[478]
- 7月7日
  - 4YOU（HBCラジオ、日曜4:00。DJ:〔隔週〕佐々木佑花 / 佐藤彩）
  - サトケンの買って!?ちょうだい（秋田放送、日曜5:20。出演:佐藤健一）
- 7月7日 - 12月29日、HBCこども音楽コンクール（HBCラジオ、日曜8:20）
- 8月4日、8月11日、8月18日、8月25日 - あませらげ!東京（文化放送超A&G、日曜24:30。DJ:おたっきぃ佐々木、レイちゃん）
- 8月6日 - GIRLS☆PUNCH QunQun井上りな・大野香澄の九州革命!（RKBラジオ、よしもとRadioバリカタ!!! 内火曜22:45頃）[479]
- 8月7日
  - my Roots（AIR-G'、水曜11:30。DJ:箕輪直人）
  - GIRLS☆PUNCH ミニョンパトワ[480]のなまるラジオ（RKBラジオ、ハイタッチ! 内水曜日22:45頃。DJ:奥田敬子〔ミニョンパトワ〕、武村けいこ〔ミニョンパトワ〕）[479]
- 9月1日 - 9月29日
  1. 日本プラスター ドリームスケッチ（ニッポン放送、くり万太郎のサンデー早起き有楽町内日曜6:30ごろ）[481]
  2. ガムシャラジオ（bayfm、日曜20:30。DJ:Tokyo Cheer② Party）
- 9月2日 - 9月20日、MAZDA presents Be a driver，Be a listener.（JFN。TOKYO FM、〔月 - 金曜〕8:55。出演:堀田勝）[482]
- 9月2日 - BINとダイナのマンデーナイト・フィーバー（山陽放送ラジオ、月曜23:30。DJ:村井敏朗[483]、ダイナマイト石村）
- 9月5日 - イズモ葬祭presents 「終活がまだでしょ」（K-mix、木曜13:30頃〔K-mix おひるま協同組合内〕出演:古田悦也〔イズモ葬祭〕／南真世、日下純）[484]
- 9月7日 - from R&B(FM NORTH WAVE、土曜20:00。DJ:佐藤広大)[485]
- 9月7日 - OLDIES BUT GOODIES（FM AICHI、土曜24:30）
- 9月16日 - マルちゃん赤いきつねと緑のたぬきPRESENTS「赤マルダッシュ☆本気、ダシます。」（文化放送、月曜25:30頃〔レコメン!内〕）[486]
- 9月20日 - 日本公認会計士協会 東海会 presents ハロー!会計（FM AICHI、金曜21:55。出演:内藤聡）[487]
- 9月30日 - 12月30日、黒木憲ジュニアの千夜一夜（アール・エフ・ラジオ日本、月曜21:00）[488]
- 9月30日開始予定 - 2014年3月予定
  1. オトナカレッジ（文化放送、平日〔火 - 金曜〕20:00。出演:砂山圭大郎 / 〔毎月一回火曜〕田原総一朗）[489]
- 9月30日開始
  1. モーニングディライトえひめ（南海放送、平日〔月 - 金曜〕6:55。出演:和氣孝治、熊本フミ）[490]
  2. 矢野きよ実・山浦ひさし 太陽とバナナ（東海ラジオ、平日〔月 - 金曜〕8:00）[491]
  3. マイフェイバリッと（南海放送、平日〔月 - 木曜〕17:15 他。出演:3週交代）
  4. 熊谷育美僕らの声（東北放送、月曜18:00）[492]
  5. No idea!?（東海ラジオ、18:30。DJ:〔月曜〕川島葵。〔火 - 金曜〕山口由里）[493]
  6. スパメン!（ラジオ大阪、平日〔月 - 木曜〕18:00。出演:〔月、火曜〕藤川貴央 / 〔水、木曜〕中西則善 / 〔月 - 木曜〕武田英子）
  7. ココロのオンガク 〜music for you〜（文化放送、平日〔月 - 金曜〕18:30。信越放送、中国放送、KBCラジオ、宮崎放送 、南日本放送 、平日〔月 - 金曜〕21:00。ラジオ福島、CBCラジオ、熊本放送、平日〔月 - 金曜〕21:30。DJ:井出大介）
  8. CBCラジオ虎の穴（CBCラジオ、平日〔月 - 金曜〕21:00。DJ:平日〔月 - 木曜〕名古屋おもてなし武将隊  / 〔金曜日〕三遊亭歌武蔵（[494]
  9. すべるかもしれないRadio（北陸放送、月曜21:00。DJ:太平まさひこ、鼻毛の森）[495]
  10. 佐野ひなこがラジオしてる件。（レコメン!内、月曜23:30頃）[496]
  11. 宮路オサムのゆめひろ演歌（アール・エフ・ラジオ日本、月曜24:30）
- 10月1日 - 11月26日、教えてタイヤ館（エフエム秋田、火曜17:55。出演:真坂はづき[497]）
- 10月1日 - 2014年3月予定、大人のミュージック・ラヴァーズへ!MUSIC 24/7（TBSラジオ、平日〔火 - 金曜〕20:00。DJ:〔火曜〕西寺郷太、〔水曜〕☆TAKU TAKAHASHI〔m-flo〕、〔木曜〕森本千絵、〔金曜〕宮路淳一）
- 10月1日開始
  1. Yukipedia（cross fm、平日〔月 - 金曜〕14:00。ナビゲーター:西川友紀子）
  2. 華織と杜夫のほっといてんか（ラジオ関西、月曜20:00。DJ:塩乃華織、三条杜夫）
  3. おきゃんてィーずのおきゃんてィーぱーてィ（FM青森、20:00。DJ:稲見公介、田邊慎一郎）
  4. 阪井楊子の雨に濡れても（ラジオ関西、月曜20：30）
  5. 狸穴NIGHT CLUB（アール・エフ・ラジオ日本、平日〔火 - 金曜〕21:00。DJ:戸井結美子）[498]
  6. 1DAY（fm yokohama 84.7、火曜24:00。DJ:西浦秀樹）SHOW WAAAP!より改名
  7. ボルトボルズのアゲアゲボルテージ!（ラジオ大阪、24:00）[499]
  8. My Favorite Night “Sound Delivery”（cross fm、平日〔月 - 金曜〕24:30。ナビゲーター:ほたるゲンジ、宮脇恵理子）
  9. エビ中☆なんやねん（MBSラジオ、火曜24:30。出演:オジンオズボーン、木本武宏〔TKO〕）[500]
  10. どれみふぁ♪ギャップリン（TOKYO FM、火曜25:30。DJ:新貝あやか〔こねこねこ〕、大地）
  11. 女子ジャズRadio（fm yokohama 84.7、火曜25:30。DJ:牧野竜太郎）
- 10月2日 - 2014年3月29日
  1. 我が家とチキパのガヤガヤパレード（文化放送、水曜19:00）レギュラー番組化
  2. すいたんすいこうのすいすい水曜茨城愛（茨城放送、水曜20:30）
- 10月2日開始
  1. OH! HAPPY LIFE〜Dr.小野の“ぴんぴんキラリ”健康レッスン〜（FM青森、水曜10:20。出演:小野正人〔青森県立中央病院〕）
  2. 小籔・にゃんたのラジオ歴史堂（ABCラジオ、〔水・木曜〕17:00。出演:小籔千豊、にゃんた）
  3. ジャズライブ コレクション（ラジオ関西、水曜19:00。DJ：三浦紘朗）
  4. ゆるゆるよゆる（ラジオ関西、水曜24:30。出演：トト勝本、橘明日香）[501]
  5. METAL MAX RADIO（文化放送超!A&G+、水曜25:00。出演:白石真梨、佐藤奏美）
  6. アイアプレゼンツ SKE48&HKT48のアイアイトーク（ニッポン放送、水曜21:00）
  7. だってNOEだもん。（bayfm、水曜日25:30）[502]
- 10月3日開始 - 2014年3月中旬予定、HBCスポーツゾーン『ファイト!!』（HBCラジオ、平日〔火 - 金曜〕18:00。出演:加藤雅章 / 〔火、水曜〕堰八紗也佳アナウンサー、〔木・金曜〕佐藤彩 / 〔金曜〕八幡淳）[503]
- 10月3日開始 - 2014年3月23日、Wonder Radio＋（HBCラジオ、平日〔火 - 金曜〕17:47。DJ:テツヤ）
- 10月3日開始 - 2014年3月27日、My Favorite Things（bayfm、木曜21:45。DJ:中村愛）
- 10月3日開始 - 2014年3月30日
  1. さいとうゆいのブリガドゥーン!（茨城放送、木曜20:30）
  2. ものまねナイトニッポン（ニッポン放送、木曜20:30。DJ:カール北川）[504] [505][506][507]
- 10月3日開始
  1. ミツコ de リラックス（茨城放送、木曜16:00。茨城放送、金曜16:00。DJ:林美津子）
  2. Weekly HAPPINETS（エフエム秋田、木曜18:30。出演:高田由香 他）[508]
  3. 坂本サトル presents ミリオンRADIO（FM青森、20:00）
  4. TOKYO LOUD（TOKYO FM、木曜20:00。DJ:大抜卓人）
  5. 小出朗のパワーダンク!!（STVラジオ、木曜20:00。出演:アリョーナ）[509]
  6. SAKAE GIRLS COLLECTION（FM AICHI、木曜21:00）[510]
  7. We are Juice=Juice（bayfm、木曜21:30）[511]
  8. YOUNG BOO! BOO!（α-STATION、木曜24:00。DJ:三匹の子豚）[512]
  9. IZAMのなんでもカウンセリング（ラジオ関西、木曜25:30）[513]
- 10月4日開始 - 2014年3月
  1. プチ鹿島と長野美郷 〜今日も一日〜 Good Job ニッポン（ニッポン放送、金曜18:00）[402]
  2. アカデミックバラエティアワー 東川崎町ラヂオ（ラジオ関西、金曜19：00。DJ：山田和史、池田奈月）[514]
  3. まことチャンネル(KBCラジオ、金曜19:00。DJ:小阪真琴)
  4. オスペンギンのハッスルナイト(茨城放送、金曜20:30)
- 10月4日開始
  1. かっとばし金曜日（山陰放送、金曜8:15。DJ：宇田川修一、橋本航介）
  2. ゲッターズ飯田流（TOKYO FM、金曜20:00）
  3. Yabaらじ（熊本放送、金曜20:00。週替わりDJ）[515]
  4. ぼくらの青春 J-POP 平成ミュージック・グラフィティー（NHKラジオ第1、金曜20:05。隔週交代DJ:寺澤敏行 / 出田奈々）
  5. Glow〜生きることが光になる〜（KBS京都、金曜21:00）[516]
  6. RADIO ◎ CONNECTOR（cross fm、金曜23:00。ナビゲーター:相越久枝 / 出演:山中さわお〔the pillows〕、吉井和哉、中田裕二）[517]
  7. 週刊ココ大ラヂオ（南海放送、金曜23:00。DJ:泉谷昇〔NPO法人いよココロザシ大学〕、杉浦綾〔NPO法人いよココロザシ大学〕）
  8. 楽シネマ（bayfm、金曜日25:00。出演:黒川泰子）
- 10月5日 - 12月28日、マシコの金の千両箱（ラジオ福島、土曜9:35頃〔ニューシニアマガジン大和田新のラヂオ長屋内〕。出演:増子仁司〔田中貴金属〕）[518]
- 10月5日 - 2014年3月、古坂大魔王 ツギコレ（ニッポン放送、土曜20:00）[402]
- 10月5日開始
  1. SPO☆LOVE（TOKYO FM、土曜5:00。DJ:柴田幸子）
  2. 小川もこデリシャスタイム（ミュージックバード コミュニティチャンネル、土曜6:00）[519]
  3. RADIO LABO（α-STATION、土曜6:30。DJ:陰山英男、秋田美幸）[520]
  4. ちょっと うたかた（福井放送、土曜7:30。BSN新潟放送、土曜7:30。HBCラジオ、日曜18:30。DJ:清水節子、安藤栄子）[521]
  5. Brandnew! Saturday（cross fm、土曜7:00。ナビゲーター:新坂恵梨）
  6. 立川こしらと土井里美の旬!SHUN!ピックアップ（アール・エフ・ラジオ日本、土曜8:00）
  7. 大倉修吾のサンサンサタデー（新潟放送、土曜8:20）「BSNミュージックサロン」より改名
  8. Across the sea（FM NORTH WAVE、土曜9:00）
  9. フォーマットRADIO江刺伯洋・宮坂珠理の土曜Press-Club（南海放送、土曜9:00）[522]
  10. JA共済 presents My name is…（TOKYO FM、土曜日10:50。出演:酒井美紀）[523]
  11. ブロードリーフ presents CROSS ROAD（TOKYO FM、土曜日10:55。出演:菊地浬）[524]
  12. 酒井泰彦のMUSIC HOUR!（新潟放送、土曜16:00[525]）
  13. LEXUSAMAZING MOMENT（J-WAVE、土曜17:00。DJ:金子奈緒）[526]
  14. 1179 いい話 泣く話（MBSラジオ、土曜17:45。DJ:U.K.）
  15. TOKYO LIVING ROOM（文化放送、土曜18:00。週替わりDJ。出演:伊藤佳子）
  16. 露崎春女のNatural Woman（ミュージックバード コミュニティチャンネル、土曜19:00）[527]
  17. 中央競馬的中戦隊☆アテルンジャー（アール・エフ・ラジオ日本、土曜20:00。出演:長谷川仁志、細渕武揚、鈴木沙和子、瀧口俊介）[528]
  18. 田村次郎のTAMU RADIO（STVラジオ、土曜20:00）[529]
  19. DISCO NIGHT NIPPON (ニッポン放送、土曜20:20。DJ:DJ OSSHY)
  20. メガコンDJのおねだりミュージック・アワー（FM AICHI、土曜20:30。DJ:マーナイス鈴木、安藤優花 / 出演:市田奈津子、門脇菜緒、曽我唯、西尾佳恵、メガコンガールズ乗っ取り隊[530]
  21. アンダーグラフ・真戸原直人のビューティフルニッポン（文化放送、土曜20:50）
  22. PRIME FACTOR（J-WAVE、土曜21:00。DJ:ショーンK）[531]
  23. Night Moves（FM FUJI、土曜22:00。DJ：大島真帆）[532]
  24. さあ、CADENZARE!（FM FUJI、土曜 22:30。DJ：瀬戸了、春ななみ）[532]
- 10月6日 - 10月27日、ラジオがいいじゃん!（bayfm、日曜20:30。DJ:Tokyo Cheer② Party）ガムシャラジオより改題
- 10月6日 - 12月29日
  1. ほ〜ムズッ!?母心探偵社（北日本放送、日曜12:30）[533]
  2. 今週のニホンジン（東北放送、日曜18:00）[534]
- 10月6日開始
  1. 万田発酵 presents 朝ドレ情報いちばん（日曜4:00。出演:田中雄介、岡本綾子、江藤愛）
  2. よってかっしゃいやまのうち（信越放送 、日曜9:00。出演:北沢佳奈、山﨑理絵、待井玲香）[535]
  3. ラジオ遍路・88の音巡り（南海放送、日曜9:20〔日曜Press-Club 内〕）[536]
  4. 富嶽三十六プロジェクト〜富士山音風景〜（TOKYO FM、日曜9:55。DJ:今井広海）
  5. 夕方チューニングラジオ（東北放送、日曜17:05。DJ:菅原克彦）
  6. 進藤晶子のBelieve in （TBSラジオ、日曜 17:30）
  7. 西田あいのおしゃべりあいランド（文化放送、日曜17:40。出演:加納有沙） [537]
  8. 広島歌謡曲ナイト（中国放送、日曜18:00。DJ:キムラミチタ、おかたかし）[538]
  9. 土居上野の日曜日の宿題!（KBCラジオ、日曜18:40）[539]
  10. 開局60周年記念番組NEXT STAGEへの提言（ニッポン放送、日曜19:00）※2013年10月21日のみ21:00
  11. 清水博正 ありがとうを言いたくて（STVラジオ、日曜19:00）
  12. 大竹しのぶ ねちゃダメだよ、ZZZ（ニッポン放送、日曜21:00）[540]
  13. こおり健太のまごころ唄心(STVラジオ、日曜22:30)[541]
  14. あやch（南海放送、日曜22:30。DJ:百合田彩）[542]
  15. しろっぷのおもしろっぷ☆ラジオ（STVラジオ、日曜23:00）
  16. Suudonnなかじましんやラジオ（TOKYO FM、日曜25:00。DJ:中島信也）
- 10月6日 - 2014年3月30日、希望の詩 〜桂冠詩人の世界〜（東海ラジオ、日曜17:45。朗読:キートン山田）[543]全26回
- 10月7日開始
  1. モテラジ（AIR-G'、月曜11:30。DJ:竹本アイラ）[544]
  2. チカフサな夜（RKBラジオ、月曜20:30。出演:池田親興、本山順子）
  3. You And The Music（FM NORTH WAVE、月曜24:00、DJ:DJ KAWASAKI）[545]
- 10月8日 - 2014年3月28日
  1. ヤマヒロのぴかいちラジオ（MBSラジオ、茶屋町プレミアムナイト火曜日17:50。出演:山本浩之、古川圭子）
  2. 八木菜摘のいろはにニッポン（STVラジオ、火曜20:00）
- 10月8日 - 2014年3月30日
  1. Voicebook（RKBラジオ、平日〔火 - 金曜〕18:00。出演:〔火曜『ASU+』〕石田一洋、井上志帆子 / 〔水曜『マチコナイト』〕町田隼人、小山正代 / 〔木曜『女子anナイト』〕壽老麻衣、安藤みのり / 〔金曜「GIRLS BOOM BOX』〕植村友紀、木村まこ）[546]
  2. うたぐみPARTY（MBSラジオ、平日〔火 - 木曜〕21:00。出演:〔火曜〕石原正一、Sun!!、〔水曜〕徳田憲治〔スムルース〕、福本愛菜、〔木曜〕いずこねこ、松本美香）
- 10月9日 - 2014年3月29日、なにやっテンダラー（MBSラジオ、水曜17:55。出演:山本量子）
- 10月11日 - 2014年3月17日、松井愛のすこ〜し愛して★（金曜17:55。出演:ヒューマン中村 / 未知やすえ、小原正子〔クワバタオハラ〕、千鳥、ヨーロッパ企画のうちいずれかの週替わりパートナー）
- 10月12日開始 - 磯山さやかのGoodナイト!Goodトーク!（ニッポン放送、土曜21:00）
- 10月26日 - DEEP BLUE SKY（α-station、第4土曜25:00。DJ:遠藤恭子）[547]
- 11月2日開始
  1. オートバックス presents Route 123 (TOKYO FM、土曜日12:30。DJ:DJナイク、宇佐美友紀)[548]
  2. スカルプDボーテ presents 華原朋美の寝てる場合じゃないのっ(TOKYO FM、土曜20:30)[549]

  - 11月3日 - 11月24日、ジェニファー 25時のエアポート(NACK5、日曜25:00。出演:長谷川雄啓)全4回
- 11月3日 - 12月29日、2014年2月2日 - 3月30日、ほわふわ武者修行RADIO!(bayfm、日曜20:30。DJ:WHY@DOLL)[550]
- 11月4日終了 - 2014年5月26日、いんすたんとどらま9〜夕暮れのあすぴりん〜（HBCラジオ、月曜日17:10。出演:納谷真大、江田由紀浩）[551]
- 11月5日 - 2014年3月30日、あガLINE（東北放送、平日〔火 - 木曜〕21:00。DJ:〔火曜〕ニードル、〔水曜〕坂本サトル、〔木曜〕爆笑コメディアンズ）[552]
- 11月6日開始 - とちおとめ25の可愛いだけの苺じゃない!（FM栃木、水曜20:30）[553]
- 11月7日
  1. 1314式☆総合萌えミリ演習（ラジオ大阪 V-STATION 1314、24:00。DJ:清水愛、尾崎真実）[554]
  2. ファッショネイト・クルーズ（アール・エフ・ラジオ日本、木曜26:30。DJ:吉満涼太）[555]
- 10月26日11月9日開始 - 大貫妙子 one fine day（STVラジオ、毎月最終土曜19:00）[556]
- 11月9日 - 2014年3月予定、withタイガース サタデー運動部!（MBSラジオ、土曜18:00。出演:河田直也、金本知憲、藤本敦士 他）
- 11月9日開始 - タージンのスナックYeah!（朝日放送、18:15）[557]
- 11月10日 - 2014年3月予定、ぴーたんぱん（MBSラジオ、日曜日17:59。DJ:近藤夏子、亀井希生）[558]
- 11月11日 - 12月6日、ラジオドラマ『あさひるばん ビギニング』（文化放送、平日〔月 - 金曜〕11:30頃、平日〔火 - 土曜〕3:40頃。脚本：會川昇。演出：三間雅文。出演:福山潤、細谷佳正、浪川大輔、中上育実、中村悠一、春野ななみ、藤原啓治、山寺宏一 他）全20話
- 11月14日、11月21日、11月28日、11月5日、12月12日 - GROOVIN'VOICE SPECIAL EDITION leccaのRADIO JUNCTION（FM NORTH WAVE、木曜16:15頃〔GROOVIN' MODE内〕）[559]全5回
- 12月1日開始 - 小柳ゆき drive your heart（NACK5、日曜24:30）[560]
- 12月3日開始 - 野水いおりの厨二病をこじらせたワタシがアンタたちも道連れにしてやるラジオ（文化放送A&G＋、隔週火曜26:00）[561]
- 12月5日開始
  1. chinguのベフラジ〜Best Friend RADIO〜（FMNIIGATA、木曜日19:30。出演:村井杏）[562]
  2. ニッポン朗読アカデミー（ラジオ大阪1314 V-STATION、木曜日24:30）[563]
- 12月6日開始 - 2014年3月21日、久保純子のどんぐりラジオ（文化放送、金曜20:30頃〔オトナカレッジ内〕）[564]
- 12月6日開始 - 少女C（FM NIIGATA、金曜日20:00。出演:成沢舞香〔道project{仮}〕、長谷川莉沙 / 中野双観）[565]

## 終了番組

### 2013年3月放送終了
- 3月19日終了 - こうせつと仲間たち（NHKラジオ第1）期間限定終了
- 3月22日終了 - 松本秀樹のGood Life=Dog Life（ニッポン放送）
- 3月23日終了 - 上地雄輔のラジ音!（NHKラジオ第1）期間限定終了
- 3月24日終了
  - 渋谷アニメランド（NHKラジオ第1）[566]レギュラー放送終了
  - Sunday Music☆Twinkle（東北放送）
- 3月25日終了
  - 政策情報 官邸発（TBSラジオ）[344]
  - 下町オヤジ大人塾（文化放送）
  - 和田正人・五十嵐隼士のオールナイトニッポン0(ZERO)（ニッポン放送）[567]
  - roots〜決断の瞬間〜（アール・エフ・ラジオ日本）
  - Radio Culture Culture（FM NORTH WAVE）[568]期間限定終了
  - holyのミュージック・ガイダンス（CBCラジオ0時のつぶやき）[要出典]
  - Yes!!Your Friends（FM NIGATA）[要出典]
- 3月26日終了
  - 亀渕昭信のにっぽん全国ラジオめぐり（NHKラジオ第1）レギュラー放送終了
  - miwaのオールナイトニッポン（ニッポン放送）[569]
  - 出口汪の平成世直し塾（アール・エフ・ラジオ日本）
  - チーモンチョーチュウのるんるんラジオ（アール・エフ・ラジオ日本）
  - 映画音楽大全集（アール・エフ・ラジオ日本）
  - 桑原茂一のPirate Radio（InterFM）期間限定終了[要出典]
- 3月27日終了
  - 広瀬香美のオールナイトニッポンGOLD（ニッポン放送）
  - EXILE NESMITHのオールナイトニッポン（ニッポン放送）
  - SPYAIRのオールナイトニッポン0(ZERO)（ニッポン放送）[567]
  - 菅原明子のエッジ・トーク（アール・エフ・ラジオ日本）
  - AREA CROSS (FM NORTH WAVE)[568]期間限定終了
  - オガラジ☆ナマハゲーション（FM AKITA）
  - シクラメンのブラシクラ!（CBCラジオ0時のつぶやき）期間限定終了
  - 週刊Hilcrhyme（FM新潟、JFN）[570]
  - Radio Handsome（α-station）
  - jack in the box!（NACK5）
- 3月28日終了
  - 夕べのひと時（NHK-FM放送）
  - LINDA!〜今夜はあなたをねらい撃ち〜（TBSラジオ）期間限定終了
  - ミュージックギフト〜音楽・地球号（文化放送）
  - Hi-Hiのオールナイトニッポン0(ZERO)（ニッポン放送）[567]
  - 清水勝利のこれでいいのかニッポン!!（アール・エフ・ラジオ日本）
  - シナプス（TOKYO FM）
  - Flowers（JFN）[571]
  - 岡本真夜SEVEN Spirit RADIO Tomorrow[572](JFN)期間限定終了[要出典]
  - RADIO SURPRISE!! (bayfm)[573]
  - music air-stayG（AIR-G'）
  - lief（AIR-G'）
  - EIR⇔LINE（AIR-G'）
  - AIR-G' 40 VIBES（AIR-G'）※『GTR』内に箱番組化
  - DASH 9（AIR-G'）
  - Listen♪（Date fm）[574]
  - 井関裕貴のケータイっていいね!（秋田放送）
  - 秋田YEGの俺たちに任せろ!（秋田放送）
  - ユリホンジョーンズ3D（エフエム秋田）[575]
  - DoDA Smart RADIO（エフエム秋田）
  - K-MIX 2ストライク1ボール（K-mix）[29]
  - Radio the Boom!（K-mix）[29]
  - K-MIX 8×8（K-mix）[29]
  - K-MIX Studio 9（K-mix）[29]
  - RADIO KICK（ZIP-FM）[要出典]
  - 糸魚川LA・LA・ラジオ（FM NIGATA）[要出典]
  - DELICIOUS DONUT（α-station）
  - Shimanchunu Wave（α-station）
  - 5upよしもと ガチモリ（ラジオ大阪）[要出典]
  - STAND UP! MORNING（fm fukuoka）
  - HIRO T'S MORNING JAM（FM802）
  - よお子のHAPPY工房（ラジオ関西）[576]
  - 田辺令吉のおはよう!発車オーライ（南日本放送）
- 3月29日終了
  - 浅沼晋太郎のガチガチ!（ラジオNIKKEI第2）[577]
  - ニュース探究ラジオ Dig（TBSラジオ）[344]
  - 笑顔でおは天!!（文化放送）[348]
  - 吉田照美 ソコダイジナトコ（文化放送）[348]
  - 純喫茶・谷村新司（文化放送）
  - 夕やけ寺ちゃん 活動中（文化放送）[348]
  - ラジオ トータル・イクリプス（文化放送）[578]
  - サウンドトラベル（ニッポン放送）
  - 本村康祐・西岡隼基のオールナイトニッポン0(ZERO)（ニッポン放送）[567]
  - 石塚恵子のおしゃべりモーニング（ミュージックバード）
  - 6 O'Clock YATSURA（InterFM）期間限定放送終了[368]
  - WOTA倶楽部（FM-FUJI）期間限定放送終了
  - ときめきワイド（STVラジオ）[579]
  - 牧とのりおのスーパースクランブル（STVラジオ）
  - おはよう歌謡曲（北海道放送）
  - Hug（北海道放送）[要出典]期間限定放送終了
  - Working for The Weekend（AIR-G'）
  - 万世閣 T3 ティー・キュービック（AIR-G'）
  - Seeds Square（FM NORTH WAVE）[568]期間限定終了
  - Netz TOYOTA SAPPORO presents 35（FM NORTH WAVE）[568]期間限定終了
  - JOPU Morning Friday（FM AKITA）
  - Brand-new Junction（K-mix）[29]
  - CARAMEL POCKET（K-mix）[29]
  - 夕刊アツキー!（CBCラジオ）[580]
  - クロノス・アイチ（fm aichi）[377]
  - フレッシュ・アップ・アイ（fm aichi）[377]
  - 黒ちゃんのオンリーワンダフル（fm aichi）[377]
  - おとなりラジオ あらら…（信越放送）[378]
  - atelier（α-station）
  - 畑中ふう・大桃美代子のてふてふ（MBSラジオ）[要出典]
  - ラジオよしもと むっちゃ元気スーパー!（ラジオ大阪）[581]
  - Delicious Friday（FM802）
  - jungle juice（FM802）
  - ラジオ絶滅寸前男子（ラジオ関西）期間限定終了[要出典]
  - Vibe ON!MUSIC（HFM）
  - 中岡良一のAFTER BEAT（FM愛媛）
  - MUSICA（FM愛媛）
  - M-style（FM高知）
  - marico's mash room（RKBラジオA-LIVE）
  - まいど! 栗田商店です!（KBCラジオ）
  - リポーズアフターアワーズ（FM沖縄）[582]
- 3月30日終了
  - クレイジーラッツのラッツ!ゴー!クレイジー!（ニッポン放送）
  - TOKIOナイトCLUB（ニッポン放送）
  - サントリー・サタデー・ウェイティング・バーAVANTI（TOKYO FM）
  - コリアンテナ-KOREA ANTENNA（TOKYO FM）[要出典]
  - Sunny Day Saturday（NACK5）
  - トヨタ勝又グループ presents TASTY CRUISING（bayfm）
  - 谷口祐子のミュージックブレイク（STVラジオ）[583]
  - 中村美彦の一筆啓上（HBCラジオ）[584]
  - DONと強のおぢさんツインカム!（HBCラジオ）※参照
  - 佐々木幸男JUST FOLK〜あの時代へのノスタルジー〜（HBCラジオ）[要出典]
  - ooze（HBCラジオ）[585]
  - すこたまFACTORY HYPER（秋田放送）[586][要出典]
  - Talk魂765 Go!Go!イチ（山梨放送）
  - K-MIX WEEKEND ヤッホー!!（K-mix）[29]
  - 海津ゆうこのさたばな（新潟放送）
  - 小桃音まいの☆きゃらめるまきRADIO☆（FM-PORT）[587][要出典]
  - 嫌い嫌いけど好き（北陸放送）
  - grram atreet（α-station）
  - 茂山童司のおとぎの暇（朝日放送）
  - パラレル・ボックス（ラジオ関西）[588]
  - 徳永玲子の週間土曜日（KBCラジオ）[要出典]
  - 斉藤ふみとオッカーのスーパーサタデー（KBCラジオ）[要出典]
  - STAND UP! MORNING - スタモニ・ウィークエンドエディション -（fm fukuoka）[要出典]
  - かでかるさとしのチムどんぱあく（RBCiラジオ）[要出典]
- 3月31日終了
  - 王様の宝石箱（スバルプランニング）
  - エレうた!（NHKラジオ第1）レギュラー放送終了[589]
  - JA全農プレゼンツ 田中雄介の食卓応援隊（TBSラジオ）[344]
  - 原田夏希 宴もたけなわではございますが（TBSラジオ）[344]期間限定終了
  - あなたへモーニングコール（TBSラジオ）[344]
  - 小久保工業所プレゼンツ 文化放送 川島なお美 ミセスDJ ラ・ラ・ララン（文化放送）
  - 秋山美久理のももくりみくり!（文化放送超!A&G+）
  - 菅原文太 日本人の底力（ニッポン放送）
  - サンデー知っとかナイツ（ニッポン放送）
  - 渡り廊下走り隊7（ニッポン放送）
  - シクラメンのスルメRADIO（ニッポン放送）
  - 有楽町モバイルラジオ研究所（ニッポン放送）[要出典]
  - 近藤誠一 文化のちから（アール・エフ・ラジオ日本）
  - エンカペラGの朝からネバーギブアップ（アール・エフ・ラジオ日本）
  - 松川裕美のビジネス最前線（アール・エフ・ラジオ日本）
  - 朗読「母の詩・すべての母に感謝の花束を」（アール・エフ・ラジオ日本）
  - フレンチ・キスのKissラジ!（TOKYO FM）
  - 東京ガベージコレクション（TOKYO FM）
  - the pillows POISON ROCK'N ROLL（JFN）  [リンク切れ]
  - LOHAS SUNDAY（J-WAVE）
  - ゆらいRADIO (bayfm)
  - 道しるべ (bayfm)
  - KOSE KOSMEPORT 神田うの BEAUTY BRUNCH（NACK5）
  - 女子会ラジオ （STVラジオ）期間限定終了
  - 札ギャグの少年ラジヲ（STVラジオ）[590]期間限定終了
  - Cafe de Asahikawa（HBCラジオ）[要出典]
  - 一平・ジャンボのRadio JIJI!（HBCラジオ）[要出典]
  - 大下宗吾の耳からけむり（HBCラジオ）[要出典]
  - サウンド・エクスプローラー（HBCラジオ）[要出典]
  - AKB48仲谷明香の「なかやん通信」（IBC岩手放送）
  - A.Mスタイル（IBC岩手放送）
  - まてマテ（秋田放送）
  - ジェイムスのWEEK STARTER（CBCラジオ）
  - 応援サークル ビタミンS（FM NIGATA）[要出典]
  - 斎藤真美のもうすぐ先輩!（朝日放送ラジオ）
  - 加藤ヒロユキのほんわか健康館（朝日放送ラジオ）
  - MBSサンデーボックス（MBSラジオ）[要出典]
  - 上田義朗のベトナム元気!（MBSラジオ）期間限定終了[要出典]
  - 京都いちばん!たくみ編（MBSラジオ）期間限定終了[要出典]
  - THE IDOLM@STER STATION!!!（ラジオ大阪 1314 V-STATION）[591]
  - 相馬裕子のCHEERS!（K-mix）[29]
  - ラジオ版 新潟スノーファンクラブ（FM NIIGATA）[592]
  - 久茂地放送屋（RBCiラジオ）[要出典]

### 2013年6月放送終了
- 6月16日 - 週刊“マイライフ”
- 6月25日 - music ex（FM AICHI）[593]
- 6月29日
  1. TOKYO REMIX ZOKU（J-WAVE）
  2. れいなたいむ（RKBラジオ）

### 2013年8月放送終了
- 8月31日 - SUPER RELAX TIME（FM AICHI）[594]

### 2013年9月放送終了
- ソナーポケットのラジポケ（JFN）[595]
- D.N.A.〜ロックの殿堂〜（JFN）[596]
- 9月22日 - 朝もラジオと決めてます（MBSラジオ）
- 9月23日
  1. 成功への言葉（ニッポン放送）
  2. さゆりんの音楽楽園（CBCラジオ）
- 9月24日 - ハチラジ de Oh! DATE（エフエム秋田）[597]
- 9月25日 - マキシマムザホルモン ダイスケはん&ナヲの“ギンギラギンにさりげ肉”(fm osaka)[598]
- 9月26日
  1. GOING まいぺぇ〜す（bayfm）
  2. 大人の栄ミナミde猫まねき（FM AICHI）[599]
  3. えひめ○かじり（南海放送）[600]
- 9月27日
  1. 永六輔の誰かとどこかで（TBSラジオ）レギュラー放送終了
  2. 伝説の人事部長（TOKYO FM）[601]レギュラー放送休止
  3. I LIFE NET (FM NORTH WAVE)[602]
- 9月28日
  1. シュガーズの週末は甘えナイト!（TBSラジオ）期間限定放送打ち切り
  2. Kiss and Hug（J-WAVE）[603]
  3. 朝のことば（アール・エフ・ラジオ日本）
  4. 日本満喫☆たびロード（アール・エフ・ラジオ日本）[604]
  5. Saturday goes on（TOKYO FM）
  6. HAPPINESS（J-WAVE）
  7. The Players（J-WAVE）
  8. 夜な夜なヘンドリクス（bayfm）
  9. 土曜ミミマンボ!2（MBSラジオ）
  10. span!三世（KBS京都）
  11. ガイナックス電波（ラジオ大阪 1314 V-STATION)
  12. エブリモーニング（南海放送）[605]
  13. green drive (cross fm)
- 9月29日
  1. さあ、やるぞ 必ず勝つ
  2. 千花有黄の徒然散歩道（文化放送）
  3. 大正製薬天下たい平!落語はやおき亭（文化放送）
  4. ラジオふるさと便アネックス（文化放送）
  5. ギュッと健康エッセンス（アール・エフ・ラジオ日本）
  6. りる☆ラジ（NACK5）
  7. 米朝よもやま噺（朝日放送ラジオ）
  8. 志の輔・シゲルのてるてるシゲシゲ（北日本放送）
  9. 広島よしもと フリータイムの自由なラジオ（中国放送）[606]
  10. サッシー・ミヤジ 土曜はどうよ!?（南海放送）[607]
- 9月30日
  1. 坂崎幸之助と吉田拓郎のオールナイトニッポンGOLD（ニッポン放送）
  2. 音楽自由区。（JFN）
  3. combo master（cross fm）

### 2013年10月放送終了
- 10月6日 - アクセル★ワンだぁ!!（超!A&G+、アニメイトTV）
- 10月26日 - OKINAWA LIFE〜楽園日和〜（NACK5）[608]

### 2013年12月放送終了
- 12月26日 - Asami の MUSIC BOX（ミュージックバードコミュニティチャンネル）
- 12月28日
  1. 新井栄一のピアノノスタルジア（ミュージックバードコミュニティチャンネル）
  2. 笠原紀久恵の学級物語〜子供が教科書（STVラジオ）[609]
  3. ミュージック・サプリ（秋田放送）
- 12月29日
  1. 大泉洋のサンサンサンデー（HBCラジオ）
  2. ANI-TAMA-ZOO Safari（ラジオ関西アニたまどっとコム）
  3. 天国を聴くラジオ（ミュージックバードコミュニティチャンネル）
- 12月31日 - アンニョン韓国（東北放送）期間限定

## 放送時間変更
- 1月6日 - 3月31日、河西智美 お姉さんに聞きなさい!（ニッポン放送、日曜21:00）放送時間繰り下げ
- 1月6日 - Event 80 Navi（TOKYO FM、日曜20:30。DJ:みんしる）曜日移動による放送開始時間繰り上げ
  1. 4月7日 - Event 80 Navi（TOKYO FM、金曜18:00。DJ:宮島咲良）曜日移動による放送開始時間繰り上げ
  2. 10月4日 - Event 80 Navi（TOKYO FM、金曜21:00。DJ:宮島咲良）放送時間繰り下げ
- 1月7日
  - エンタメExpress954（TBSラジオ、月曜20:00。出演:斉藤リョーツ）放送時間繰り上げ
    - 4月7日 - エンタメExpress954（TBSラジオ、日曜20:30。DJ:斉藤リョーツ）ナイターシーズンの期間限定の曜日移動による放送開始時間繰り下げ
    - 9月30日 - エンタメExpress954（TBSラジオ、月曜20:30。DJ:斉藤リョーツ）曜日移動による放送開始時間繰り下げ

  - SUPER☆GiRLS 超絶パーティー（ニッポン放送、平日〔月 - 木曜〕24:50）放送時間繰り上げ
- 1月7日 - 3月25日、成瀬心美のもうすぐオトナ時間（TBSラジオ、月曜20:30。出演:斎藤哲也）週頭の週1回放送に収縮し放送時間繰り上げ移動
- 4月1日 - 4月29日、APPLI THE WORLD（TOKYO FM、月曜25:30。出演:村井智建、高橋亮、西もなか）曜日移動
- 4月1日 - 6月24日、近藤ひさしのサタヤン★マンデー（AIR-G'、月曜19:30）[610]
- 4月1日 - 9月23日、Monday Bookmark（山陰放送、月曜18:30。DJ:橋本航介）放送時間繰り上げ拡大[611]
- 4月1日 - IKKOのなになになぁに〜!?（ニッポン放送、月曜18:30）
  - 10月12日 - IKKOのなになになぁに〜!?（ニッポン放送、木曜21:30）元通りの放送時間再繰り下げ
- 4月1日 - 中山秀征の有楽町で逢いまSHOW（ニッポン放送、月曜19:30。DJ:増田みのり）曜日再移動に伴う放送時間繰り上げ
  - 10月11日 - 中山秀征の有楽町で逢いまSHOW（ニッポン放送、 金曜21:00。DJ:増田みのり）曜日再移動に伴う放送時間繰り上げ
- 4月1日 - サンドウィッチマンの東北魂（ニッポン放送、月曜20:50）
  - 10月9日 - サンドウィッチマンの東北魂（ニッポン放送、水曜21:40）曜日再移動に伴う放送時間繰り下げ
- 4月1日 - 水野真紀 つれづれラジオ（ニッポン放送、月曜21:40）
  - 10月9日 - 水野真紀 つれづれラジオ（ニッポン放送、水曜21:30頃）曜日再移動に伴う放送時間繰り上げ
- 4月1日
  - クミコの笑顔で乾杯（ニッポン放送、月曜18:50）
    - 10月7日 - クミコの笑顔で乾杯（ダイノジ 大谷ノブ彦〜今日も一日〜 Good Job ニッポン内 月曜19:40頃）放送時間繰り上げに伴う再フロート番組化
- 4月1日
  - 私の正論（ニッポン放送、月曜19:20。出演:那須恵理子）
    - 10月9日 - 私の正論（ダイノジ 大谷ノブ彦 〜今日も一日〜 Good Job ニッポン内 水曜19:40頃。出演:那須恵理子）元通りの放送時間再繰り上げ
- 4月1日
  - 阿部亮のNGO世界一周!（ニッポン放送、月曜21:30）
    - 10月10日 - 阿部亮のNGO世界一周!（ダイノジ 大谷ノブ彦 〜今日も一日〜 Good Job ニッポン内 木曜19:40頃）曜日再移動に伴う放送時間繰り上げ
- 4月1日
  1. おはよう寺ちゃん 活動中（文化放送、平日〔月 - 金曜〕5:00）改題後放送時間繰り上げ
  2. 中西ふみ子のきょうも元気に（ラジオ大阪、平日〔月 - 金曜〕5:15）放送開始時間繰り上げ
  3. HIRO T'S AMUSIC MORNING（平日〔月 - 木曜〕6:00。 DJ:ヒロ寺平）FM802からFM COCOLOに放送局移籍[10]
  4. MORNING CHARGE（ZIP-FM、平日〔月 - 木曜〕6:30）放送開始時間繰り下げ
  5. Midday Magic（InterFM、平日〔月 - 木曜〕10:00。DJ: Vance K）放送開始時間繰り下げ[368]
  6. On the BEAT（FM AICHI、平日〔月 - 木曜〕11:30。DJ:〔月、火曜〕内藤聡 / 〔水、木曜〕ノリ ウエノ / 〔月、水曜〕山口千景 / 〔火、木曜〕水城あやの）
  7. LHR -London Hit Radio- UK&Europe Direct(InterFM、平日〔月 - 木曜〕14:00。DJ:ガイ・ペリマン、加藤円夏)放送開始時間繰り下げ[368]
  8. シンクロのシティ（TOKYO FM、平日〔月 - 木曜〕15:00）放送時間繰り上げ
  9. The Dave Fromm Show（InterFM、平日〔月 - 金曜〕16:00。DJ: Dave Fromm、ジョー横溝）放送開始時間繰り下げ[368]
  10. ナカタマサシ的〜出会いと旅と音楽と（HBCラジオ、月曜17:10。DJ:中田雅史）曜日再移動に伴う放送時間繰り上げ
    - 10月6日 - ナカタマサシ的〜出会いと旅と音楽と（HBCラジオ、日曜5:15）放送時間繰り下げ

  11. とびだせ!夕刊探検隊（ABCラジオ、月曜17:25。出演：桂吉弥、八塚彩美）放送開始時間繰り上げ
  12. 歌謡曲ふれあい電話リクエスト（秋田放送、月曜18:20。DJ:あべ十全、藤原美幸）開始時間繰り上げ拡大
  13. REALIVE RADIO（AIR-G'、月曜19:00。DJ:DAIGO〔TRIBE ROCK〕）放送時間繰り上げ
  14. ROCK ON LOTS（FM NIIGATA、月曜19:00）
  15. グッチ裕三の今夜はうまいぞぉ!（文化放送、月曜19:30。出演：金田朋子）改題し、放送曜日移動の上、放送開始時間繰り下げ
    - 9月30日 - グッチ裕三 今夜はうまいぞぉ!（文化放送、月曜20:00。出演：金田朋子）[612]放送開始時間さらに繰り下げ

  16. 竹中直人〜月夜の蟹〜（TBSラジオ、月曜19:30。出演：堀井美香）放送時間繰り上げ
  17. 成功への言葉（ニッポン放送、月曜20:30。出演:菱木貞夫）
  18. みんなの作文（ニッポン放送、月曜21:00）
  19. STARDUST PARADE（α-station、21:00。DJ:林智美）放送時間開始繰り上げ
  20. キャイ〜ンのおのれっ、この・・・傾奇者がぁ〜!!（TBSラジオ、月曜21:20。出演：松本あゆ美）放送時間拡大に伴う放送開始時間繰り下げ
  21. FIND OUT（ZIP-FM、平日〔月 - 木曜〕24:00）帯番組化
- 4月2日
  1. AG-ON研究所（超!A&G+、火曜18:30。出演：砂山圭大郎、赤﨑千夏）放送曜日移動に伴う放送時間繰り上げ
  2. 蝦夷Groove（火曜 19:00。DJ:松尾亜希子）
  3. 堀江政生のほりナビ!!（朝日放送、平日〔火 - 金曜〕21:00）放送開始時間繰り下げ
  4. よしもとRADIOバリカタ!（EKBラジオA-LIVE枠、火曜22:00）放送時間繰り下げ
  5. SUPER☆GiRLS宮崎理奈のナイスみやり!（アール・エフ・ラジオ日本、火曜24:00）放送曜日変更に伴う放送時間繰り上げ
  6. 久保ミツロウ・能町みね子のオールナイトニッポン（ニッポン放送）一部昇格…放送時間改題し放送時間繰り上げ[569]
  7. 天宮遥のわたしはピアノ〜夜はスロー・タッチ〜（ラジオ関西、火曜25:00）曜日移動に伴う放送時間繰り下げ
  8. 柳家喬太郎のピロウトーク（TOKYO FM、火曜25:30）放送曜日移動に伴う、柳家喬太郎のキンキラ金曜日から改題・放送曜日繰り下げ
    - 10月3日 - 柳家喬太郎のピロウトーク（TOKYO FM、木曜20:20）放送曜日変更に伴う放送開始時間繰り上げ

  9. J-POP 1422（アール・エフ・ラジオ日本、火曜26:30。DJ:佐倉薫）放送曜日変更に伴う放送時間繰り下げ短縮
- 4月2日 - 西川貴教のちょこっとナイトニッポン（ニッポン放送、平日〔火 - 金曜〕21:40）放送開始時間再繰り下げ
  - 9月30日 - 西川貴教のちょこっとナイトニッポン（ニッポン放送、平日〔月 - 金曜〕20:50）元通りの放送時間再繰り上げ
- 4月3日 - 6月26日、ひいらぎのひいらじ（AIR-G'、水曜 19:00）放送時間繰り上げ
- 4月3日
  1. コモなび!（ラジオNIKKEI第1、水曜 15:30）放送時間繰上げ
  2. 香菜子のなまらないと（HBCラジオ、水曜17:10）曜日移動に伴う放送時間繰上げ放送時間短縮
    - 10月6日 - 香菜子のなまらないと（HBCラジオ、日曜17:30）放送曜日変更に伴う放送時間繰り下げ

  3. NOW&NEXT（AIR-G'、水曜 19:30。DJ:アイシス）放送曜日移動に伴う放送時間再繰り上げ
  4. 北野誠のFXやったるで!（ラジオNIKKEI第1、水曜 22:30）放送時間繰り下げ
  5. ハイタッチ!（RKBラジオ、平日〔水 - 金曜〕22:00。DJ:EE男山口たかし）放送時間繰り下げ
  6. DJ LEAD LIVE IN THE MIX（α-station、水曜24:00。出演:TARBO）曜日枠移動に伴う放送時間繰り下げ
  7. 英二と修二の心のふれあい演歌旅（ラジオ関西、水曜24:00）曜日移動に伴う放送時間繰り下げ
- 4月4日
  1. 杏子のSense of beauty（AIR-G'、木曜 11:30）
  2. こいこいおぢやプログラム（FM NIIGATA、木曜12:00）
  3. みんおんJASMINE EXPRESS（木曜 19:00。DJ:くどうみき）放送時間繰上げ
  4. 箭内優（秋田放送、木曜18:00。DJ:箭内道彦、高橋優）放送時間繰り上げ
  5. paseo DD Sound Express（AIR-G'、木曜19:30。DJ:DAISHI DANCE、鈴木彩可）
  6. 東京女子流 MMちゃんねる＊（NACK5、木曜 23:30。DJ:山邊未夢〔東京女子流〕／庄司芽生〔同〕）※「東京女子流〜ひめスタ＊〜」から改題、曜日枠移動に伴う放送時間繰り下げ
  7. LOVE&HARMONY（α-station、木曜24:00。DJ:YAK.）曜日移動
- 4月5日
  1. RADIO DISCO（InterFM、金曜12:00。DJ: DJ OSSHY、亀井佐代子）週末の週1回集約に伴う放送時間繰り上げ移動
  2. GOLDEN Z（ZIP-FM、金曜16:30。DJ:ジェイムス・ヘイブンス）放送時間繰り上げ
  3. ザ・マネー FRIDAY 金森薫のFXスクウェア（ラジオNIKKEI第1、金曜16:00）放送時間繰り下げ
  4. 嘉門達夫のどんなんやねん! (MBSラジオ、金曜16:00。出演：佐藤良子、石田英司)※「嘉門達夫と上ちゃんのどんなんやねん!」を改題放送時間繰り上げ枠移動・放送時間拡大を放送
  5. ようこそ!ハーバーランド（ラジオ関西、金曜17:30。出演：池田奈月）放送時間繰り下げ
  6. さっぽろ大人グラフィティー（AIR-G'、金曜 18:00。DJ:森基誉則、澤内明）
  7. MOVIE ACCESS（AIR-G'、金曜 21:00。DJ:鈴木舞）
  8. HARADISE RADIO（α-station、金曜21:00。DJ:原田博行）曜日移動
  9. カンムリラジオ 〜ゲストが挑戦的で困ります〜（金曜27:00。出演:吉田豪）曜日移動に伴う放送時間繰り下げ拡大
  10. 原幹恵 ゆる☆ふわ（文化放送、金曜25:00）曜日再々移動に伴う放送時間再繰り下げ、金曜深夜に出戻り
- 4月6日
  1. 英樹・さやかの山ガール山おやじ（HBCラジオ、土曜6:20。出演:山崎英樹、堰八紗也佳）放送時間繰り上げ
  2. 和田裕美のWADA CAFE（ラジオ関西、土曜7:15）
  3. α-DAYLIGHT CALL(α-station、土曜12:00、日曜12:00。DJ:〔土曜〕珠久美穂子 / 〔日曜〕浜本愛里)放送開始時間繰り下げにより放送時間短縮
  4. 渡邉美樹 5年後の夢を語ろう!（ニッポン放送、土曜15:00）放送時間繰り上げ
  5. 突然ですが、お邪魔致します（ニッポン放送、土曜15:30。出演:垣花正、増田みのり）放送時間繰り下げ
  6. aveな週末(ラジオ福島、土曜17:00。出演:海藤尚美)放送曜日移動や放送時間繰り上げによる、「ゲストはave」より改名[613]
  7. サタデースポーツ&ニュース（TBSラジオ、土曜 17:15。出演:林みなほ）放送開始時間繰り上げ
  8. SPO-NOW（NACK5、土曜18:00。小笠原聖）曜日移動に伴う放送時間繰り下げ
    - 10月6日 - SPO-NOW（NACK5、日曜16:00。小笠原聖）曜日移動に伴う放送時間繰り上げ

  9. ばんばひろふみ ワイン DE ワイワイ!(ラジオ関西、土曜18:00)放送時間繰り下げ
  10. チョアチョアコリア（CBCラジオ、土曜20:00）放送時間繰り下げ移動。
  11. KYOTO MUSIC SHELF（α-station、土曜20:00。DJ:西村愛、ヤマダ / 行貞〔KYOTO MUSE〕）曜日移動に伴う放送時間繰り上げ
  12. 私の選択（FM PORT、土曜20:45）
  13. ラジ魂!!（HBCラジオ、土曜21:30）放送開始時間繰り下げ
  14. 杏のAnytime Andante（ニッポン放送、土曜21:30）曜日移動に伴う放送時間繰り下げ
  15. ライムスター宇多丸のウィークエンドシャッフル（TBSラジオ、土曜22:00）放送開始時間繰り下げに伴う放送時間縮小
  16. チームしゃちほこ ごぶれいしました!（CBCラジオ、土曜22:30頃〔電磁マシマシ内〕。出演:永岡歩）被内包番組移動に伴う放送時間繰り下げ[614]
  17. Arico Peter's Restaurant（α-station、土曜23:00）曜日移動に伴う放送時間繰り上げ
  18. 韓国の音楽が熱い!（STVラジオ、土曜23:15。DJ:室田智美）放送開始時間繰り下げ
  19. AV Music Channel（AIR-G'、土曜25:00。DJ:岩杉夏、井澤佳の実）龍・W・Fと枠交換により、放送曜日移動に伴う放送時間繰り下げ拡大
  20. マキタスポーツラジオはたらくおじさん（アール・エフ・ラジオ日本、土曜25:30。出演:マキタスポーツ、橘美緒）放送曜日移動に伴う放送時間繰り下げ
  21. BiSのビッスン?（アール・エフ・ラジオ日本、土曜26:30）放送曜日移動に伴う放送時間繰り下げ
  22. 風とロック（TOKYO FM、土曜26:30。DJ:箭内道彦） 放送時間繰り下げ
  23. 関博紀のブルース&ソウルRadio(HBCラジオ、土曜28:00)放送時間繰り下げ
  24. ドリンクバー凡人会議（RKBラジオ、土曜28:00）放送曜日移動による放送時間繰り下げ
  25. ゆかりの今夜もゲームオーバー?（HBCラジオ、土曜28:20）放送再開、放送時間繰り下げ
    - 10月6日 - ゆかりの今夜もゲームオーバー?（HBCラジオ、日曜25:00）熊木杏里 夢のある喫茶店と枠交換に伴い、放送曜日変更や放送開始時間繰り上げ
- 4月7日 - 2014年5月25日、FRIDAY BUTTREFLY SUNDAY (AIR-G'、日曜21:00。DJ:トリーシャ)放送曜日変更や放送時間繰り下げに伴い改題期間限定放送
- 4月7日
  1. アニョハセヨ!ランヒです!（ラジオ関西、日曜6:50）
  2. 堀江政生のザ・シンフォニーホールアワー（朝日放送、日曜7:05）放送時間繰り上げ
  3. 正木明の天気のソムリエ（ラジオ関西、日曜8:00）放送時間繰上げ
  4. 田辺眞人のまっこと!ラジオ（ラジオ関西、日曜10:00）
  5. ビジネスネットワーク（HBCラジオ、日曜10:45）曜日移動
  6. あの街ツアーズ!（HBCラジオ、日曜11:00。出演：石崎輝明、堰八紗也佳）曜日移動し放送時間繰り上げ拡大
  7. 福島暢啓の昭和歌謡でしょ!（MBSラジオ、日曜17:00）放送時間繰り上げ
  8. 圭市・邦丸☆ドリボート（日曜16:30）もっと!遊ぼーと!!より改名に伴い放送時間繰り下げ縮小
  9. TERAOKA MUSIC（InterFM、17:00。DJ:寺岡呼人）曜日移動し放送時間繰り上げ
  10. Newtype presents 金の卵（超!A&G、日曜17:00）曜日移動
  11. 姫っ娘5のアイドルサイドを歩け!!（ラジオ関西、日曜17:30。出演:Kana、Minami、Saki）放送曜日移動に伴う放送繰り上げ移動[615]
  12. キニナル（文化放送、文化放送ホームランナイターが無い週の18:00。出演：岡田眞善、加納有沙）眞善のなんか気になるっより改名に伴い放送開始時間繰り下げに伴う放送時間拡大
  13. 渡部陽一 勇気のラジオ（ニッポン放送、ナイター中継の無い週の日曜18:00。出演:花田景子）曜日再移動
  14. 菊地成孔の粋な夜電波（TBSラジオ、日曜19:00）放送開始時間繰り下げ
  15. 羊毛とおはなラジオ（K-MIX、日曜19:30）単独番組化に伴う放送曜日移動や放送時間変更
  16. いつも心に歌謡曲（HBCラジオ、日曜19:00。DJ:奥田ゆか）放送時間繰上げ
    - 10月13日 - いつも心に歌謡曲（HBCラジオ、日曜18:00。DJ:奥田ゆか）放送時間更に繰り上げ

  17. KYOTO NATION（α-station、19:00。DJ:フクヤマトシキ、AMI）放送曜日移動に伴う放送時間繰上げ。
  18. SWEET'N MARBLE LOVERS（α-station、日曜20:00）放送曜日移動に伴う放送時間繰上げ。
  19. 斉藤佑圭のわたしのすきなこと。2nd（FM愛知、日曜20:30。出演：中西優香〔SKE48チームS〕、加藤るみ〔SKE48チームS〕、古川愛李〔SKE48チームKII〕、矢方美紀〔SKE48チームKII〕他週替わり）放送時間繰り上げ
  20. FRIDAY BUTTERFLY SUNDAY（AIR-G'、日曜 21:00。DJ:トリーシャ）放送曜日変更に伴い改題
  21. KP CONNECTION（α-station、日曜21:00。DJ:谷口キヨコ）放送時間繰り下げ
  22. 浜田ブリトニーのオンナの引き出し（ニッポン放送、日曜21:30）週末の週1回放送に収縮し放送時間繰り上げ移動
  23. ふれあい歌道中（ラジオ関西、日曜21:30。DJ:内藤やすお）
  24. 泉沙世子 HAPPY NIGHT（ニッポン放送、日曜21:50）放送曜日変更に伴う放送時間繰り下げ
  25. G-CUTS ALIVE（AIR-G'、日曜22:00。DJ:鎌田理奈）放送時間繰り下げ元に戻る
  26. 斉藤雪乃のイチバンセン!（アール・エフ・ラジオ日本、日曜24:00）放送曜日変更
  27. ブレイクスカウター（STVラジオ、日曜24:00。DJ:松原江里佳）放送曜日移動による放送時間繰り下げ
  28. 龍・W・F（AIR-G'、日曜 24:00。DJ:龍太）AV Music Channelと枠交換
  29. 京本政樹のラジとばっ!（ニッポン放送、日曜24:30）[616]
  30. 名曲ラジオ 三浦紘朗です（ラジオ関西、日曜27:00）
  31. カントリーミュージックトラベル（ラジオ関西、日曜28:00）
- 6月6日 - WE LOVE ROCK（ラジオ関西、木曜 25:30）放送曜日移動による放送時間繰り下げ
- 7月1日 - 森川由加里の青春グラフィティー（アール・エフ・ラジオ日本、月曜18:00）放送曜日移動による放送時間繰り上げ
  - 9月30日 - 森川由加里の青春グラフィティー（アール・エフ・ラジオ日本、月曜22:30）放送時間繰り下げ
- 7月5日 - 優希美青のFirst Diary（TOKYO FM、金曜18:25）放送時間繰り上げ
- 7月6日 - 旅ラジ出発進行!（RNBラジオ、土曜6:00）放送曜日移動による放送時間繰り上げ[617]
- 9月2日 - Radio Paradise 耳が恋した!（JOY FM、平日〔月 - 木曜〕17:10。DJ:DJ SHIRO）放送時間繰り上げ
- 9月6日 - Ride on 5!（JOY FM、金曜17:00。DJ:膳憲太）週末の週1回集約に伴う放送時間繰り上げ移動
- 9月7日 - 三井住友信託銀行 Money For Life（JFN、土曜9:50。出演:長沢峰己、柴田幸子）全国ネット化に伴う放送曜日移動による放送時間繰り上げ[618]
- 9月30日
  1. かにタク言ったもん勝ち（東海ラジオ、平日〔月 - 木曜〕10:00）放送開始時間繰り下げ
  2. 清月記 明日への言葉（東北放送、colors内平日〔月 - 金曜〕11:26ごろ。出演：岩崎宏美）『清月記 The Songs』より改題し再帯番組化

  - 一宮グループpresents「時の過ぎ行くままに」（南海放送、〔月 - 金曜〕17:48）放送時間繰り下げ

  1. 歌謡曲ふれあい電話リクエスト（秋田放送、月曜19:00）放送開始時間繰り下げ
  2. 壇蜜の耳蜜（文化放送、月曜19:30。出演:太田英明）放送時間拡大に伴うによる放送開始時間繰り下げ[619]
  3. いとうせいこう GREEN FESTA（文化放送、月曜20:30。出演:石川真紀）放送開始時間繰り下げ
- 10月1日
  1. 過払い金ぶっちゃけ法律相談（文化放送、火曜19:00）放送曜日移動に伴う放送時間繰り上げ
  2. 木村三恵のアイドル♥パラダイス（ラジオ関西、火曜 19：00）放送曜日再変更
  3. 近藤真彦のくるくるマッチ箱（文化放送、火曜19:30。出演:加納有沙）期間限定放送開始時間繰り上げ
  4. 水戸ご当地アイドル（仮）のねばれるラジオ（茨城放送、火曜20:30）放送時間拡大に伴う放送開始時間繰り上げ
  5. Doors（TOKYO FM、平日〔月 - 水曜〕21:20。DJ:〔火曜〕SCANDAL、〔水曜〕ムック）放送時間繰り下げ、独立番組化
  6. RNB Radio Show What's Up?（南海放送、火曜23:00。DJ:Chaka）週1回放送化に伴う放送時間繰り下げ
  7. バクステ深夜営業中☆（TOKYO FM、火曜 25:00。DJ:広沢麻衣、亀戸えり）放送曜日移動による放送開始時間繰り上げ[620]
- 10月2日
  1. 小野恵令奈 ふぉん・で・りんく（文化放送、水曜19:30）期間限定放送開始時間繰り上げ
  2. 英二と修二の心のふれあい演歌旅（ラジオ関西、水曜21：00）
  3. リアルグルーヴのGOTTU FUNKY RADIO（ラジオ関西、水曜24：00）
  4. WE LOVE ROCK（ラジオ関西、水曜25:00）
- 10月3日
  1. Music Delivery BAN BAN RADIO!（HBCラジオ、平日〔火 - 金曜〕19:00、土曜17:00、土曜17:50。DJ:高島保）
  2. 稲垣吾郎 STOP THE SMAP（文化放送、木曜19:30）期間限定放送開始時間繰り上げ
  3. 青春学生通信社（ラジオ関西、21：00）
- 10月4日
  1. スマイル金曜日（山陰放送、金曜12:40。DJ:大田祐樹、岡村帆奈美）放送開始時間繰り下げ短縮
  2. さきえのLa pause gourmande（ラジオ関西、金曜12:40）
  3. 兵藤ゆきのハッピーにゆきね〜!（東海ラジオ、金曜20:00）放送曜日変更に伴う放送時間繰り下げ
  4. スパカン!（文化放送、金曜22:00。DJ:ムロツヨシ）放送開始時間繰り下げ短縮
- 10月5日
  1. 名曲をあなたに（ラジオ関西、土曜5:40）放送時間繰り上げ
  2. シニアの扉（山陰放送、土曜6:30。出演:伊藤ユキ子、キムラミキ）放送時間繰り下げ
  3. JOGLIS（TOKYO FM、土曜7:00。DJ:柴田幸子）改題や放送曜日変更に伴う放送時間繰り下げ
  4. ぴかぴかレコード（ぎふチャン、土曜7:20。DJ：相川真一、坂田智子）放送曜日変更に伴う放送時間繰り上げ[621]
  5. 片岡篤史 激アツ!プロ野球（ニッポン放送、土曜20:40。出演:師岡正雄）放送曜日移動による放送時間繰り下げ
  6. 有楽町情報ライブラリー（ニッポン放送、土曜21:20、日曜18:50。出演:〔土曜〕くり万太郎 ）放送曜日移動による放送時間繰り下げ
  7. KEN rocks night ver,2(InterFM、土曜23:00)放送時間繰り上げに伴う放送曜日変更
  8. go to go（InterFM、土曜24:00）放送時間繰り上げに伴う放送曜日変更
  9. May'nのらじ☆たま（文化放送、土曜26:30）放送時間繰り上げ
- 10月6日 - 10月27日、FOX BOOK&DRAMA（NACK5、日曜24:30。DJ:池田嘩百哩）[622]放送開始時間繰り上げ
- 10月6日
  1. MELLOW★WAVE（TOKYO FM、日曜5:45。DJ:ジョージ・カックル、LOMI）放送時間大幅繰り上げに伴う放送曜日変更
  2. 正木明の天気のソムリエ（ラジオ関西、日曜7:00）放送曜日移動による放送時間繰り上げ
  3. ワンモア・レシピ（山陰放送、日曜7:00）放送曜日移動による放送時間繰り上げ
  4. 演ここ.（山陰放送、日曜18:00。出演:谷口和美）放送曜日再移動
  5. アニメロティック（HBCラジオ、日曜24:30。DJ:MAYU）放送曜日変更や放送時間繰り上げ
  6. X21 吉本実憂と井頭愛海の美少女X2（ニッポン放送、日曜24:50）レギュラー放送開始に伴う放送時間繰り下げ
- 10月7日
  1. Flomotion（InterFM、月曜24:00）放送曜日変更に伴う放送時間繰り下げ
  2. Mix（InterFM、月曜26:00）放送曜日変更に伴う放送時間繰り下げ
- 10月12日
  1. 高本めぐみの音めぐり♪（文化放送超!A&G＋、土曜20:00）AG-ONより移籍
  2. …Love Music（東北放送、土曜27:00。DJ:名久井麻利）放送曜日変更に伴う放送時間大幅繰り下げ
  3. 熊木杏里 夢のある喫茶店（HBCラジオ、土曜28:20）ゆかりの今夜もゲームオーバー?と枠交換で放送曜日変更・放送時間繰り下げ
- 11月2日 - My-Spo Style（NACK5、土曜12:30。DJ：棚橋麻衣）放送曜日変更や放送時間繰上げ移動に伴う独立番組化
- 11月5日 - 宮藤官九郎のオールナイトニッポンGOLD（火曜22:00）ゆずのオールナイトニッポンGOLDと枠交換、曜日移動
- 11月7日 - ゆずのオールナイトニッポンGOLD（木曜22:00）宮藤官九郎のオールナイトニッポンGOLDと枠交換、曜日移動

## 放送再開番組
- 4月1日再開
  1. 逸見太郎のいつも買うたろう!!（ラジオ大阪、5:00。出演:小池可奈）
  2. BARAKAN MORNING（InterFM、平日〔月 - 木曜〕7:00。DJ:今村知子、ピーター・バラカン）1年ぶり再開
  3. 4月5日再開 - MIXED NUTS(α-station、金曜23:00。DJ:後藤晃宏)14年ぶりに再開
- 4月6日再開
  1. サンセットロード（ ラジオ山陰放送、土曜16:00）
  2. α-JAZZ SITE(α-station。土曜24:00。DJ:佐藤弘樹)
  3. THE MOTOR WEEKLY（fm yokohama84.7、土曜20:00。DJ:藤本えみり）
- 4月7日再開 - サンデースポーツ&ニュース（TBSラジオ、日曜日 17:15。出演:山田美幸）
- 9月30日再開 - 根本美緒 ハッピーライフキッチン(ニッポン放送、月曜21:30)再開に伴う「根本美緒のウェルエイジングライフ」より改題[623]

### 期間限定再開番組
- 2013年1月4日再開 - SHOCK THE RADIO powered by G-SHOCK[624]（TOKYO FM、金曜21:00。DJ:井出大介）半年振りに放送時間移動後復帰
- 4月3日再開 - アンニョン?（AIR-G'、水曜 11:30。DJ:前田幸）レギュラー放送期間限定
- 4月7日再開 - 森田健作 青春スピリッツ!(bayfm、日曜9:00。出演:小野真弓)
- 4月7日再開 - 8月31日、RISING SUN ROCK FM（土曜 21:00。DJ:高橋弥子[625]）
- 6月29日 - 9月28日、桂三若の大好きあきたの海（秋田放送、土曜12:30。出演:〔6月29日、7月〕八重樫葵 / 〔8月、9月〕高田由香）[626]
- 9月30日 - 11月18日、LUN!LUN!RUN!（ラジオ関西、18:30。出演:こしきさやか / 上谷聡子〔神戸学院大学〕）[627]
- 9月30日 - ロケットナイト（茨城放送、月曜20:30。DJ:ジェームス英樹）
- 2013年10月1日 - 2014年3月25日
  1. ドラ魂KING（CBCラジオ、平日〔火 - 金曜〕18:00。出演:久野誠、戸井康成、チアドラ）吸収合併元の「ドラ魂ナイト」より改題
  2. タニタ健康くらぶ（文化放送、火曜19:05。出演:鈴木純子）[628]期間限定独立番組化
- 2013年10月1日 - 2014年3月28日、新感覚残業支援系ランキングトークバラエティザ・トップ5（平日〔火 - 金曜〕 17:50。DJ:〔火曜〕堀井美香、ジェーン・スー / 〔水曜〕林みなほ、コンバットREC / 〔木曜〕杉山真也、高野政所 / 〔金曜〕江藤愛、高橋芳朗）
- 10月3日 - 2014年3月27日、寺谷一紀と!い・しょく・じゅう（ラジオ関西、木曜19：00。出演:トモチン）
- 10月7日再開 - 12月30日、吉田類のくろいさでつながろう（RKBラジオ、月曜20:15。南日本放送、月曜19:30。出演:山本真理子）[629]
- 10月30日再開 - 2014年2月24日、CHEER UP STATION コレカラソチ(TOKYO FM、平日〔火 - 木曜〕16:46頃〔シンクロのシティ内〕。出演:柴田幸子 / 今井広海、鈴木晶久、中村亜裕美)[630]
- 11月3日 - 12月22日、中央競馬Gを狙え!!（STVラジオ、金曜19:30頃〔渋谷もなみのぞっこん!ファイターズ内〕、土日17:40。出演:溝渕信）
- 11月20日再開 - 2014年6月下旬予定、やくみつるの目指せ!安心社会〜はたらく人応援団〜（文化放送、水曜20:30頃〔オトナカレッジ内〕。出演:古賀伸明〔日本労働組合総連合会〕、伊藤佳子）[631]
- 12月21日再開 - 2014年3月22日、高田由香の!好き!スキ!SKI!なう!（秋田放送、土曜12:30）[632]